# Schönheitsideal

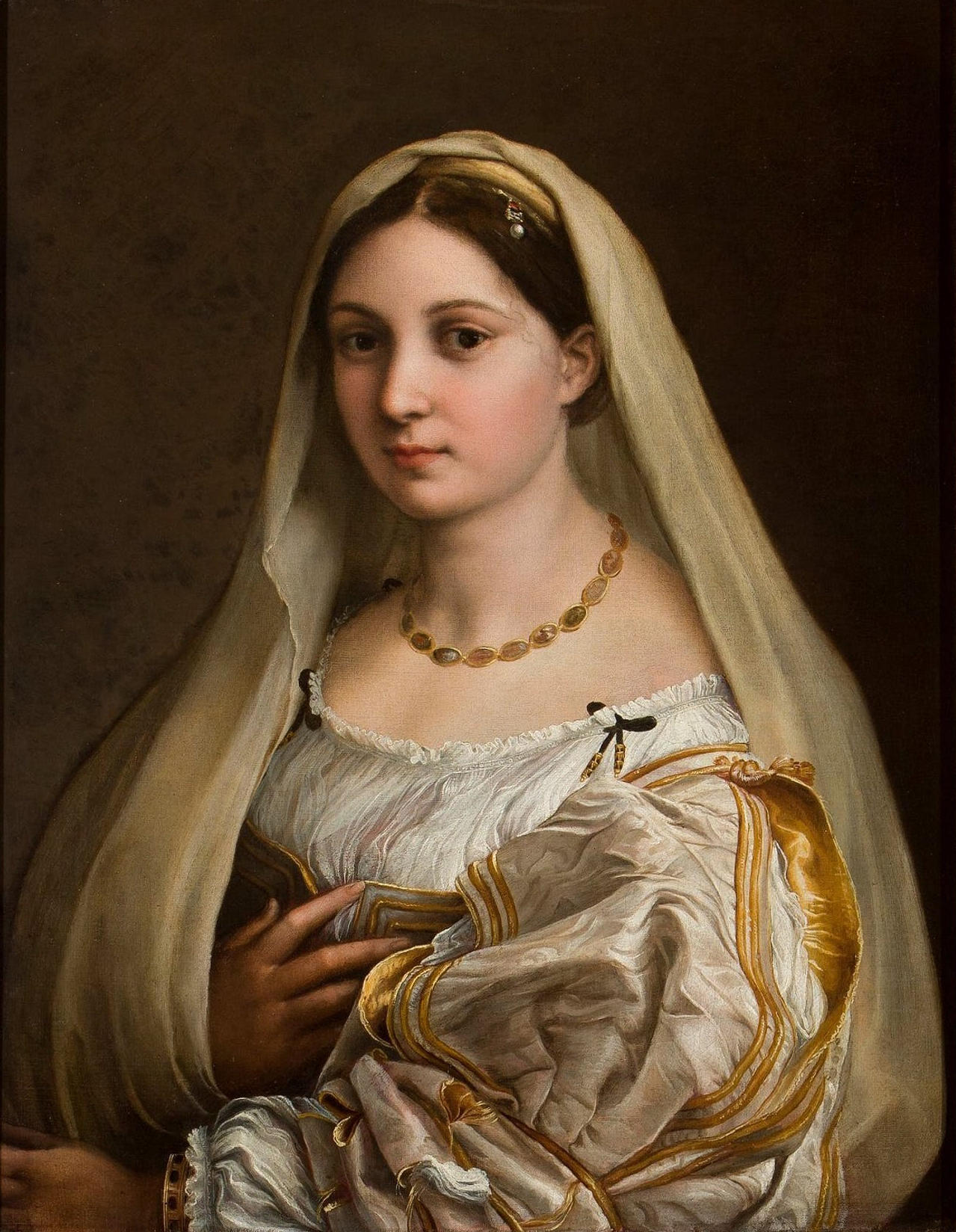
Weibliches Schönheitsideal der Hochrenaissance:
La Velata von Raffael, 1516

Ein Schönheitsideal ist eine zeitgemäße Vorstellung von Schönheit innerhalb einer Kultur. In der Regel bezieht sich der Begriff auf das Aussehen von Körper und Gesicht. Auf Kleidung, Schmuck oder Frisur bezogene Schönheitsvorstellungen werden als Mode bezeichnet.
Schönheitsideale existieren für beide Geschlechter. Männliche und weibliche Schönheitsideale wandeln sich mit der Zeit, nehmen aufeinander Bezug und gleichen sich zumindest teilweise aneinander an. Allerdings ist auch das Gegenteil der Fall: die starke Betonung der Geschlechtsunterschiede. Als Ideal galt also oft genau das, was als besonders und typisch männlich oder weiblich wahrgenommen wurde.

## Schönheitsempfinden aus biologischer Sicht

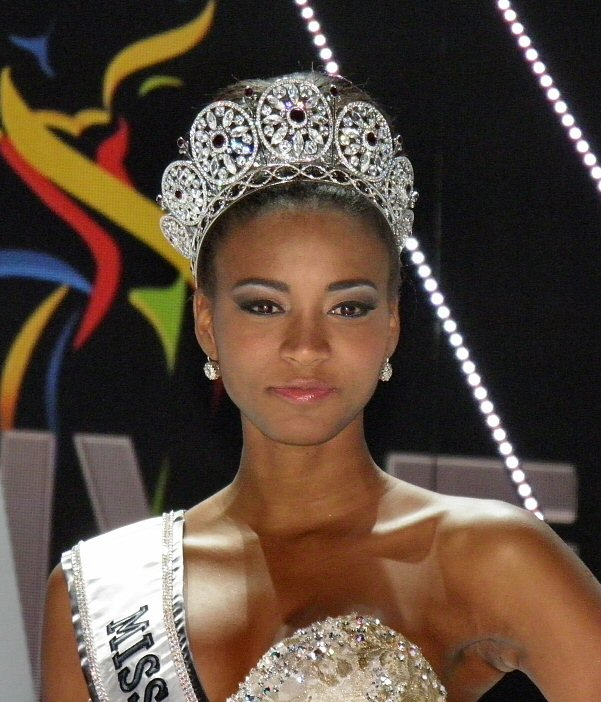
Leila Lopes, Miss Universe 2011

Zunächst wirkt es so, als ob Schönheitsideale verschiedener Zeiten und Kulturen grenzenlos wandelbar und vor allem unterschiedlichen Moden unterworfen wären. Beispielsweise schwankt die jeweils als ideal angesehene Körperfülle (bzw. das Gewicht) im Vergleich der Kulturkreise und Epochen zum Teil erheblich. Demgegenüber verweist die Attraktivitätsforschung jedoch darauf, dass die jeweiligen Schönheitsideale bei aller kulturellen Variabilität durchaus auch Gemeinsamkeiten aufweisen. Ihren Erkenntnissen zufolge gründet sich menschliche Schönheit zumindest teilweise auf definierbare Faktoren, die einem relativen Konsens zwischen Individuen und Kulturen unterliegen und biologisch verankert sind – wie etwa die Makellosigkeit der Haut. Schönheitsideale enthalten demnach einen überindividuellen und überkulturellen „harten Kern“ – aus dem sich etwa die Tatsache erklären lassen könnte, dass manche Schönheitsikonen vergangener Jahrhunderte und Jahrtausende, wie beispielsweise die Venus von Milo oder Raffaels Madonnen, auch von heutigen Menschen als schön empfunden werden. Manche Wissenschaftler halten deswegen die Auffassung von Schönheit als kulturellem Konstrukt für einen Mythos.
Jüngere Forschungen deuten darauf hin, dass Schönheitsempfinden eine deutliche genetische Komponente besitzt. Die evolutionsbiologische Erklärung für Schönheitsideale ist, dass empfundene Schönheit mit evolutionär vorteilhaften Eigenschaften korreliert. So wurde in Experimenten und Befragungen ermittelt, dass in allen Kulturen Frauen mit einem kulturspezifisch idealen Taille-Hüfte-Verhältnis von den Testsubjekten als schön angesehen werden, so beispielsweise in afrikanischen Regionen mit Nahrungsunterangebot eine Adipositas mit betont großem Hüft- und Gesäßumfang. Symmetrie wird als schön empfunden und ist gleichzeitig ein medizinisches Indiz für Gesundheit. Auch gibt es Hinweise, dass der Goldene Schnitt bei der ästhetischen Bewertung eines Gesichts eine Rolle spielt. So seien ein vertikaler Abstand zwischen Augen und Mund von 36 % der Gesichtslänge und ein horizontaler Abstand zwischen den Augen von 46 % der Gesichtsbreite ideal. Diese Proportionen entsprechen dem durchschnittlichen Gesicht, das zudem, ähnlich wie Symmetrie, Gesundheit signalisiert.

## Schönheitsideale und Körpergestaltung

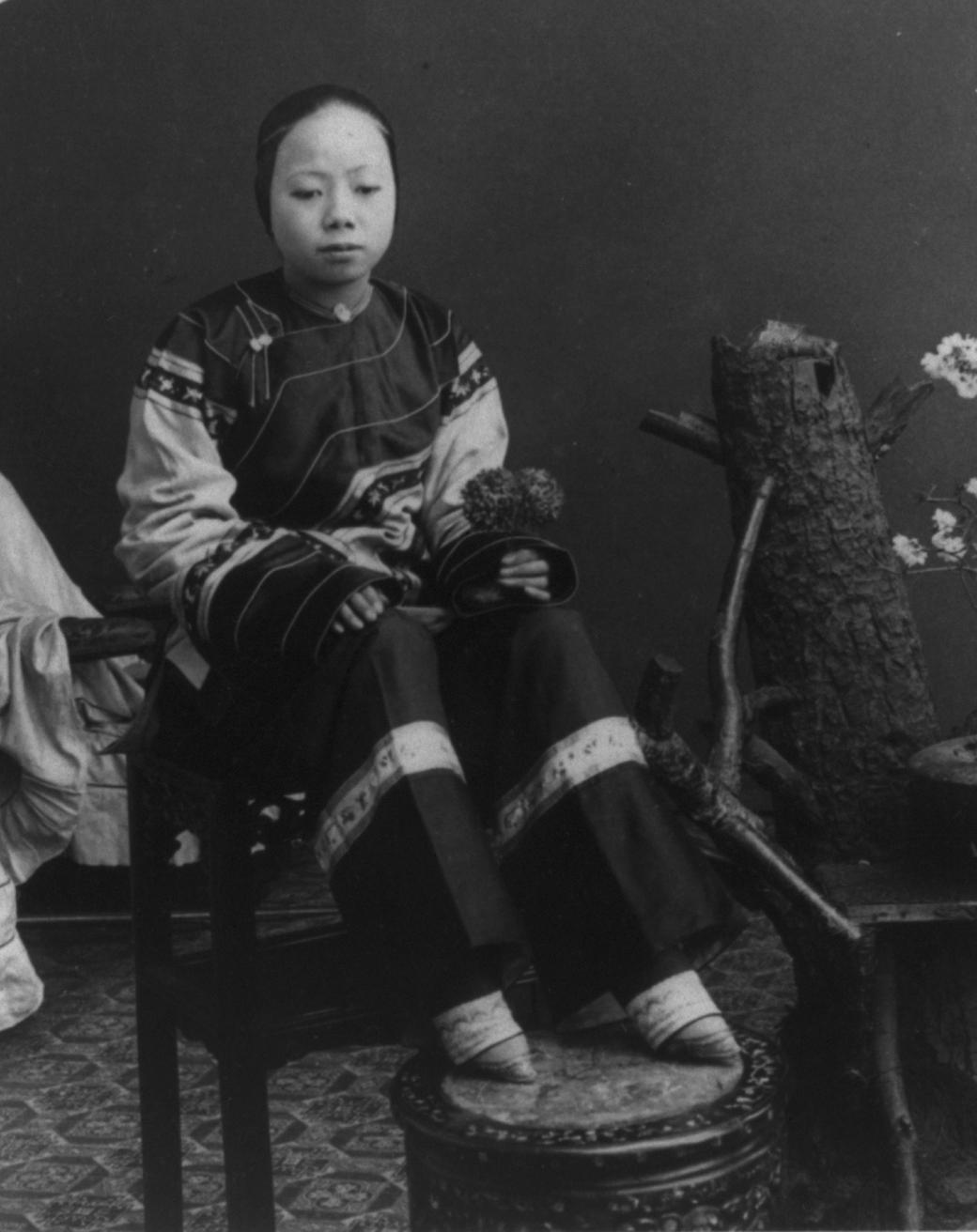
Frau mit gebundenen Füßen um 1900

Seit jeher setzen Menschen die unterschiedlichsten Mittel der Körpergestaltung ein, um den Schönheitsvorstellungen der jeweiligen Zeit und Kultur zu entsprechen, sei es mit Hilfe von Frisuren, Körperbemalung, Kleidung und Schmuck oder durch Veränderungen des Körpers durch Bodybuilding, Bräunen und Hautaufhellung, Körpermodifikation wie Piercings, Tätowierungen, Skarifizierung oder Transdermale Implantate. Diese Veränderungen sind Moden unterworfen.

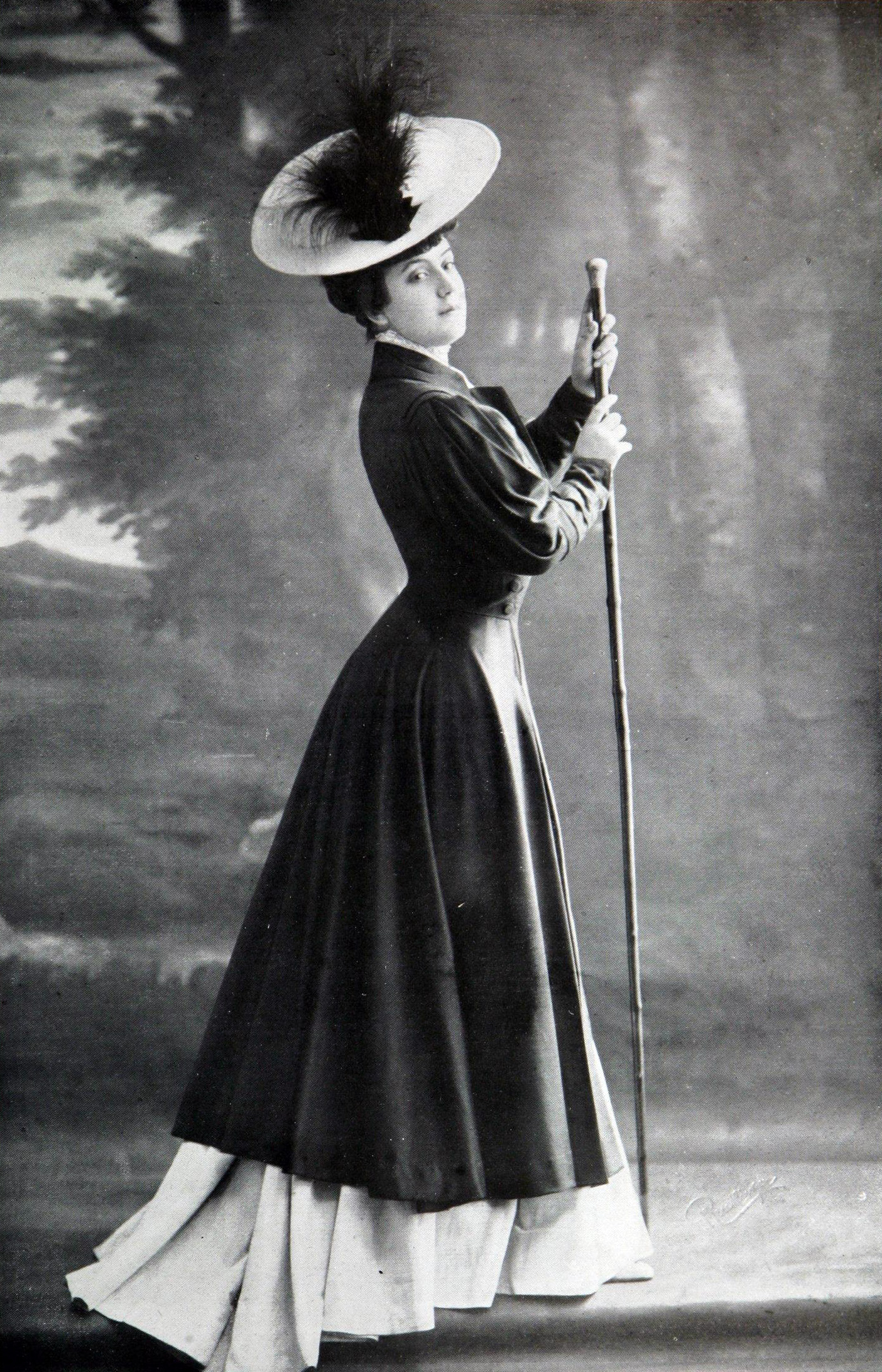
Eine Wespentaille, wie sie im Extremfall durch Korsette erzeugt werden kann

Sie transportieren oft eine viel weiter gefasste soziale Botschaft, wie etwa die Zugehörigkeit zu einer sozialen Klasse, einer ethnischen Gruppe oder einem bestimmten Initiationsjahrgang oder haben rituelle oder religiöse Bedeutung. Eine klare Trennung zwischen „sozialen“ und „ästhetischen“ Körperveränderungen ist dabei meist nicht möglich, denn sozioökonomische Faktoren spielen in der Attraktivitätswahrnehmung eine gewichtige Rolle. Schönheitsideale spiegeln immer auch die in der jeweiligen Gesellschaft herrschenden Machtverhältnisse, z. B. zwischen sozialen Klassen oder den Geschlechtern, wider. Gebräunte Haut etwa, die in Europa von jeher ein Zeichen von Unterprivilegierung war und mit körperlicher Arbeit unter freiem Himmel assoziiert wurde, wurde in den 1960er Jahren zum Schönheitsattribut, als die besser verdienenden Kreise das Mittelmeer als Urlaubsziel entdeckten. Menschen, die nicht dem jeweils vorherrschenden Schönheitsideal entsprechen, erleiden häufig Nachteile in Form von Diskriminierungen, die auch von anderen Faktoren wie etwa dem Geschlecht abhängen. Für die Diskriminierung aufgrund des äußeren Erscheinungsbildes seit Anfang der 2000er Jahre der Begriff Lookism benutzt.

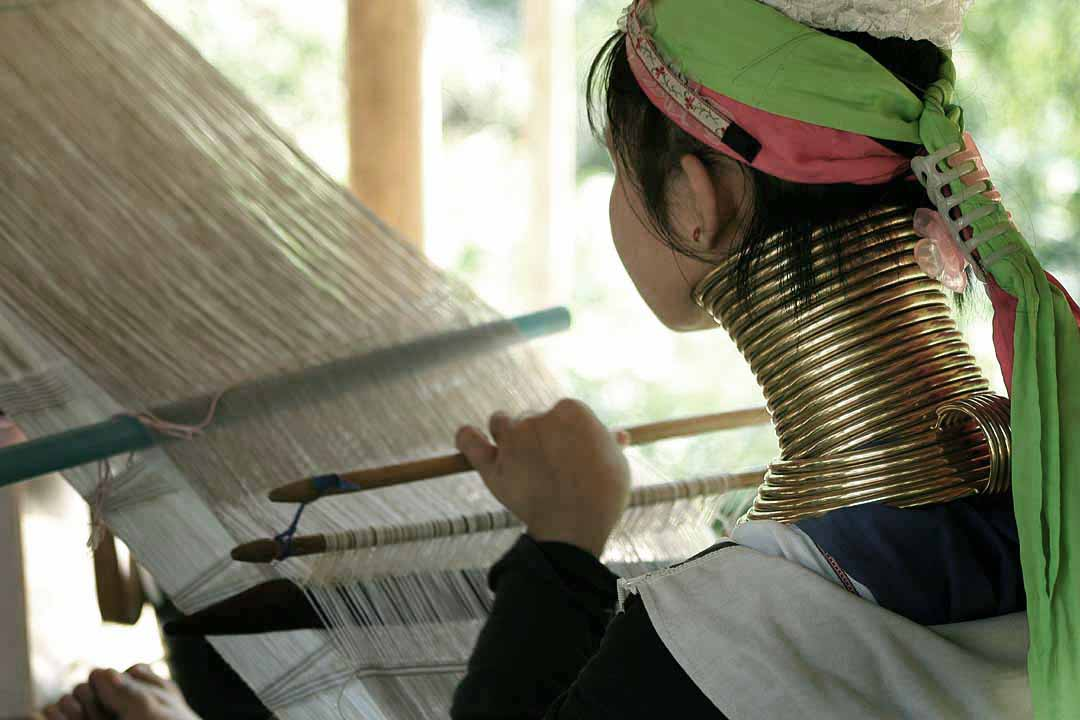
Padaung-Frau in Thailand mit durch Messingringe gestrecktem Hals

Insbesondere Körpermodifikationen sind häufig gar nicht oder nur schwer umkehrbar, nicht ohne gesundheitliche Risiken und können auf Dauer zu gesundheitlichen Schäden (z. B. extreme Wespentaille bei Korsetten) führen oder gehen sogar bis zur Verstümmelung der betroffenen Personen (Füßebinden, weibliche Genitalverstümmelung, männliche Genitalverstümmelung). In vielen patriarchal geprägten Gesellschaften sind und waren insbesondere Frauen von Verstümmelung betroffen, die häufig chronische Schmerzen mit sich bringen und beispielsweise ihre Bewegungsfreiheit oder sexuelle Genussfähigkeit einschränken.
Beispiele für Körpergestaltung verschiedener Ethnien, Kulturen und Zeiten:
- Stechen von Ohrlöchern für Ohrringe bei Mädchen und Frauen in Europa
- Schädelmanipulation bei indigenen Völkern Lateinamerikas
- Beschneidung von Jungen in den USA
- Halsschmuck (Brom) der Kayan-Frauen in Myanmar
- historische Korsette der europäischen Frauen (15.–19. Jahrhundert) zur Formung des Torsos
- Tragen von Lippentellern u. a. von Mursi-Frauen in Äthiopien, Zo’é-Frauen im Amazonas-Gebiet
- historisches Füßebinden bei Frauen der chinesischen Oberschicht (ca. 11.–20. Jh.)
- Skarifizierung in verschiedenen Kulturen, z. B. Skarifizierung am Mittelsepik in Papua-Neuguinea

- Schönheitsoperationen

In weiten Teilen der Welt hat sich das westliche Schönheitsideal als Norm verbreitet. Betroffene Personen, die z. B. aufgrund ihrer Hautfarbe von dieser Norm abweichen, sehen sich häufig dazu gezwungen, sich dieser mithilfe von Körpermodifikation anzunähern, beispielsweise um Diskriminierungserfahrungen zu entgehen. Dazu gehören u. a. Schönheitsoperationen wie Nasen- und Augenlidoperationen, Hautaufhellung und das künstliche Glätten von Afro-Haar mithilfe von hautschädigenden Chemikalien.

## Schönheitsideale und Körpergewicht

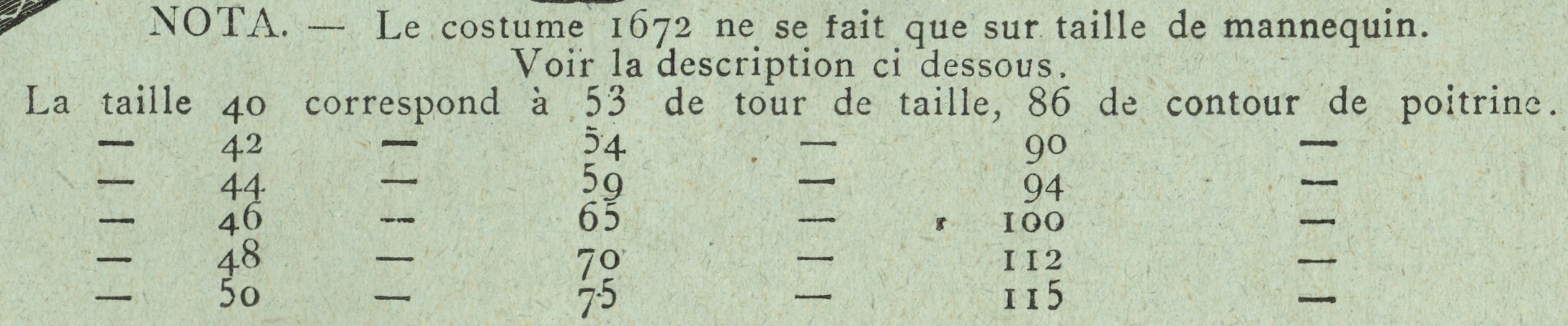
Kleidergrößen für Damen mit dem jeweiligen Taillen- und Brustumfang im Jahr 1903. Der Größe 40 entsprach: Taille 53 cm & Brust 86 cm. Größe 44: Taille 59 cm & Brust 94 cm.
Zum Vergleich: Heute gilt das Ideal Taille 60 cm & Brust 90 cm. Der ideale Unterschied war früher wegen des allgemein gebrauchten Korsetts größer.

Das von der westlichen Modebranche in der zweiten Hälfte des 20. Jahrhunderts aufgekommene Schlankheitsideal, wie es mithilfe von großen überschlanken Mannequins und Models propagiert wird, die nicht selten Untergewicht haben und sich oft künstlich bis auf Größe 34 oder 36 herunterhungern müssen, hat im historischen und interkulturellen Vergleich Seltenheitswert. Weibliche Attraktivität wurde und wird in den meisten Gesellschaften mit einem wohlgerundeten Körper und vollen Hüften in Verbindung gebracht. Für Europa muss allerdings einschränkend bemerkt werden, dass gleichzeitig schon im 15. und 16. Jahrhundert geschnürte Taillen modern waren, die sich von ca. 1640 bis ca. 1915 bis zum Ideal der Wespentaille und zur sogenannten 'Sanduhrform' steigerten, die nur mit Hilfe von Korsetten und mit nicht unerheblichem Gesundheitsrisiko erreicht werden konnte.

Eine moderne ethnographische Studie ergab, dass in knapp der Hälfte der untersuchten 62 Kulturen dicke Frauen als attraktiv gelten, bei einem Drittel werden mittlere Gewichtsklassen und nur bei 20 % dünne Figuren bevorzugt.
Mit dem Fortschreiten der Globalisierung breitet sich das westliche Schlankheitsideal weltweit derzeit immer stärker aus. Andererseits gab es in den USA und Europa noch nie so viele übergewichtige Personen wie zu Beginn des 21. Jahrhunderts.
Die großen Unterschiede bei der als ideal geltenden Körperfülle werden manchmal mit dem jeweils unterschiedlichen Nahrungsangebot erklärt: Wo die Versorgungslage unsicher sei, werde Fett zum Statussymbol. Umgekehrt sei in Zeiten des Überflusses ein schlanker Körper ein begehrtes Luxusgut. Nach ethnologischen Untersuchungen spielen jedoch auch andere Faktoren eine Rolle, unter anderem die Stellung der Frau: Je mehr Macht Frauen haben, desto eher bevorzugen ihre Männer schlanke Partnerinnen. In modernen westlichen Gesellschaften ist Adipositas zudem häufig mit negativen Attributen wie mangelnder Disziplin, Verweichlichung oder Krankheit besetzt. Auch das Klima scheint das Körperideal zu beeinflussen: Je wärmer die Gegend, desto eher gilt ein schlanker Körperbau als attraktiv. Über die Hälfte der interkulturellen Unterschiede im Körperideal lassen sich allerdings durch definierbare Umwelteinflüsse nicht erklären und sind offenbar schlichtweg eine Frage der Mode.
Im historischen Rückblick scheinen die Modeideale der jeweiligen Epochen zwischen den beiden Polen der weiblichen Attraktivität – „Fraulichkeit“ und „Jugendlichkeit“ – hin und her zu schwanken. Während bestimmte Epochen, wie etwa das Mittelalter, eher schlanke, jugendliche Formen bevorzugten, war in anderen das „Vollweib“ attraktiv. Auch die auf den männlichen Körper bezogenen Schönheitsvorstellungen scheinen der Polarität von Reife und Jugendlichkeit – Mann und Jüngling, Herkules und Adonis – zu unterliegen. Verglichen mit den hohen Schwankungen der weiblichen Figurideale ist das Bild der idealen Männerfigur jedoch deutlich stabiler.

## Wandel der abendländischen Schönheitsvorstellungen
Rückschlüsse auf Schönheitsideale vergangener Epochen können oft nur durch die Analyse von Kunstwerken (ab 1837 auch von historischen Fotografien) und schriftlichen Quellen gezogen werden. Diese werden aber durch viele weitere Faktoren beeinflusst, z. B. technische und stilistische Veränderungen, sodass die Beschreibung historischer Schönheitsvorstellungen immer nur eine Annäherung bleiben kann.

### Frühgeschichte

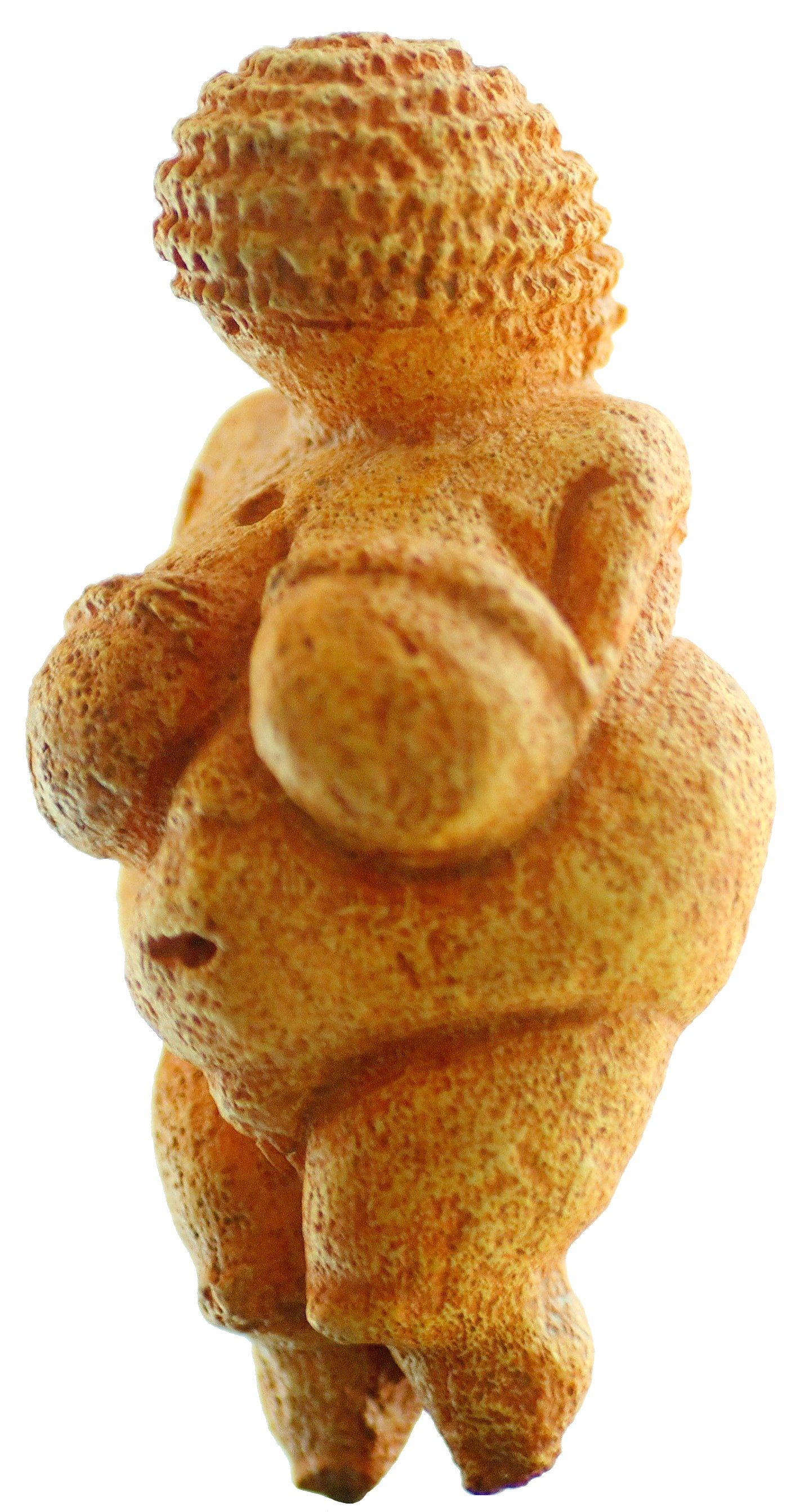
Die bekannteste frühgeschichtliche Frauendarstellung ist die Venus von Willendorf.

Einige der frühesten Darstellungen von Menschen sind die Frauenstatuetten des Jungpaläolithikums, die während der Späteiszeit über das gesamte damals eisfreie Europa verbreitet waren. Heute kennen wir über 130 solcher Figuren, die bekannteste ist aber die Venus von Willendorf. Männliche oder geschlechtlich uneindeutige Figuren sind dagegen selten zu finden. Die Frauen werden meist mit großen Brüsten und Gesäß, weiten Hüften und dicken Bäuchen dargestellt und daher immer wieder als Beleg dafür herangezogen, dass Übergewicht in der europäischen Frühgeschichte zum weiblichen Schönheitsideal gehört habe. Es ist allerdings durchaus möglich, dass die Figuren den biologischen Zusammenhang zwischen Körperfett und weiblicher Fruchtbarkeit illustrieren, denn starkes Untergewicht geht zumeist mit Unfruchtbarkeit einher.
Die Deutung der Figuren ist unter Archäologen allerdings weiterhin umstritten, die Thesen reichen von Schönheitsidealen über Fruchtbarkeitsidole (die Figuren werden dann z. T. als hochschwanger interpretiert) und Darstellungen von Göttinnen bis hin zu perspektivischen Verzerrungen. Zudem gibt es mit den Venusfigurinen von Malta und den Venusfigurinen von Bouret Beispiele für dünne Frauendarstellungen. Eine klare Aussage über das Schönheitsideal der Frühgeschichte ist daher nicht möglich.

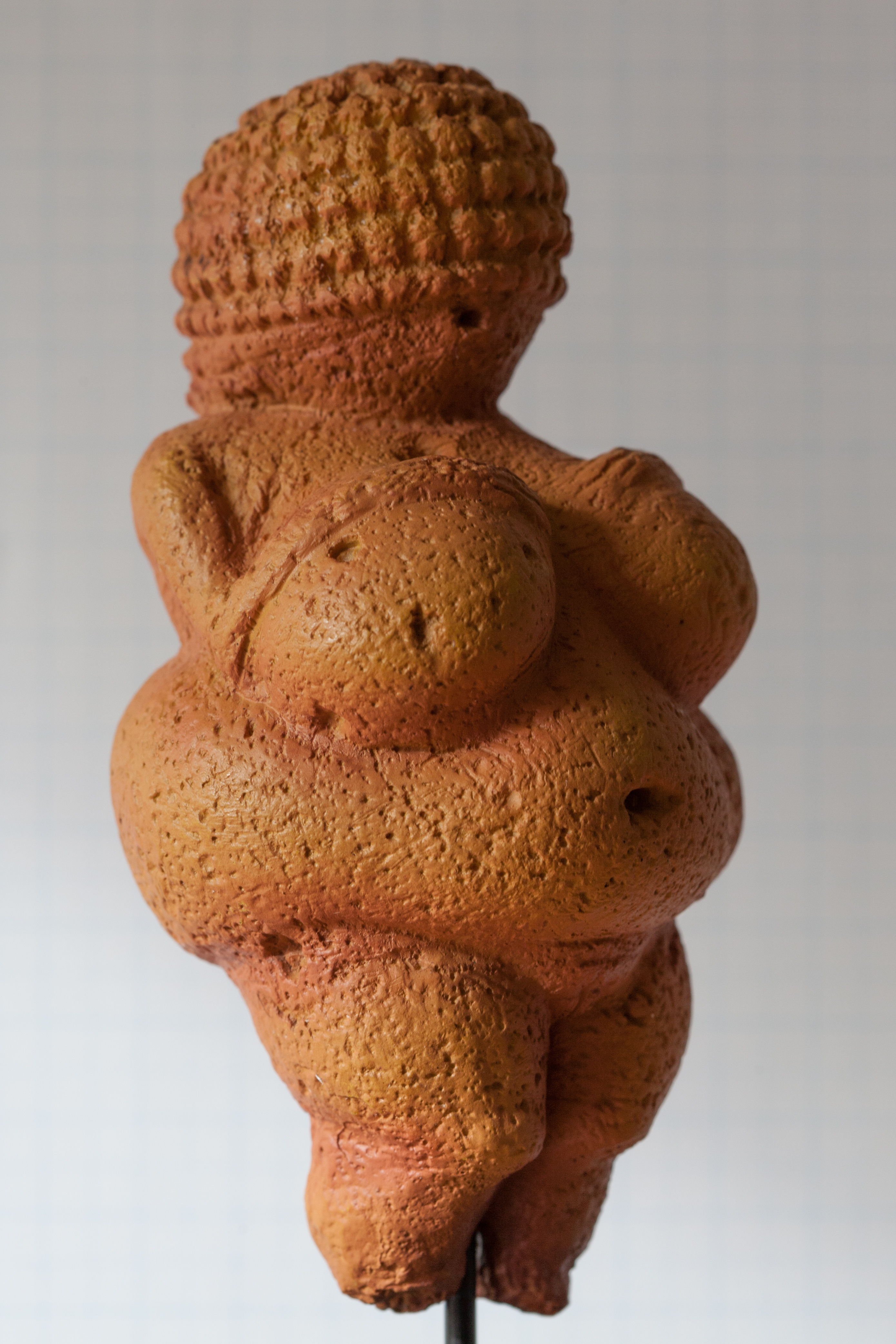
Venus von Willendorf
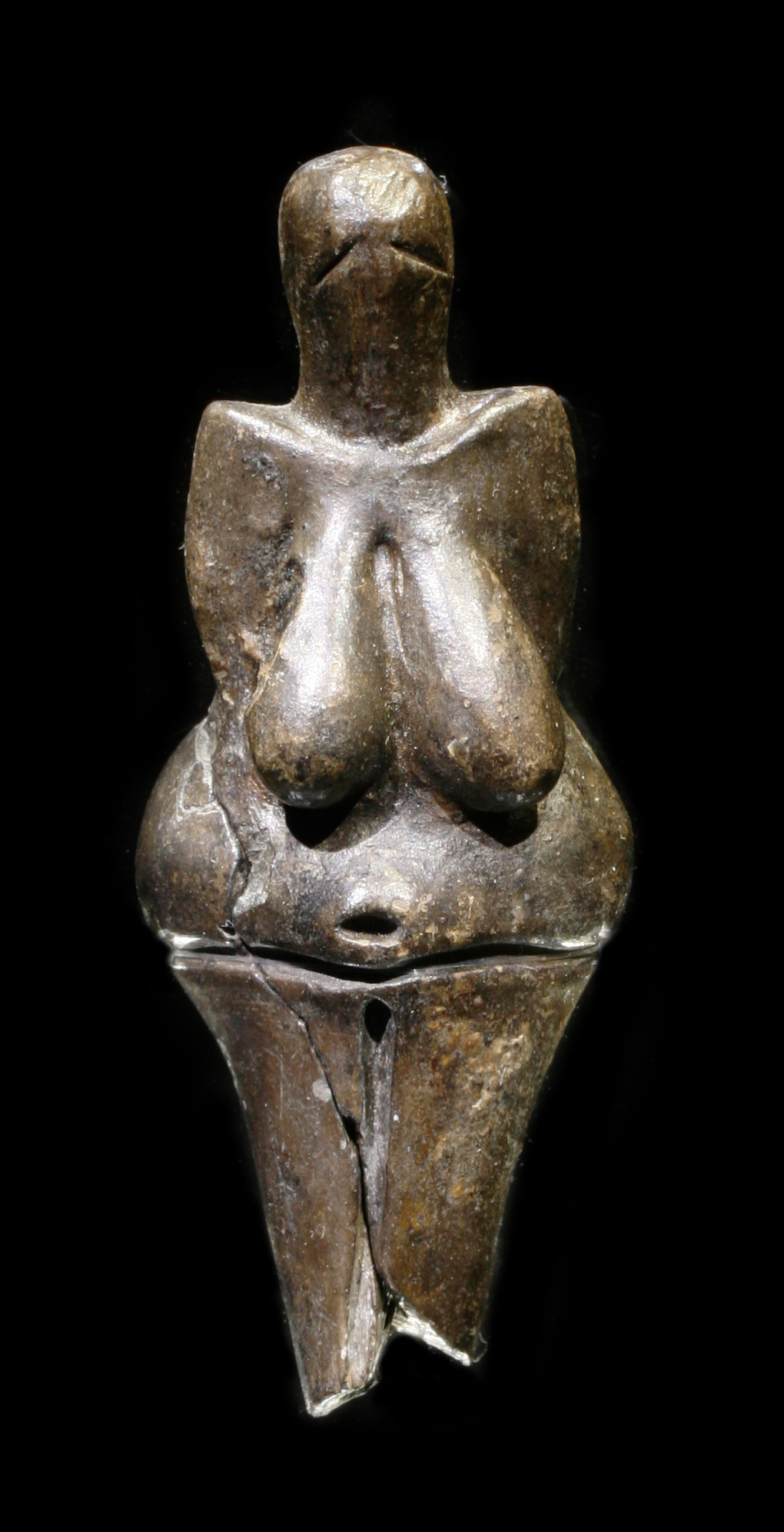
Venus von Dolní Věstonice
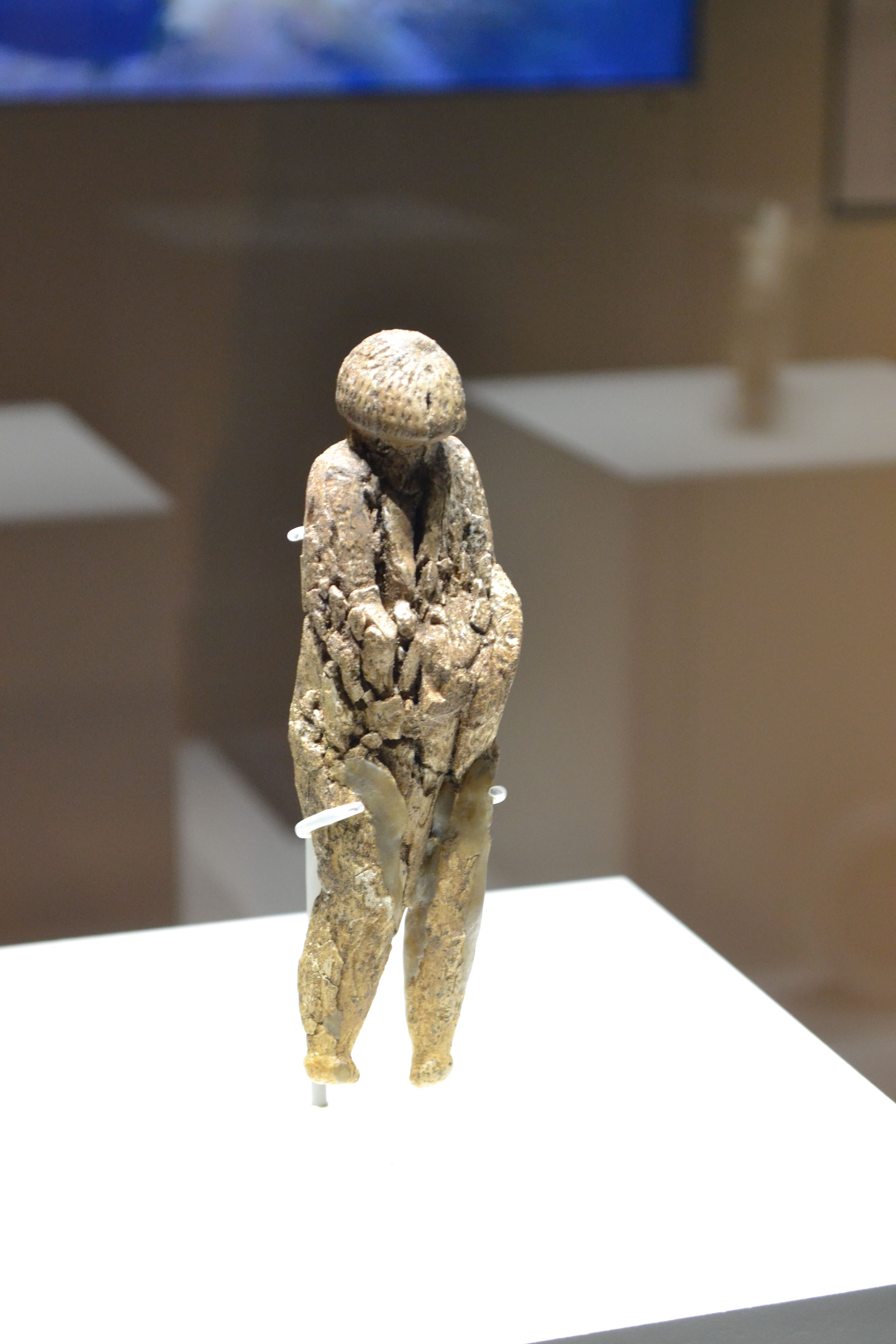
Venusfigurine Nr. 1 von Saraisk
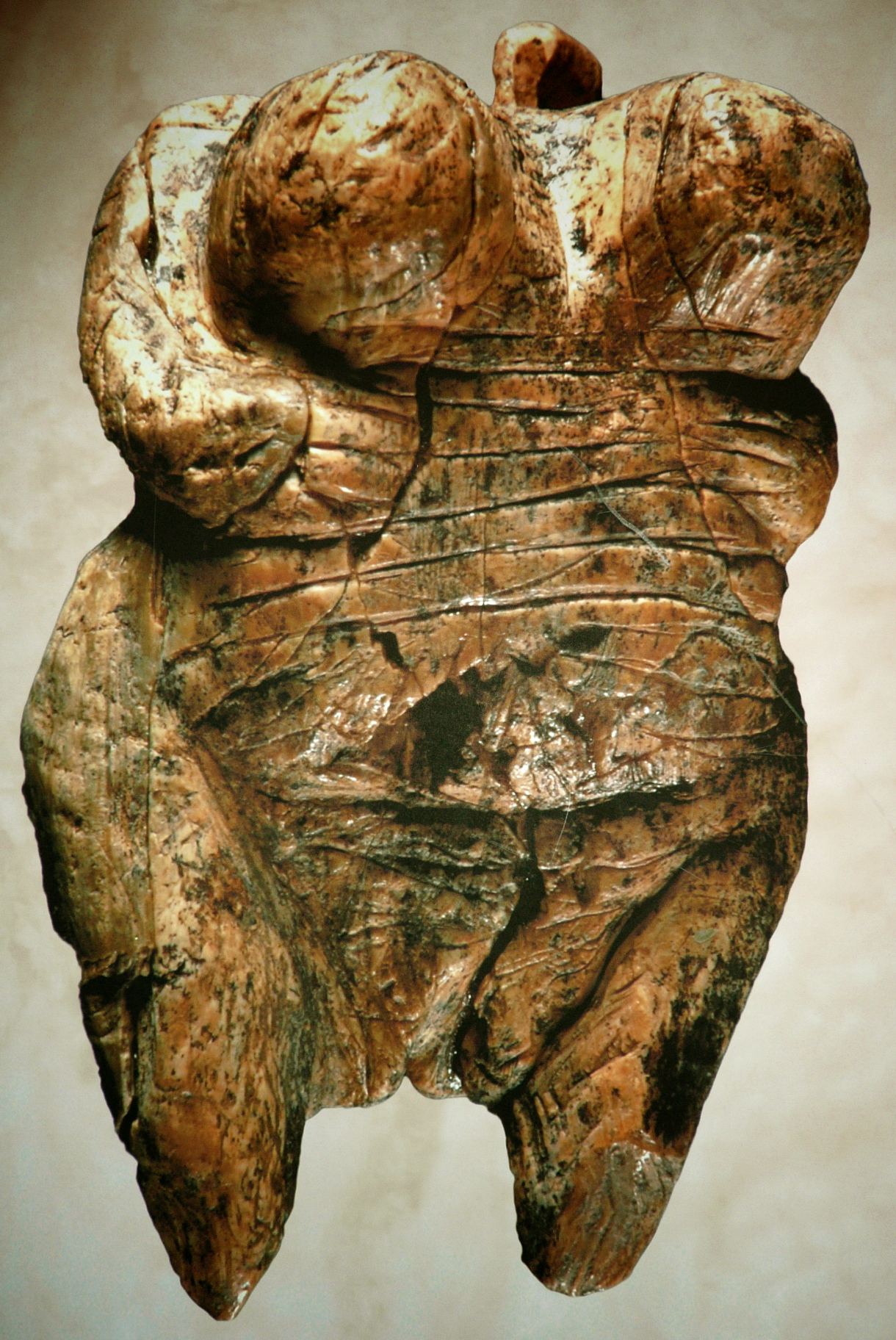
Venus vom Hohlefels
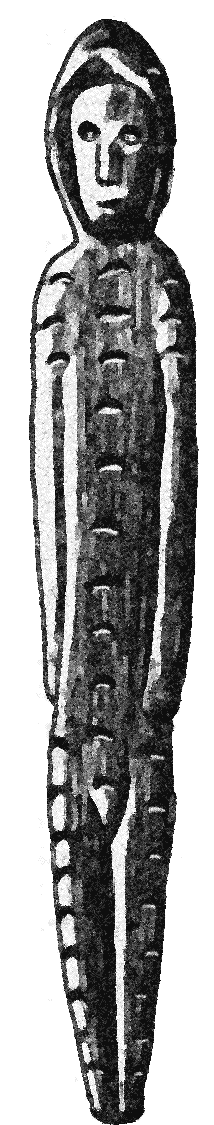
Umzeichnung einer Venusfigurine von Bouret

### Altes Ägypten

#### Altes und Mittleres Reich

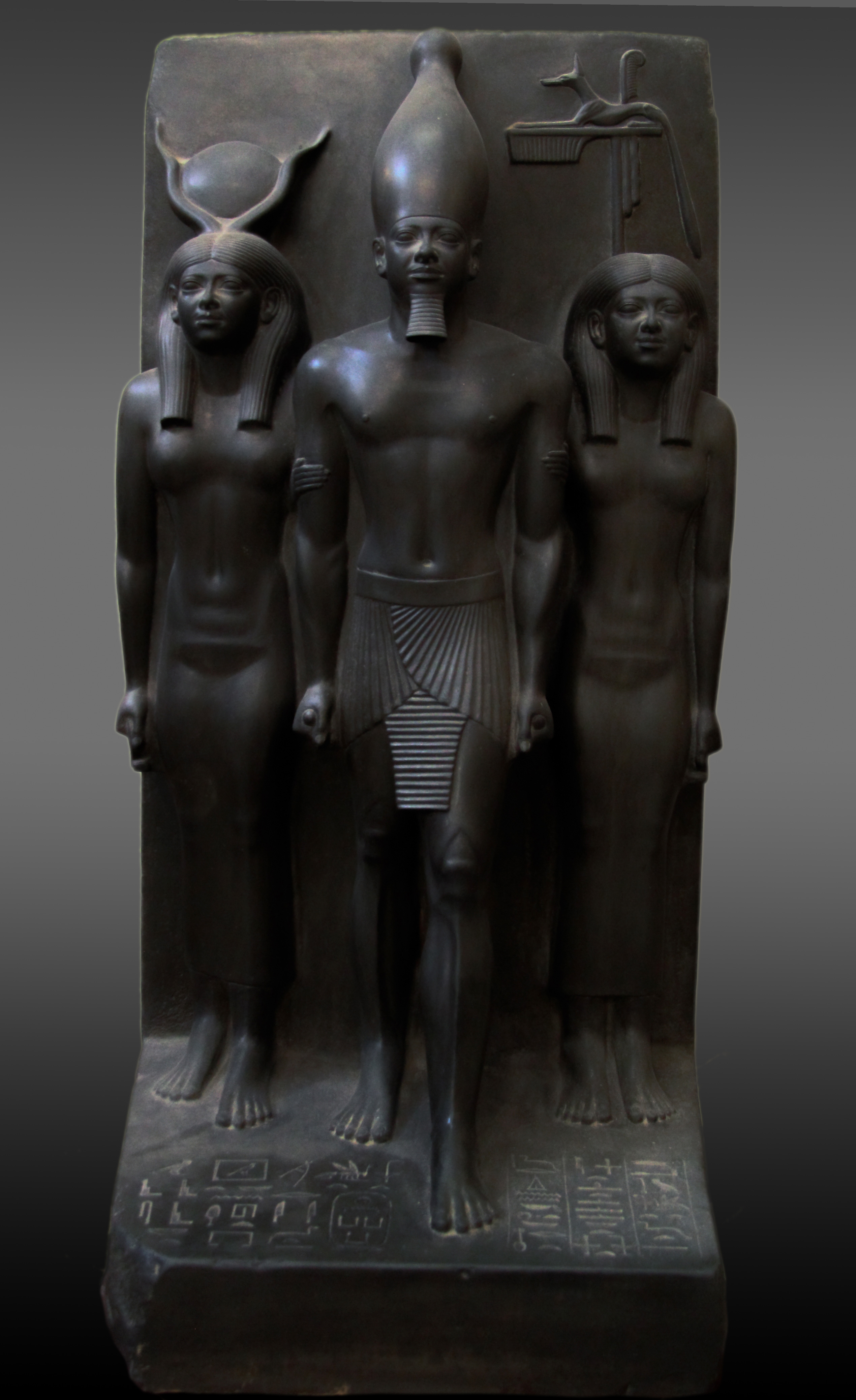
Triade des Königs Menkaure mit 7. oberägyptischem Gau (Diospolis Parva), Ägyptisches Museum Kairo, Inv.-Nr. JE 46499, 4. Dynastie

Für die Alten Ägypter war Schönheit (altägypt. nefer: schön, vollendet, präsent, leibhaftig) nicht nur mit äußerlichen Merkmalen verbunden, sondern ebenso mit innerer Vollkommenheit und Tugendhaftigkeit (Ma’at). Außerdem spielte die Schönheit eines Menschen nicht nur im Diesseits eine Rolle, sondern sollte darüber hinaus für das Jenseits vor dem Verfall bewahrt werden. Dies geschah durch Mumifizierung und künstlerische Darstellungen des Verstorbenen. Insbesondere bei Statuen, die in Gräbern als funktionstüchtige „Ersatzkörper“ aus unvergänglichem Material für das Jenseits aufgestellt wurden, waren körperliche Unversehrtheit und Vollkommenheit wichtiger als sinnliche Reize.
Körperpflege mit duftenden Kosmetika und Körpergestaltung durch Schminke und Haarentfernung spielten in der altägyptischen Kultur eine große Rolle. Zudem ist bei Männern die Beschneidung belegt. Es gab kunstvoll gearbeiteten Schmuck und feinste durchsichtige Stoffe, die zum Teil in plissierte Falten gelegt wurden und die Körperformen durchschimmern ließen, außerdem kostbare Perücken und andere Kopfbedeckungen. Die Moden wechselten kaum. Gepflegte Schönheit war eine der Arten, wie sich die Elite von der Unscheinbarkeit der unteren Bevölkerungsschichten absetzte.
Die Figuren sind ab der Zeit des Alten Reiches meist mit einer stark formalisierten Körperhaltung und -Proportionierung gezeigt, die durch ein Hilfslinienraster erzielt wurde. Von individuellen Körperformen wurde weitgehend abgesehen, lediglich im Mittleren Reich und der Amarna-Zeit spielte Porträtähnlichkeit eine Rolle. Beide Geschlechter wurden in der Regel schlank und jugendlich dargestellt, mit schwarzem langem Haar, schmalen Augenbrauen und schwarzem Lidstrich. Männer, die in Gemälden häufig eine rötlich braune Hautfarbe haben, wurden oft mit Lendenschurz, muskulösem nacktem Oberkörper und deutlich sichtbarem Bizeps gezeigt. Frauen dagegen haben hellere, gelbliche Haut. Ihre Körperformen mit zarten Schultern, schmaler nach oben verlagerter Taille und langgezogener Hüftpartie werden unter ihrer eng anliegenden durchscheinenden Kleidung stark betont. Alte, kranke und als hässlich geltende Menschen wurden nur selten dargestellt. Es gibt zudem einen Unterschied zwischen repräsentativen Königsdarstellungen, die stark formalisiert und idealisiert waren, und solchen in Gräbern und von Privatpersonen, die naturalistischer Speckrollen, hängende Brüste und dicke Bäuche zeigen.
Untersuchungen von Mumien lassen vermuten, dass die künstlerischen Darstellungen nicht zwingend mit der Realität übereinstimmten: Könige wie Amenhotep III. und Ramses III. waren vermutlich deutlich übergewichtig. Der Ägyptologe Zahi Hawass bezeichnete die Mumie KV60A, die er als Hatschepsut identifizierte, als „hugely obese woman“ und „fat lady“. Bei Götterdarstellungen wurde Körperfett wohl mit der Fruchtbarkeit assoziiert, wie die Darstellung von Hapi, der göttlichen Erscheinung der Nilflut, mit hängender Brust und dickem Bauch vermuten lässt.

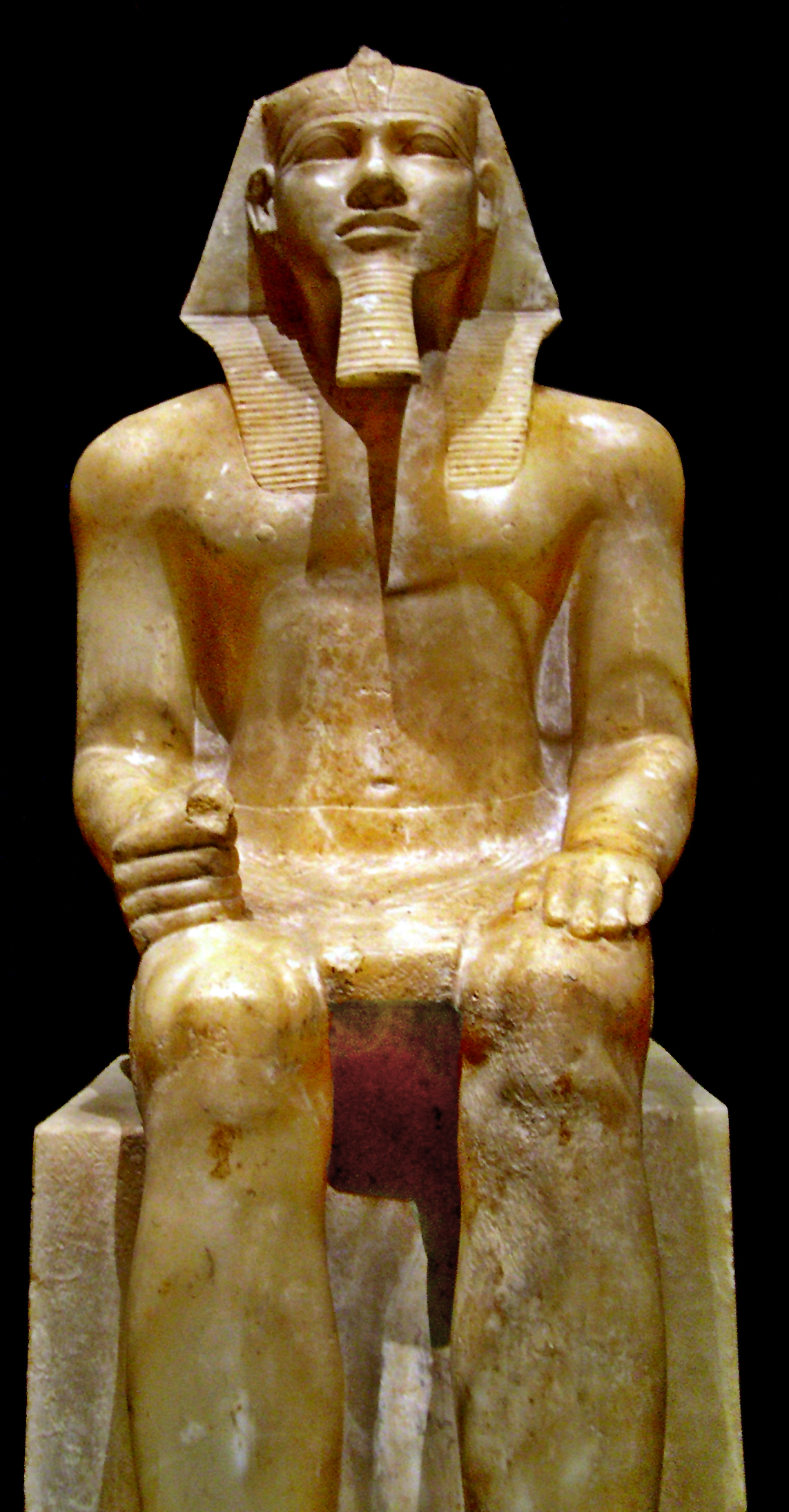
Alabasterstatuette des Chephren, 4. Dynastie, ca. 2558 – 2532 vor. Chr. (Kairo). Der Erbauer der zweiten Pyramide von Gizeh ist mit schlankem muskulösem Körper dargestellt und trägt den klassischen ägyptischen Lendenschurz und einen künstlichen Königsbart.
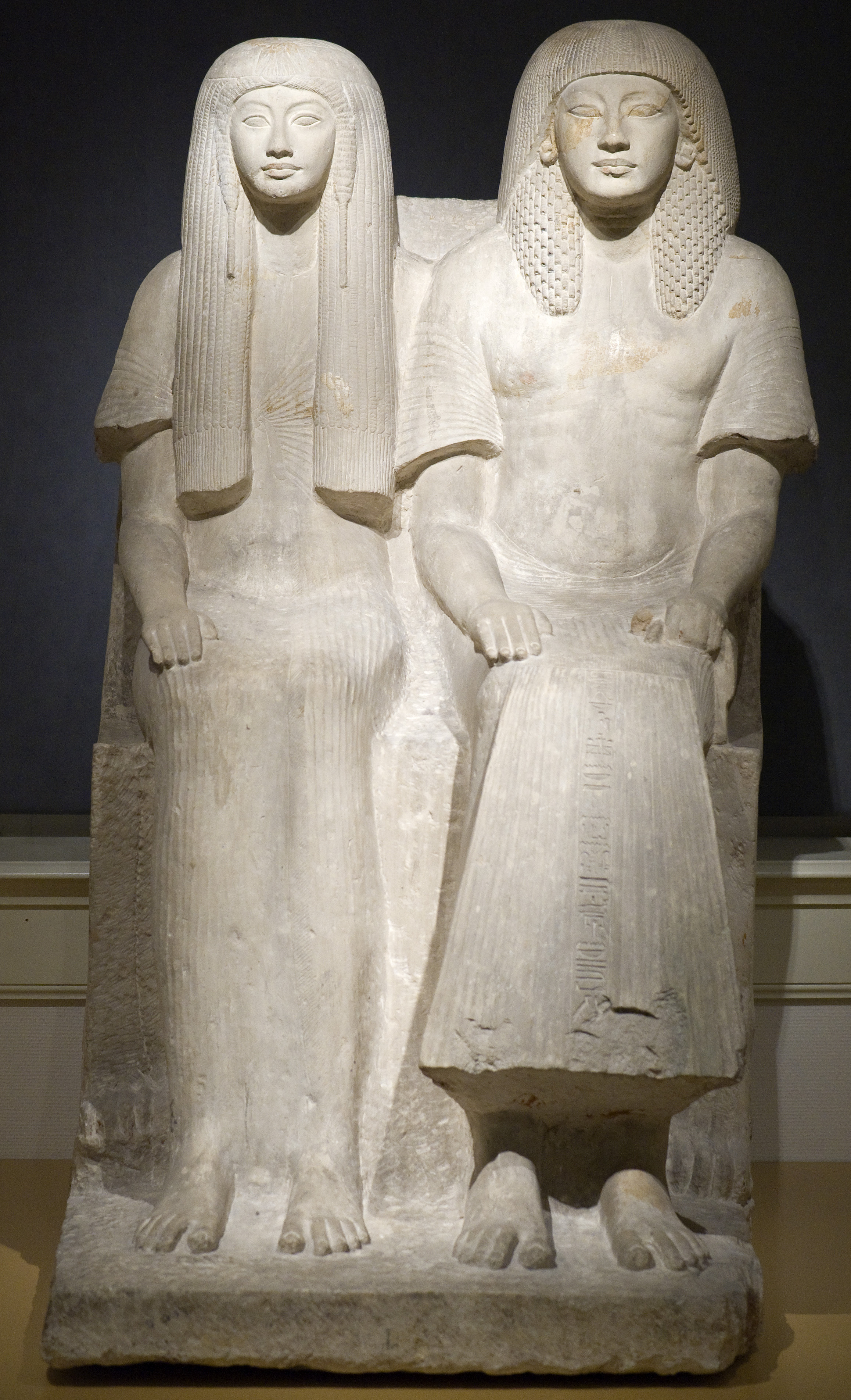
Beispiele für altägyptische Langhaar-Frisuren (wahrscheinlich Perücken), Grabfiguren der Maya und ihres Gemahls Merit, 18. Dynastie, zwischen 1325 und 1310 vor Chr. (RMO Leiden)
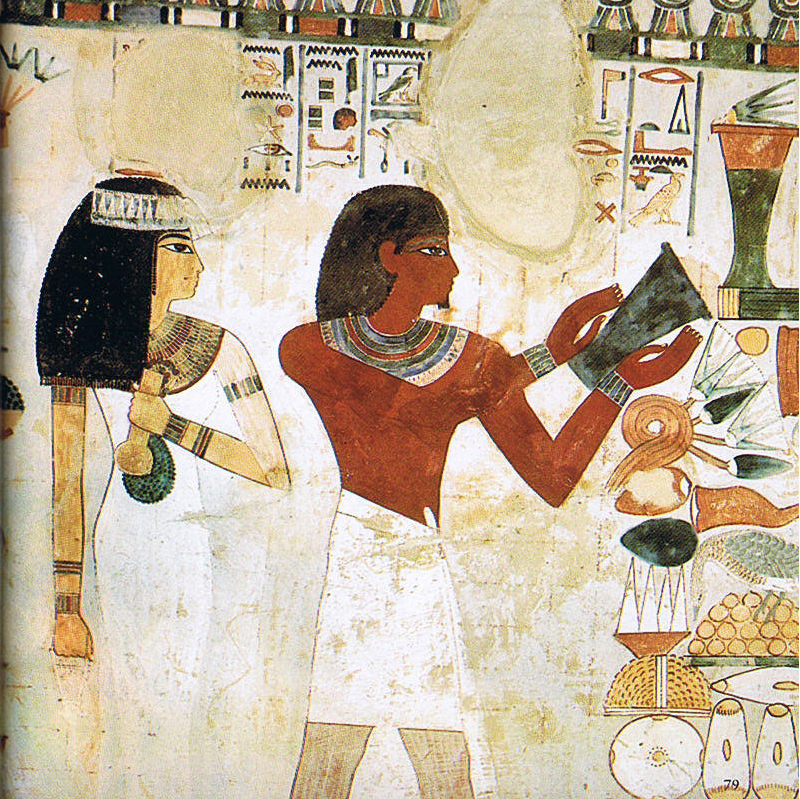
Der Beamte Nacht und seine Frau Taui, 18. Dynastie
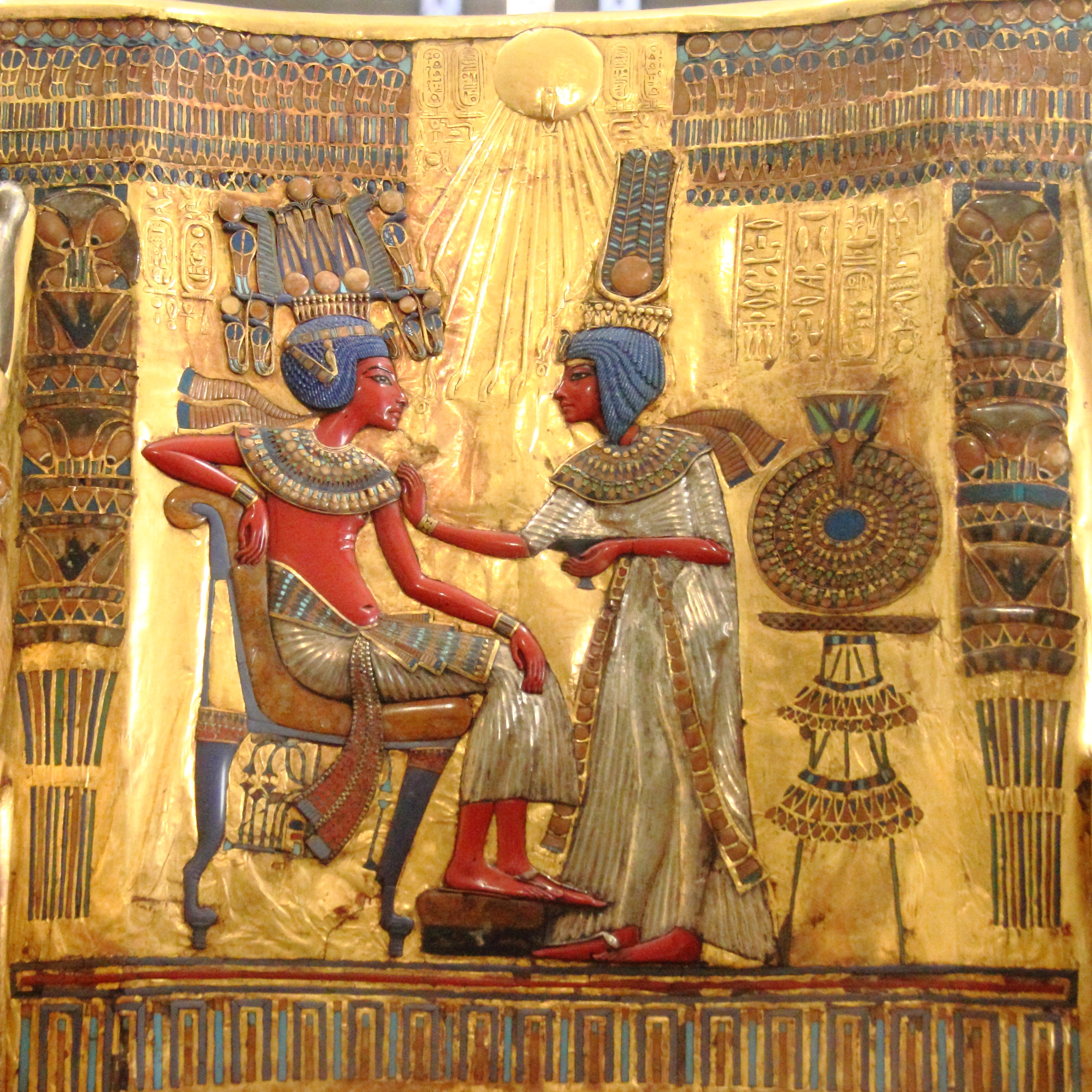
Tutanchamun und seine Frau Anchesenamun, 18. Dynastie, ca. 1330 vor Chr.
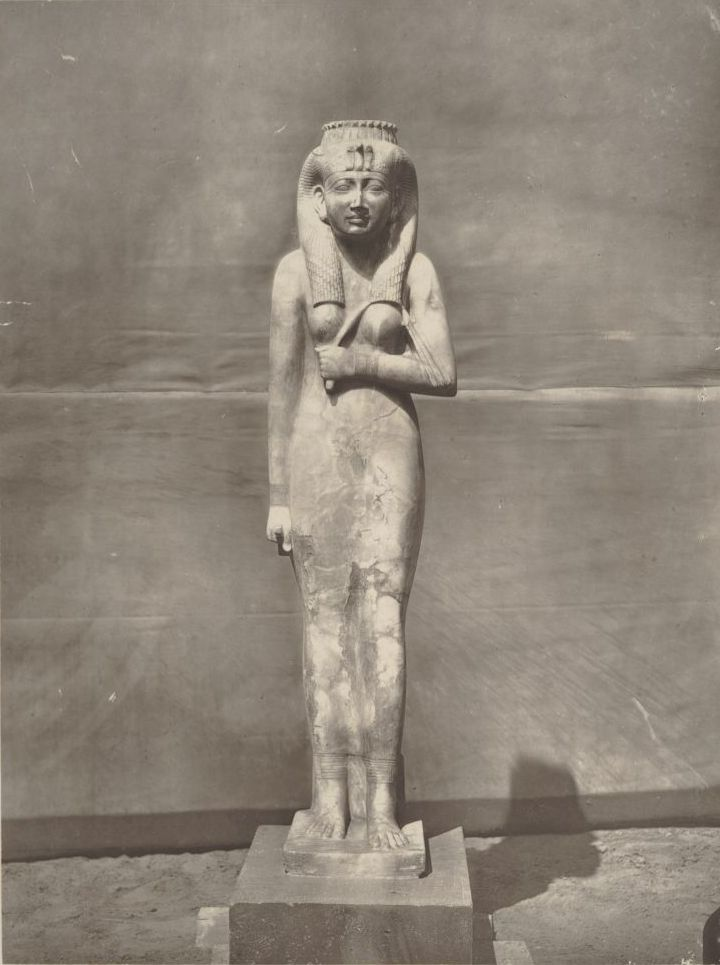
Amenirdis I., Tochter des kuschitischen Pharaos Kaschta, 25. Dynastie
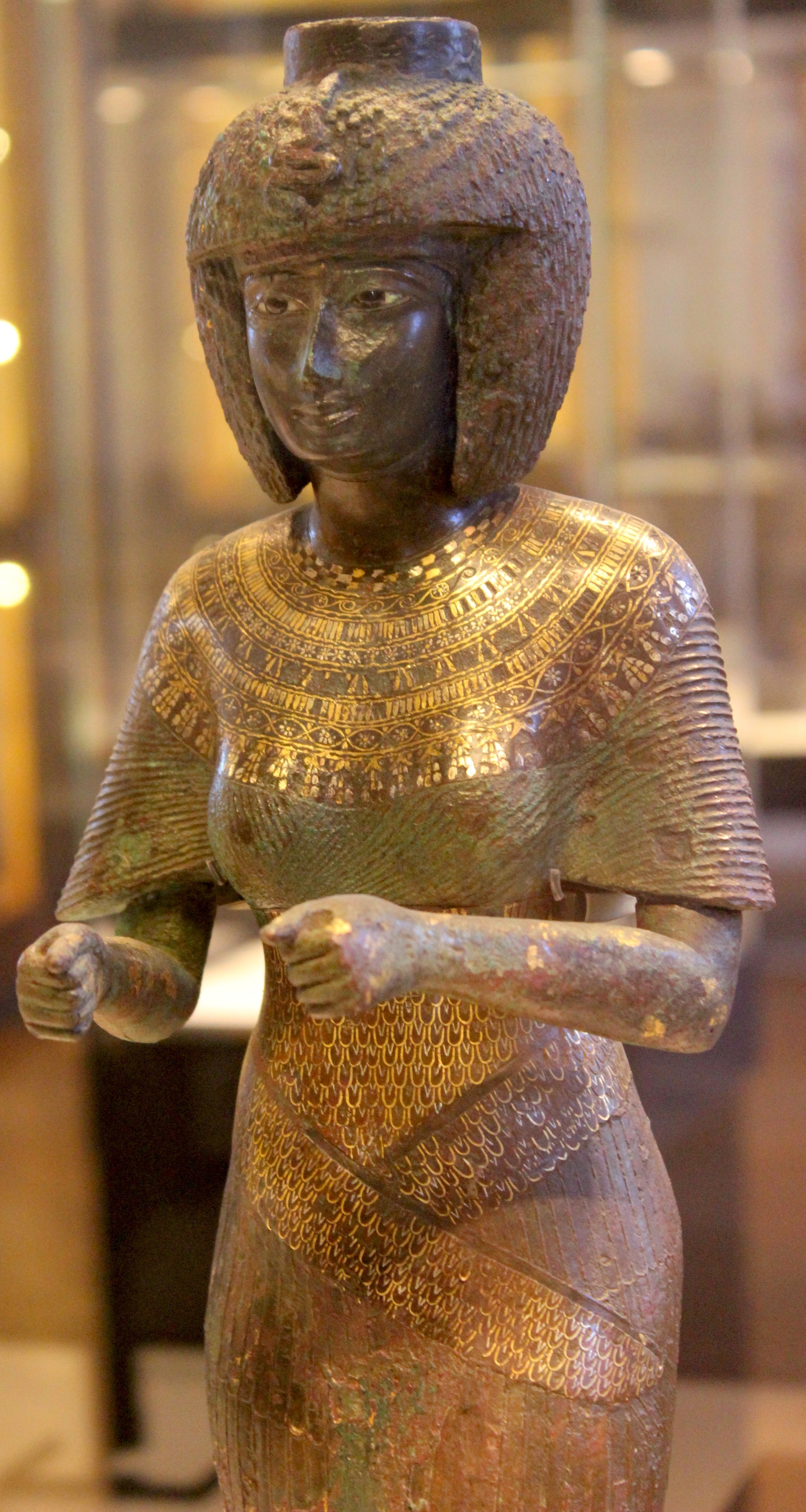
Statuette der Karomama, Hohepriesterin der 22. Dynastie, 9. Jahrhundert vor Chr., Louvre. Das enganliegende Gewand ist aus fein plissiertem Stoff, Schultern und Dekolleté sind mit einem fein gearbeiteten Schmuck aus Gold und Edelsteinen bedeckt.
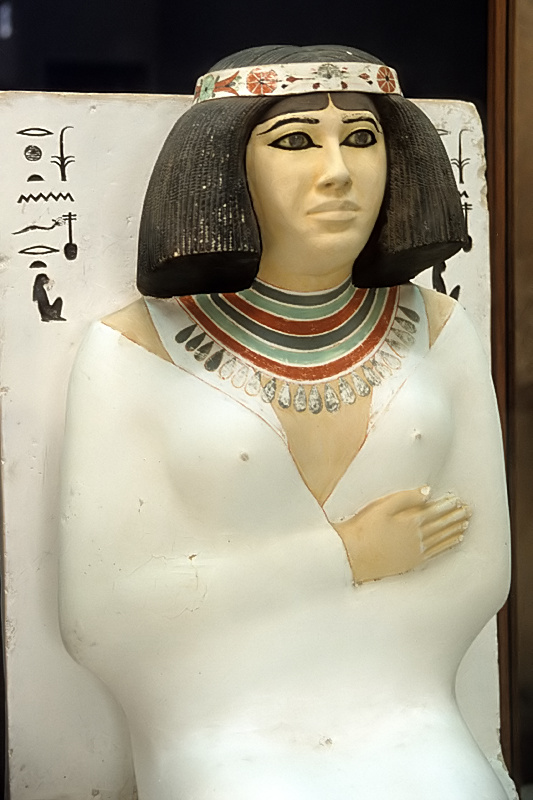
Prinzessin Nofret (Ehefrau des Rahotep), 4. Dynastie
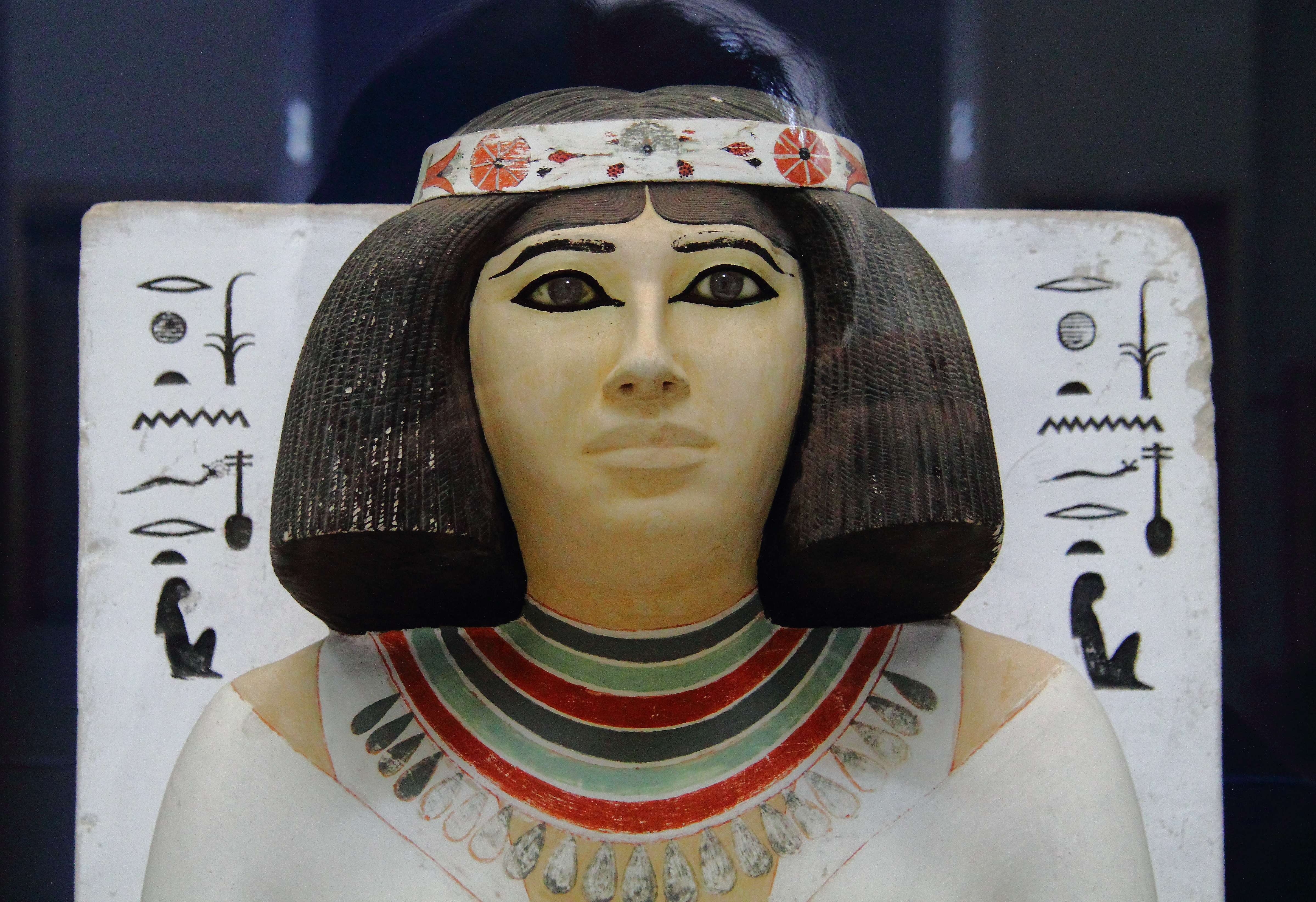
Prinzessin Nofret (Ehefrau des Rahotep), 4. Dynastie

#### Neues Reich

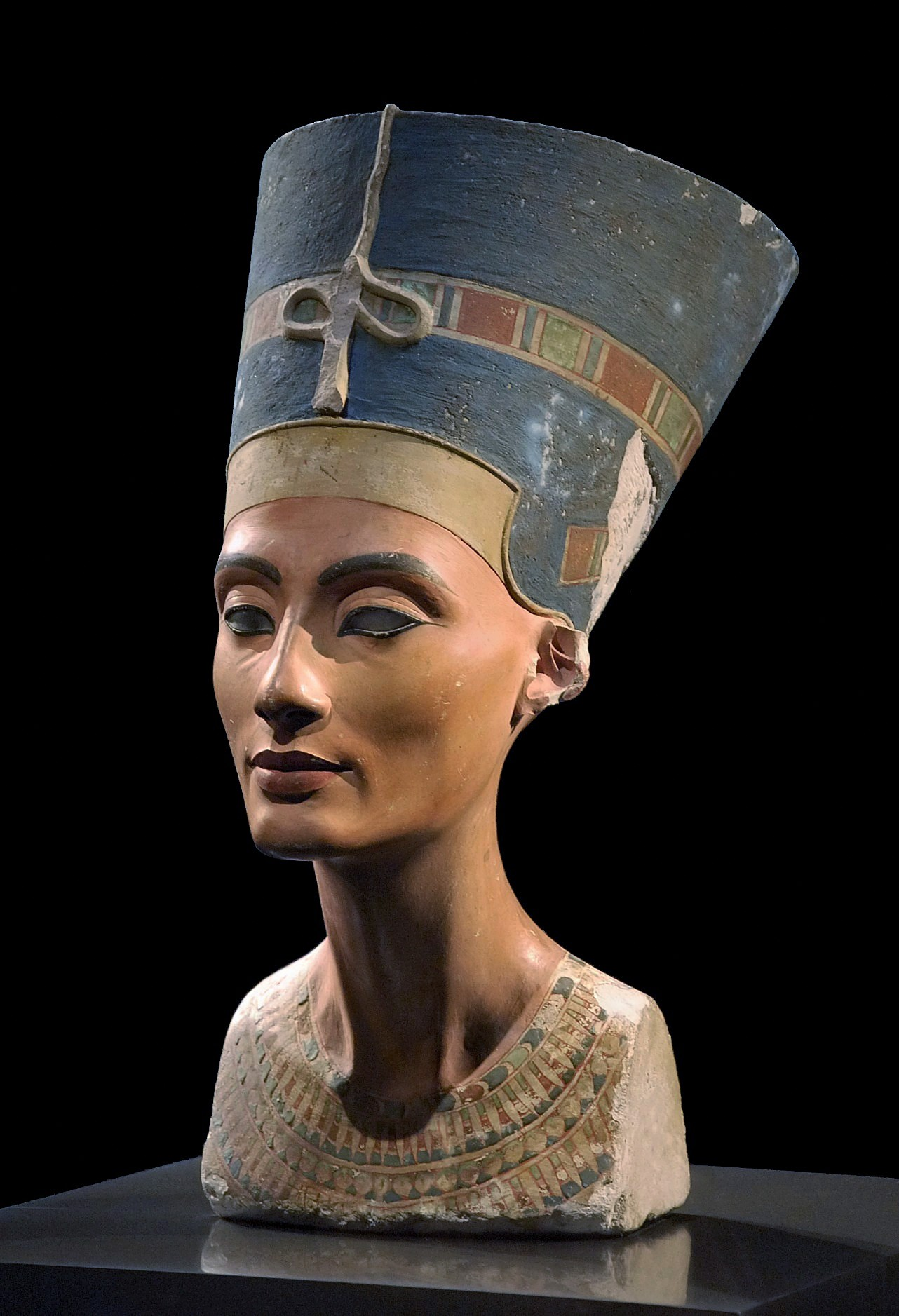
Die Porträtbüste der Nofretete, 18. Dynastie, etwa 1353 bis 1336 vor Chr. (Berlin)

In der Liebeslyrik der Zeit wird Schönheit als Ausstrahlung beschrieben, die im Betrachter Liebe erzeugt. Der Begriff nfrw, der mit Schönheit übersetzt wird, meint dabei sowohl eine strahlende Präsenz als auch Vollkommenheit. Hatte bisher Vollkommenheit eine große Rolle gespielt, kamen nun körperliche Präsenz und sinnliche Ausstrahlung stärker zum Tragen. In der Amarna-Zeit, die mit der Dynastie des Pharaos Echnaton und seiner Gemahlin Nofretete beginnt, werden Personendarstellungen individueller und lebendiger. Es gibt aber auch technische Neuerungen in der Kunst. Nun wandelte sich vor allem das männliche Schönheitsideal und glich sich stärker dem weiblichen an als bisher. Darstellungen Echnatons mit schmalen Schultern und Taille, einem verkürzten Oberkörper sowie ungewöhnlich breiten Hüften und sehr dünnen Armen und Unterschenkeln ohne sichtbare Muskulatur ähneln stark früheren Frauendarstellungen.
Die Frauendarstellung dagegen entsprach den alten Schönheitskonventionen, wurde aber lebendiger und sinnlicher. Lediglich zu Beginn der Amarna-Zeit wurden Becken, Gesäß, Bauch und Oberschenkel überdurchschnittlich ausladend abgebildet. Dieses weibliche Schönheitsideal ist auch in der zeitgenössischen Liebenslyrik zu finden. Königin Nofretete wurde oft stark idealisiert als Inbegriff einer schönen Frau dargestellt. Bereits ihr Name bedeutet: „Die Schöne ist gekommen“. Ihre berühmte Büste wirkt erstaunlich lebensecht und beinahe modern und ermöglicht Einblicke in das damals übliche Make-up mit Lidstrich und rotem Lippenstift. Die Gesichtszüge sind harmonisch, der Hals auffällig lang und anmutig.

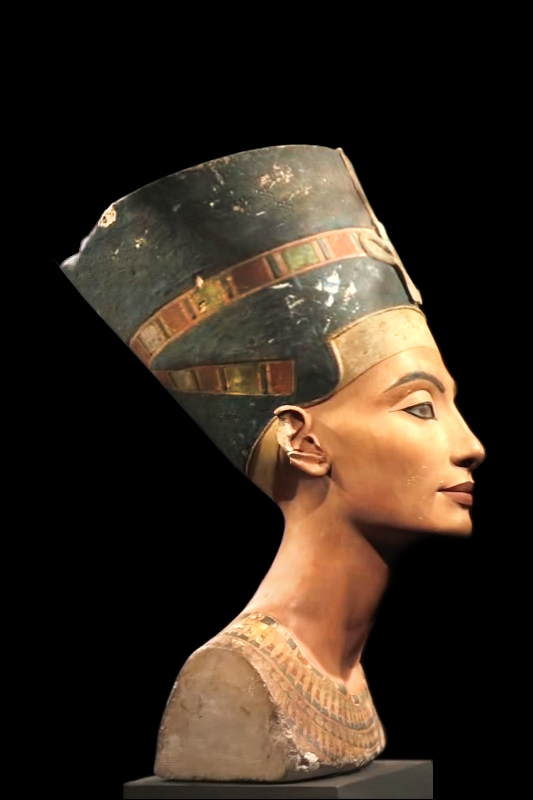
Die Porträtbüste der Nofretete im Profil, 18. Dynastie, etwa 1353 bis 1336 vor Chr. (Berlin)
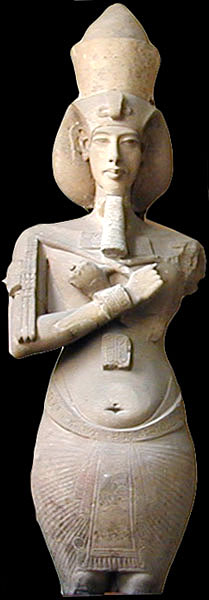
Statue von Echnaton (Kairo)
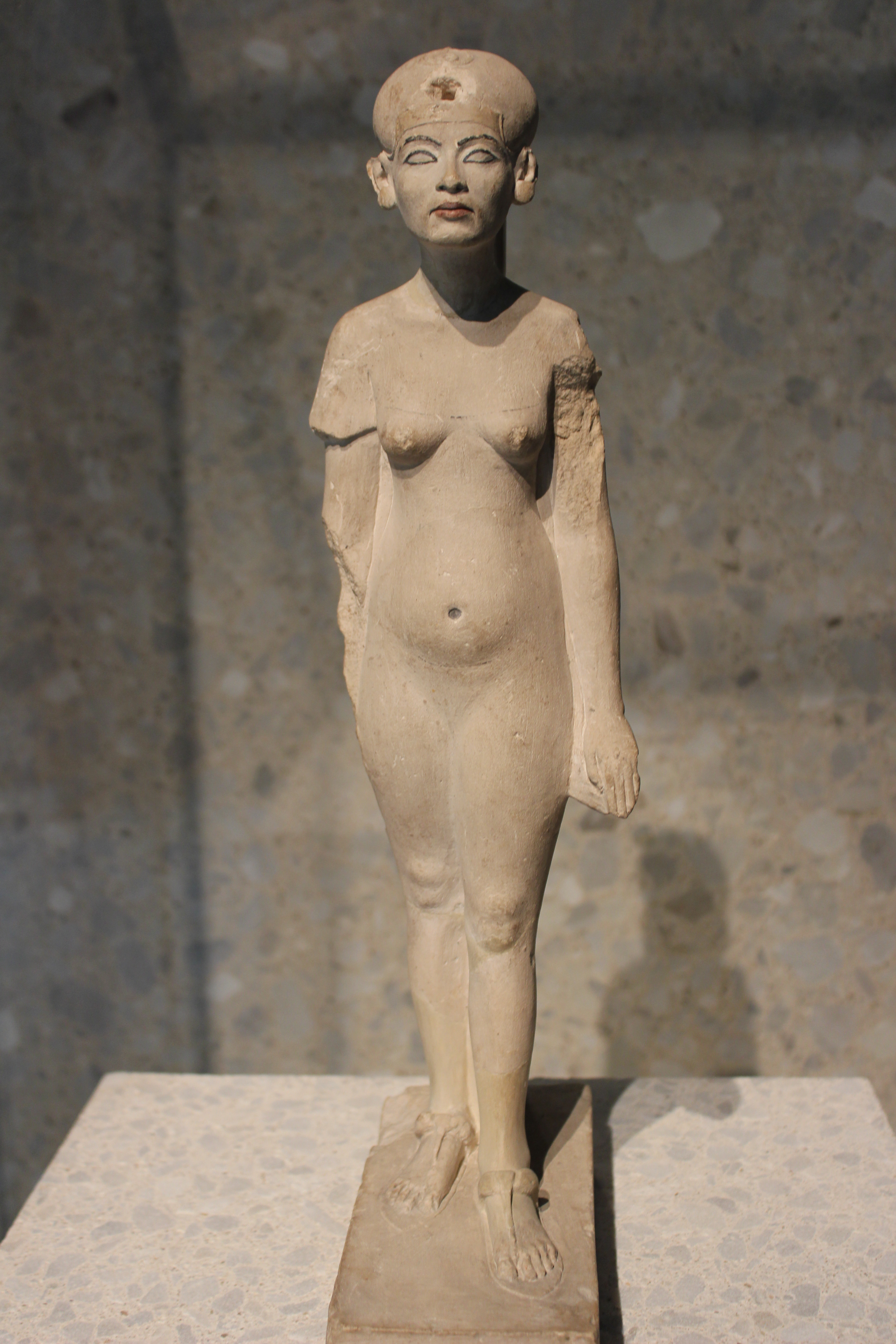
Statuette der Nofretete (Berlin)
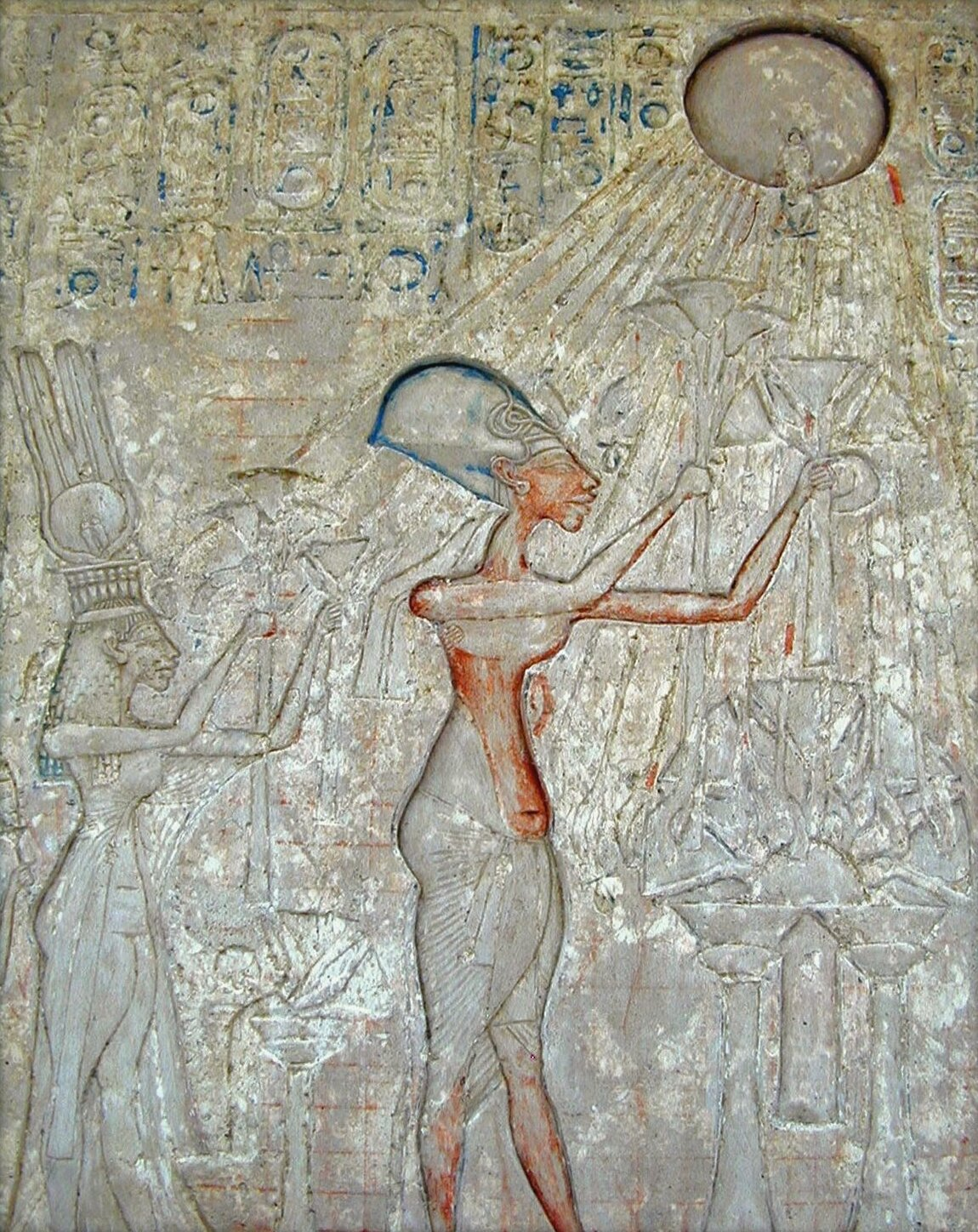
Reliefdarstellung von Echnaton und Nofretete (Kairo)
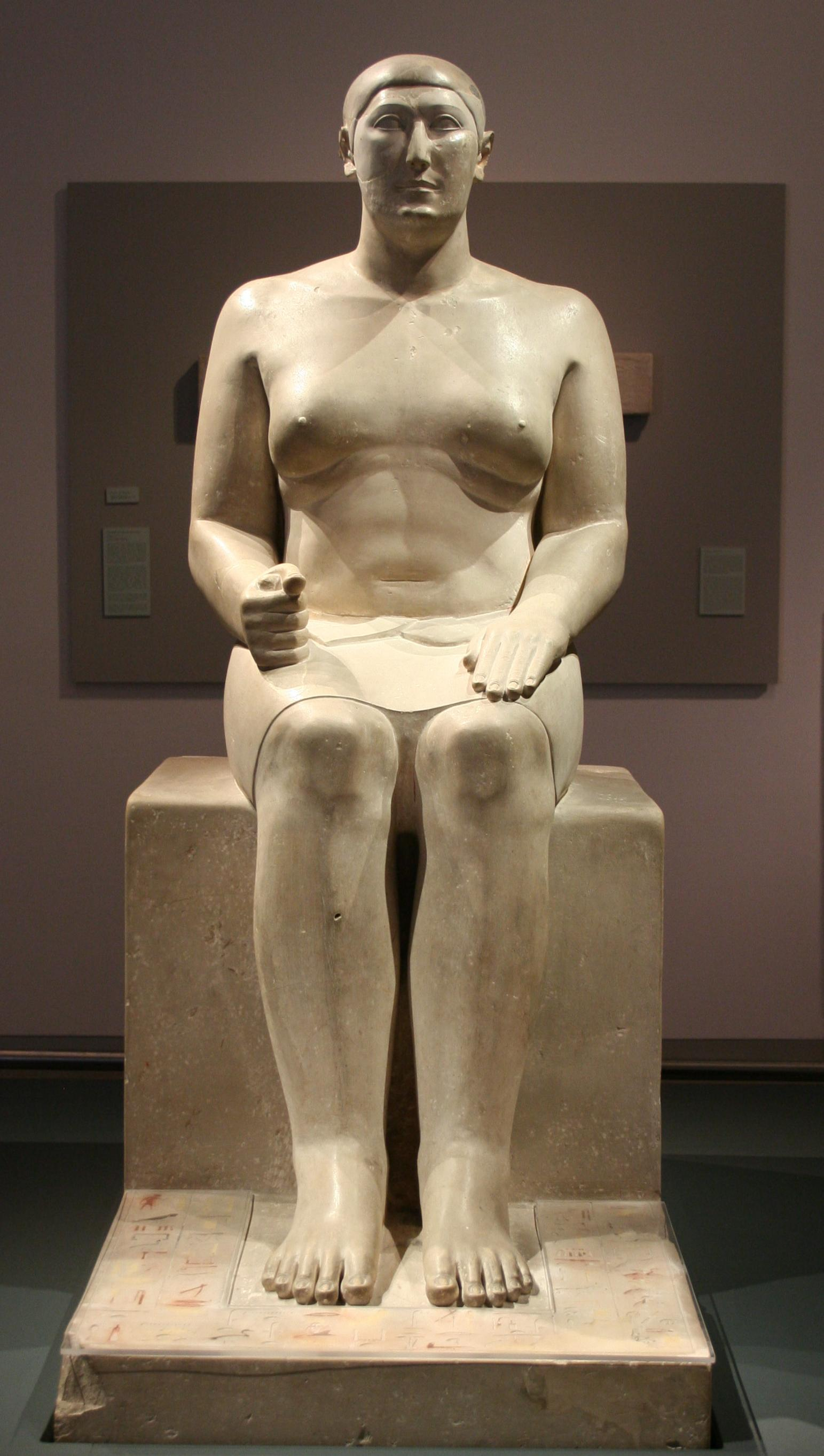
Statue des Hemiunu im Roemer- und Pelizaeus-Museum Hildesheim
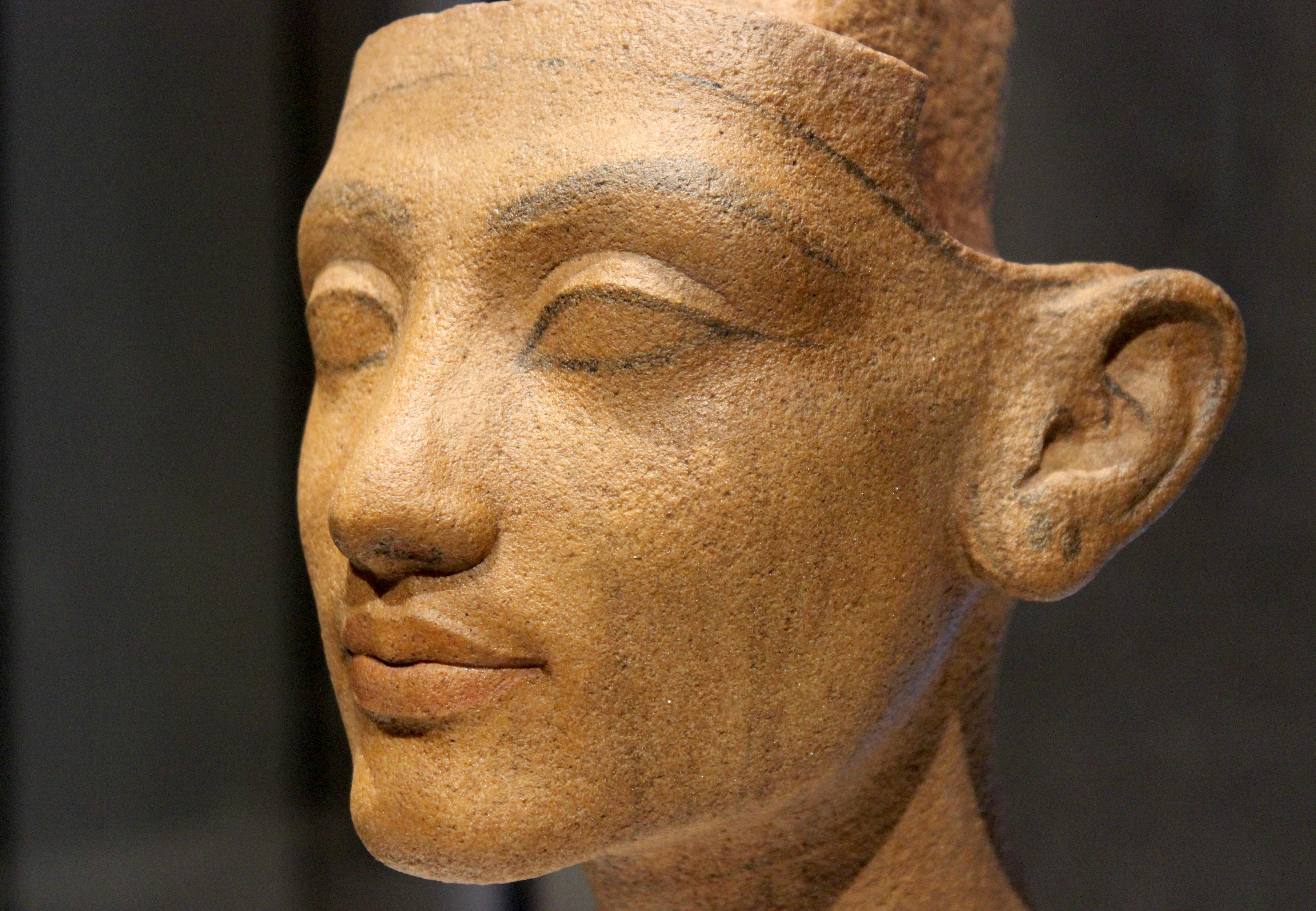
Nofretete, gelber Quarzitkopf, Berlin 21220<?!>

### Griechische und Römische Antike
In der griechischen Klassik hatte der ideale Körper harmonische Proportionen und sollte weder zu dick noch zu dünn sein. Darstellungen der griechischen Göttin der Schönheit und Liebe Aphrodite können als Verkörperung eines klassischen Ideals gelten. An Statuen wie der Venus von Milo (dem römischen Pendant der Aphrodite) wird ersichtlich, dass ideale Frauenfiguren eher kleine, aber feste Brüste, dazu ein wohl geformtes Becken hatten. An männlichen Idealfiguren gab es verschiedene Typen: einerseits den jugendlichen Athleten, wie er im Extrem von Herkules oder auch vom Kriegsgott Ares/Mars verkörpert wird; aber auch etwas ätherische, feine Typen, wie man sie in Bildnissen des Apollon oder des jugendlichen Ganymed darstellte.
Ausweislich ihrer Statuen und Fresken hatte das Schönheitsideal der römischen Antike starke Ähnlichkeit mit dem seiner griechischen Vorläuferin. Adipositas hatte jedoch keinen negativen Beiklang, sie galt im Gegenteil als Zeichen von Wohlstand.
Haar- und Barttrachten wechselten je nach Mode, jedoch waren sowohl in Griechenland als auch in der römischen Antike gewelltes und gelocktes Haar beliebt. Bei den Griechen wurde es oft kunstvoll frisiert, Frauen steckten das Haar meistens hoch. Ungepflegtes glattes Haar galt in Griechenland als Zeichen der Trauer. Bei den Römern waren während der Republik die Haartrachten zunächst etwas einfacher, später in der Kaiserzeit wurden zum Teil sehr komplizierte Frisuren und auch goldblond oder rot gefärbtes Haar (bei Frauen) modern.

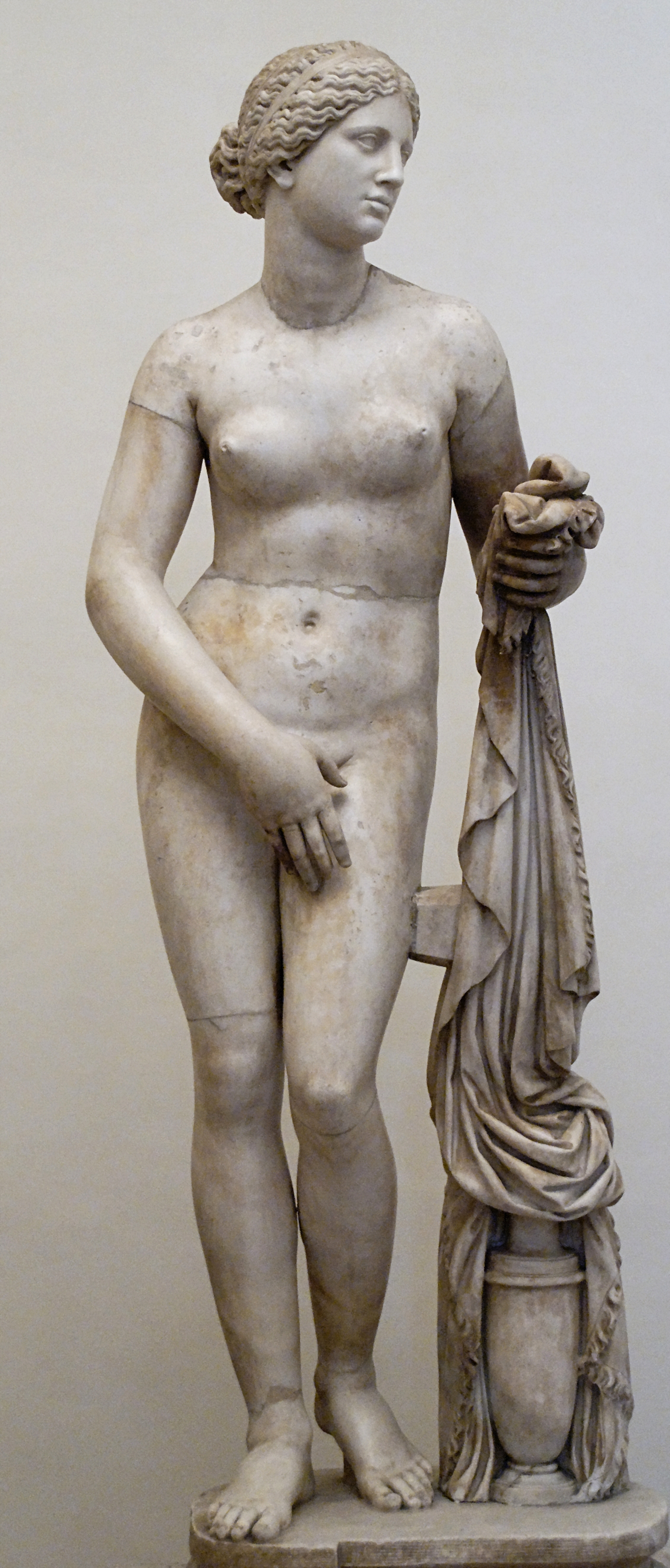
Die Aphrodite von Knidos, zwischen 350 und 340 v. Chr.
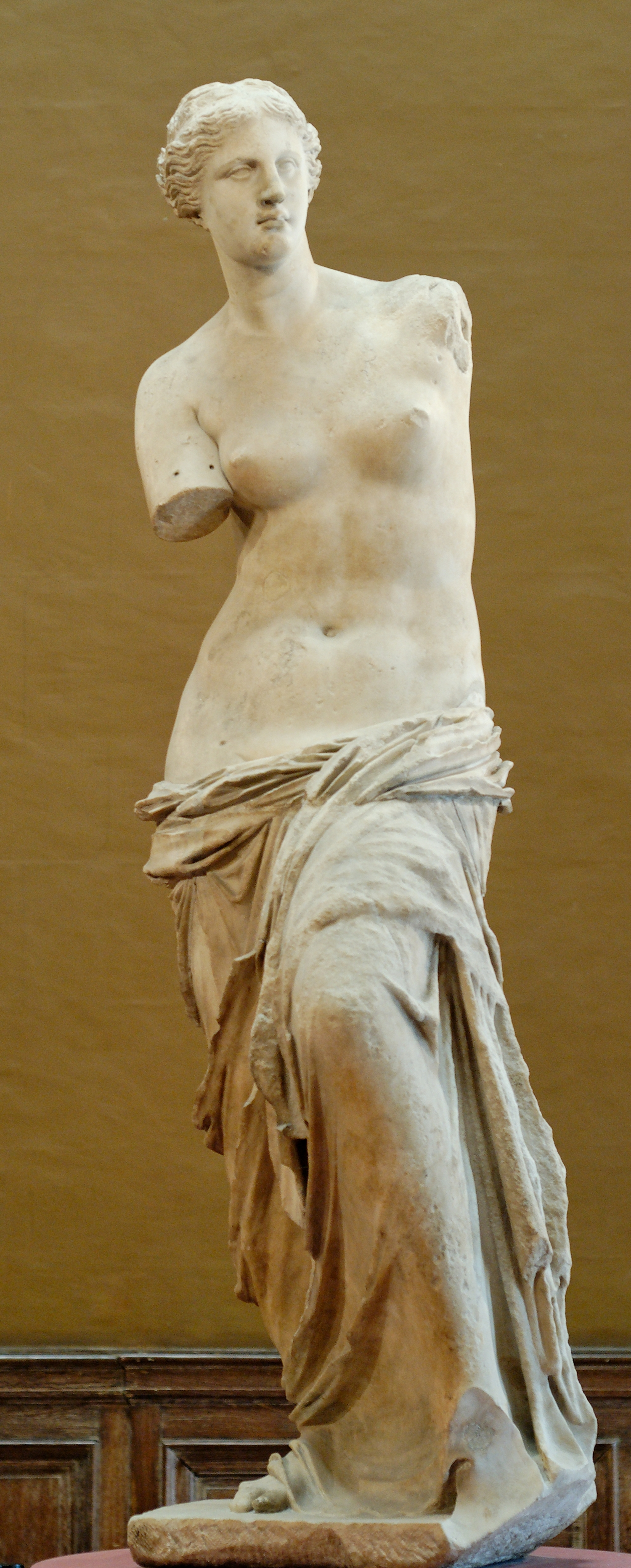
Die Venus von Milo, Ende des 2. Jahrhunderts v. Chr.
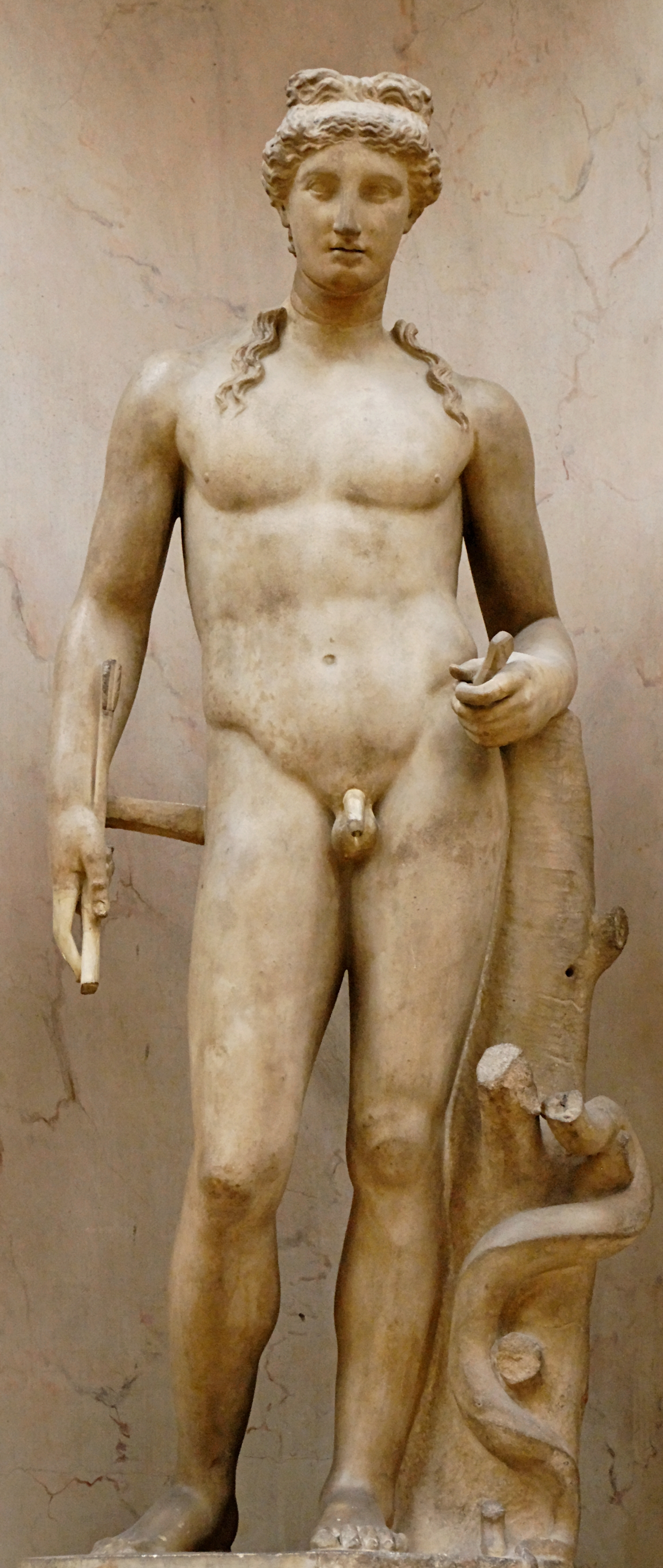
Sogenannter „Apollo Richelieu“, römische Kopie eines griechischen Originals (?), 1./2. Jh. n. Chr. (Louvre, Paris)
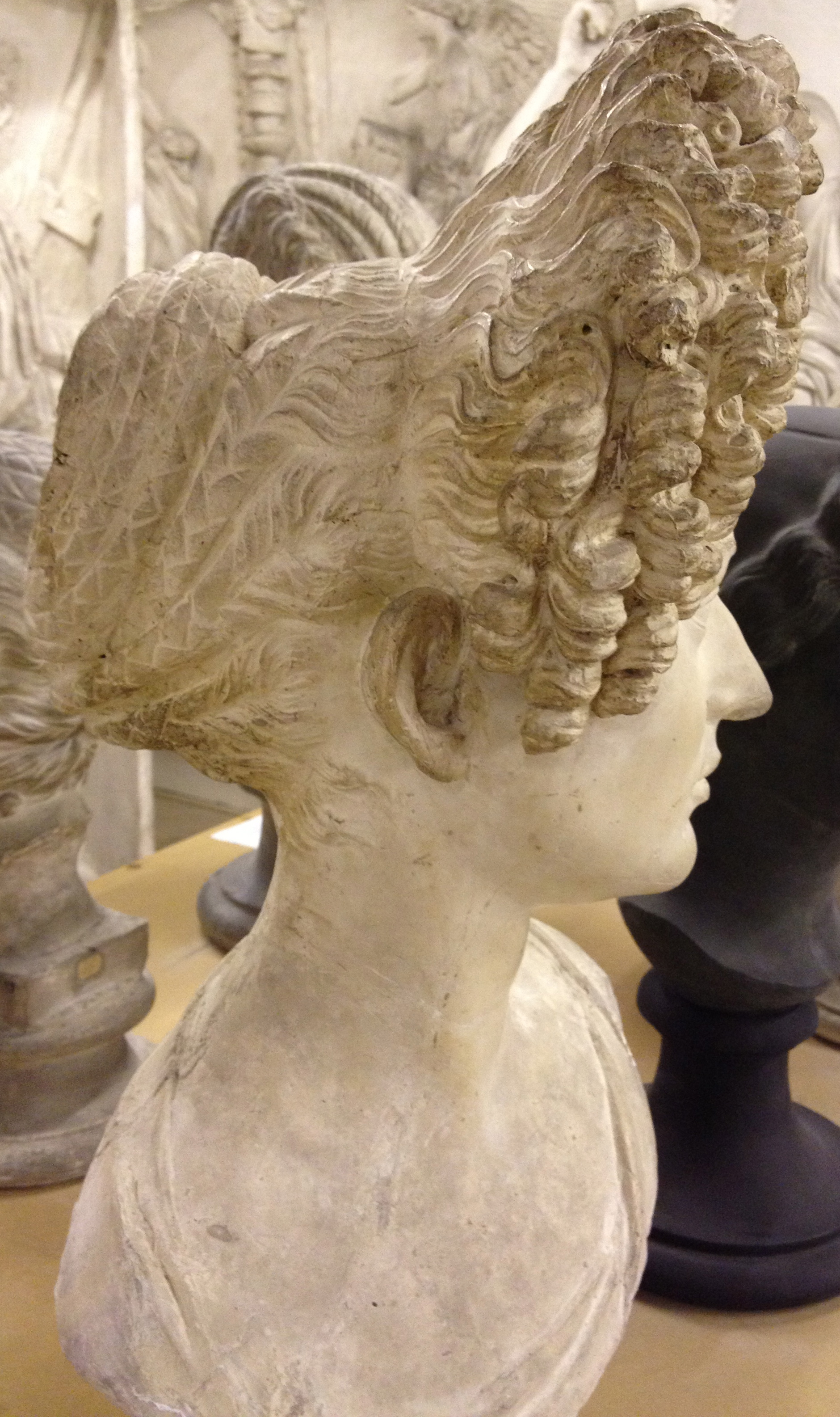
Komplizierte Prunkfrisur einer schönen Römerin, flavische Epoche, Ende 1. Jh. n. Chr. (Kapitolinische Museen, Rom)
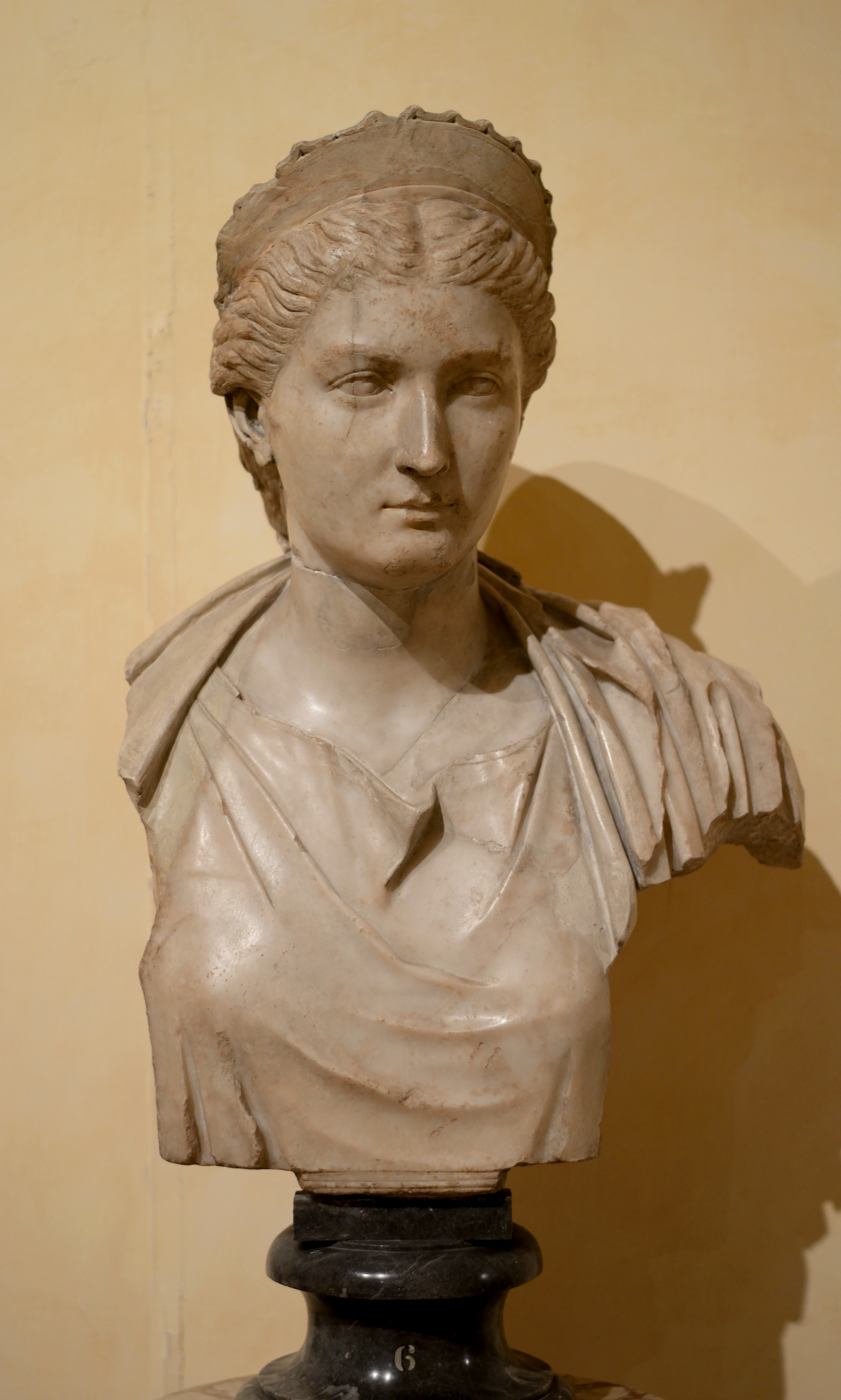
Büste der Vibia Sabina, um 120–140 n. Chr. (Kapitolinische Museen, Rom)
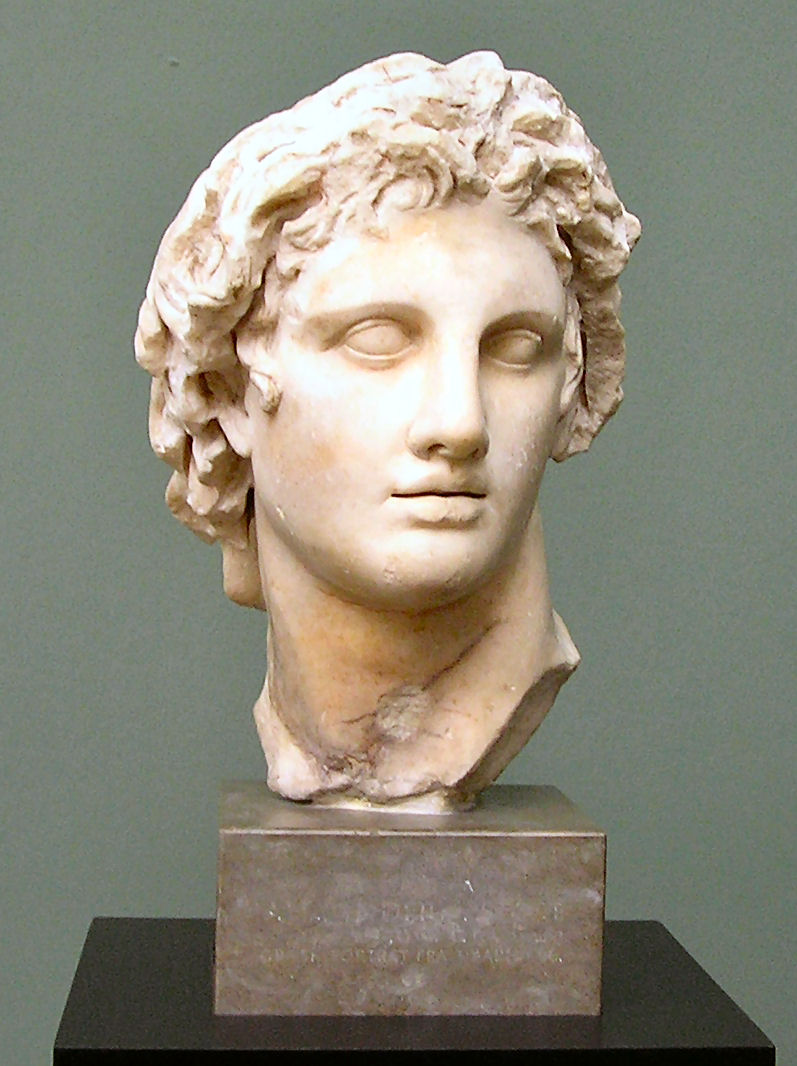
Idealbildnis von Alexander dem Großen, 3. Jh. v. Chr., NY Carlsberg Glyptothek, Kopenhagen
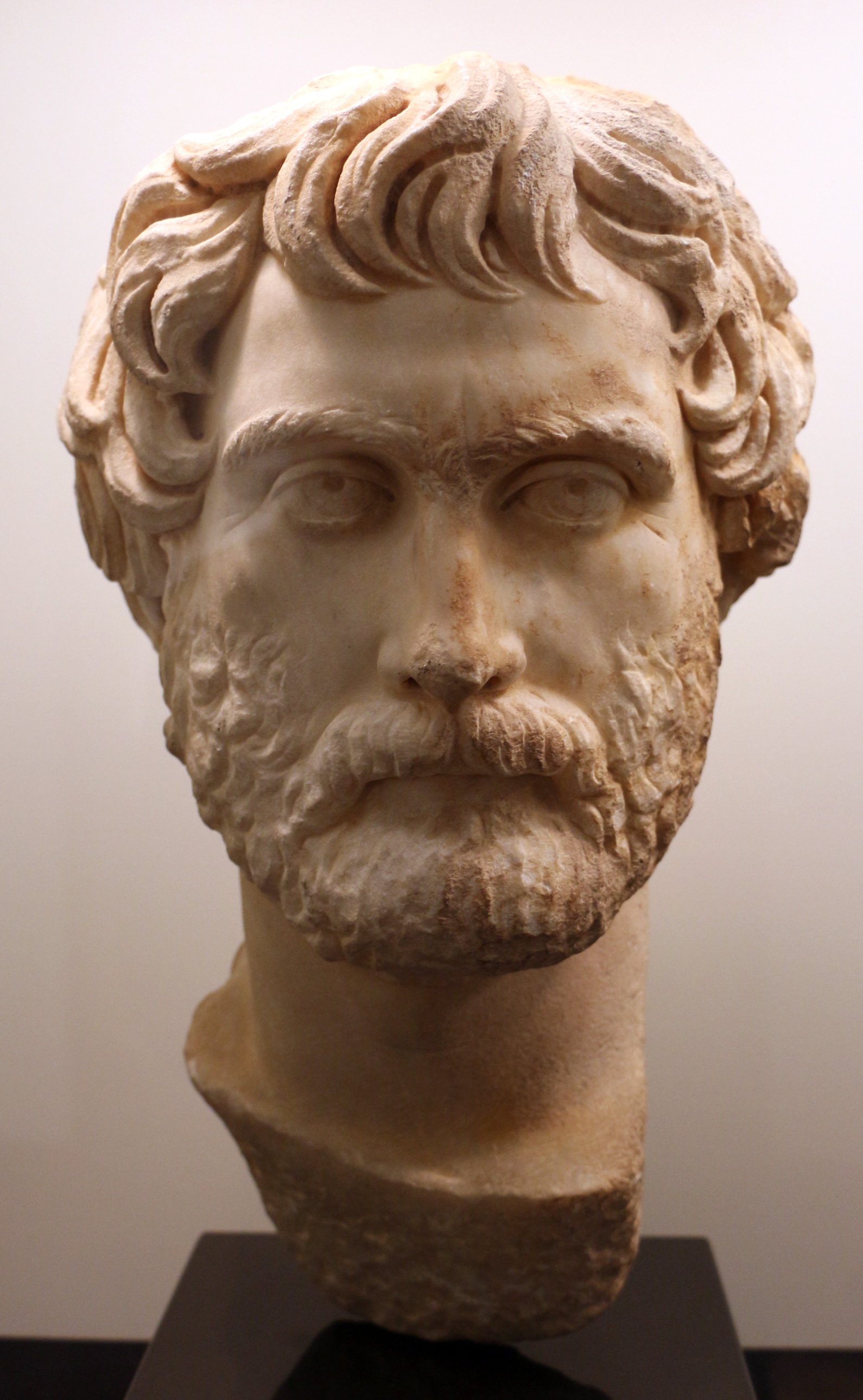
Junger Römer mit Bart, 2. Jh. n. Chr.

### Mittelalter

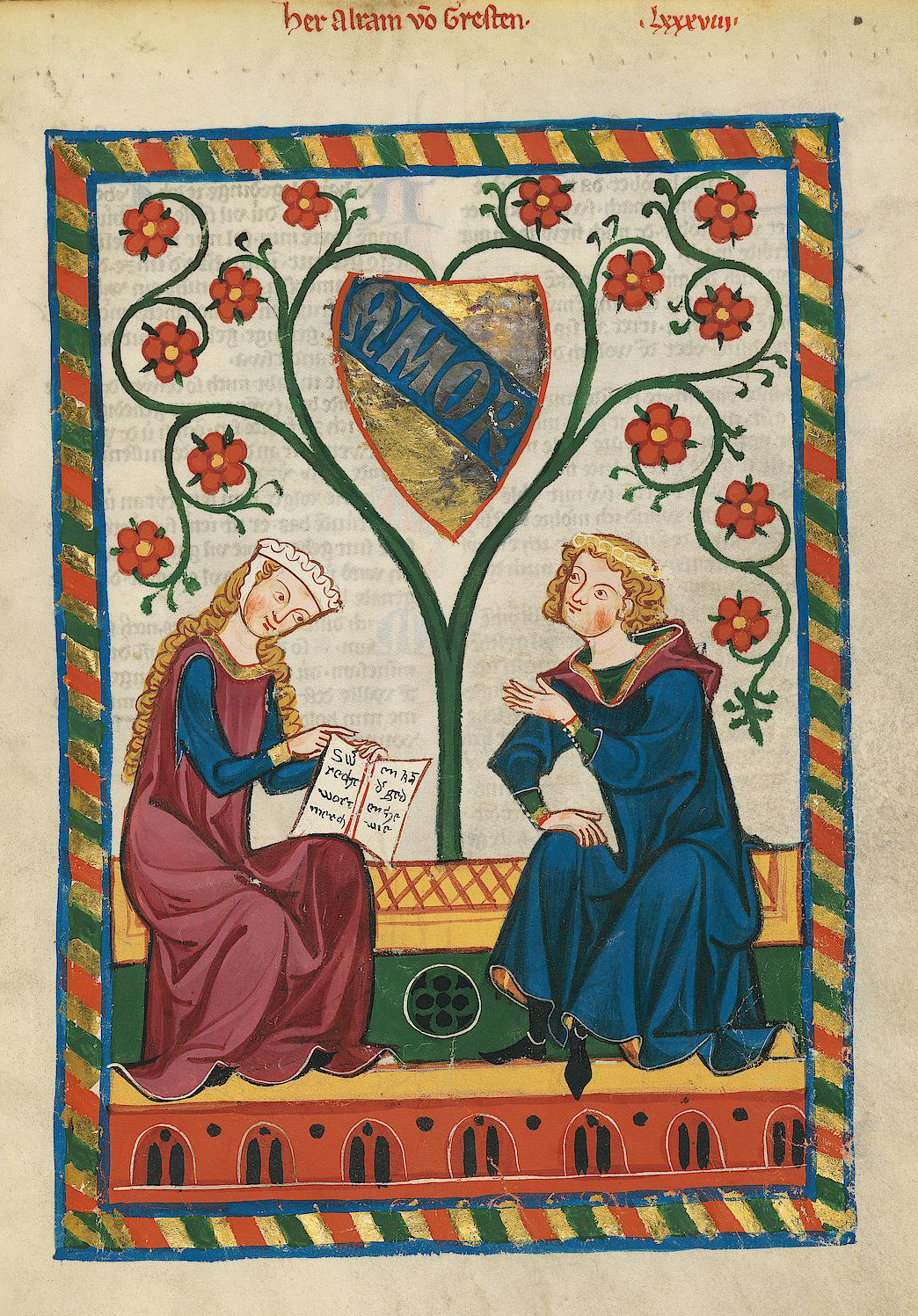
Mittelalterliches Liebespaar im Codex Manesse, 1305–1315 (fol. 311r: Alram von Gresten)

Das Früh- und Hochmittelalter war stark von den geistigen Idealen des Christentums geprägt, und Darstellungen nackter Menschen kommen kaum vor. Sowohl die Kunst der Romanik, wie die der Gotik, waren relativ stilisiert und menschliche Figuren wurden noch nicht anatomisch völlig korrekt dargestellt – dies erschwert genauere Einschätzungen über körperliche Ideale. Die Mode bestand jahrhundertelang für beide Geschlechter in langen Gewändern, die relativ bequem und weit geschnitten waren, und die Körperformen weitgehend verdeckten. Doch soweit es sich erkennen lässt, war das mittelalterliche Schönheitsideal für beide Geschlechter eine natürliche Schlankheit. Erst im Spätmittelalter (14.–15. Jahrhundert) kamen wieder relativ realistische Darstellungen und erste naturnahe Porträts auf, die eine genauere Einschätzung ermöglichen, obwohl die Kunst der späten Gotik gleichzeitig einen Höhepunkt an Stilisierung erreichte. Die Erfindung von Knöpfen ermöglichte nun enganliegende Kleidung. Die ideale weibliche Schönheit des späten Mittelalters war mädchenhaft schlank mit leicht gerundeten Schultern und kleinen, festen Brüsten. Wenn man den Madonnen und anderen Figuren der hochstilisierten gotischen Kunst Glauben schenken darf, scheint bei Frauen vor allem im 14. und 15. Jahrhundert, eine S-Linie modern gewesen zu sein: trotz einer sehr schmalen, hochsitzenden Taille und schmalen Hüften sollte der Bauch auffällig nach vorne gerundet sein, der Rücken tendenziell durchgebogen. Dies wird von heutigen Betrachtern zuweilen als Zeichen einer Schwangerschaft gedeutet, hatte aber nichts damit zu tun. Vielmehr war ein gewölbter Bauch teilweise noch bis in das frühe 17. Jahrhundert ein Zentrum der erotischen Aufmerksamkeit. Die mittelalterliche weibliche Schönheit hatte eine weiße Haut – allein deshalb, weil Frauen normalerweise zuhause waren, und die Farbe weiß Reinheit, Keuschheit und Jungfräulichkeit symbolisiert –, dabei rosa Wangen und einen eher kleinen, roten Mund. Über eine Vorliebe für Haarfarben kann höchstens spekuliert werden, zumal nur junge unverheiratete Mädchen ihr Haar offen sichtbar trugen. Nach der Heirat (die oft schon vor dem 20. Lebensjahr stattfand) wurde das Haar mit Schleiern, Tüchern und/oder Hauben bedeckt. Junge unverheiratete Frauen trugen ihr Haar gewellt, geflochten oder hochgesteckt. Auch bei Männern war z. T. kinn- oder schulterlanges Haar modern.

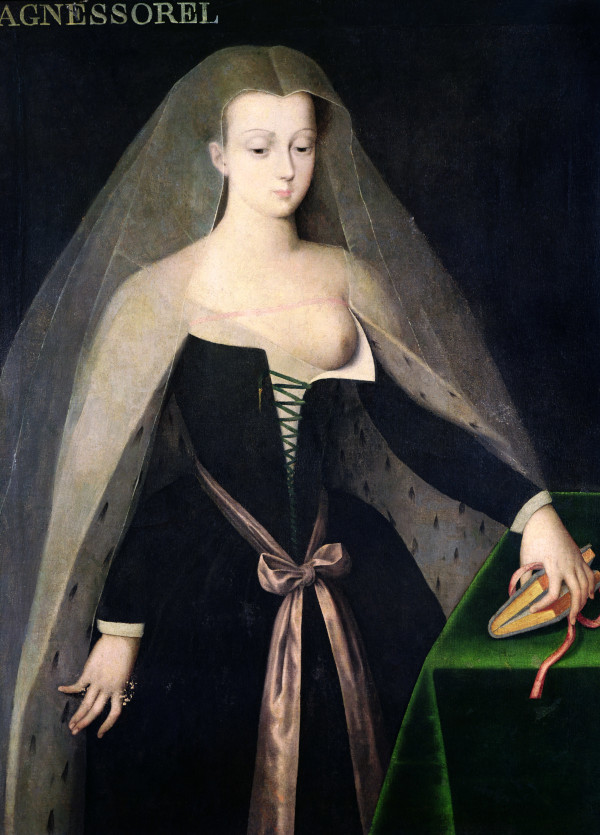
Agnès Sorel (um 1422–1450), die berühmte Geliebte des französischen Königs Karl VII., machte einen beispiellosen und für ihre Zeit skandalösen Kult um ihre körperliche Schönheit (anonyme Kopie des 16. Jh.s von einem Porträt aus dem 15. Jh.)

Im 15. Jahrhundert wurde das Ideal bei Frauen und Männern ausgesprochen schlank und elegant, was von der Mode auch betont wurde durch schmale Taillen, enggeknüpfte Gewänder und bei den Herren durch lange enge Beinkleider, die vor allem vom jungen Mann wohlgeformte Beine erforderten (der Unterleib der Frau war unter dem weiten Rock nicht zu sehen). Eines der auffälligsten weiblichen Schönheitsideale sowohl in der burgundischen Mode als auch im Italien der Frührenaissance war die hohe Stirn: man rasierte oder zupfte sich die Haare am Haaransatz aus. Das Haar wurde kunstvoll hochgesteckt und im burgundischen Einflussbereich unter oft hohen und spitzen Hauben (Hennin) verborgen, die die insgesamt hohe schlanke Linie noch betonten. Der elegante burgundische (oder französische) Mann trug das Haar in einer Art 'Topfschnitt' sehr kurz, an den Seiten über den Ohren und teilweise auch im Nacken ausrasiert.
In der Spätgotik und Frührenaissance (15. Jahrhundert) war auch gelocktes, langes Haar ein Attribut des schönen, jungen Mannes, genauso wie helle Haut – aber weniger als Zeichen einer edlen, müßigen Lebensart als vielmehr in Anlehnung an die Engels-Gestalten in der religiösen Kunst. Die ideale männliche Figur hatte breite, sehr aufrechte Schultern (die oft ausgestopft und optisch verbreitert wurden); eine nach vorne geschwellte Brust; eine sehr schmale Taille, die geschnürt (!) wurde und die breiteren Schultern noch deutlicher zur Geltung brachte; schmale Hüften, lange schlanke Beine und große Füße (die durch das Schuhwerk optisch verlängert wurden).

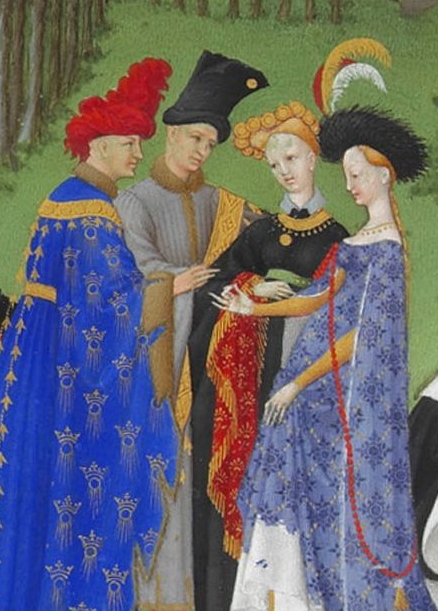
Verlobungsszene mit festlich gekleideten Aristokraten und Damen in typisch stilisierter gotischer Haltung, um 1400, Detail aus dem „April“-Bild in den Très Riches Heures du Duc de Berry (f.4)
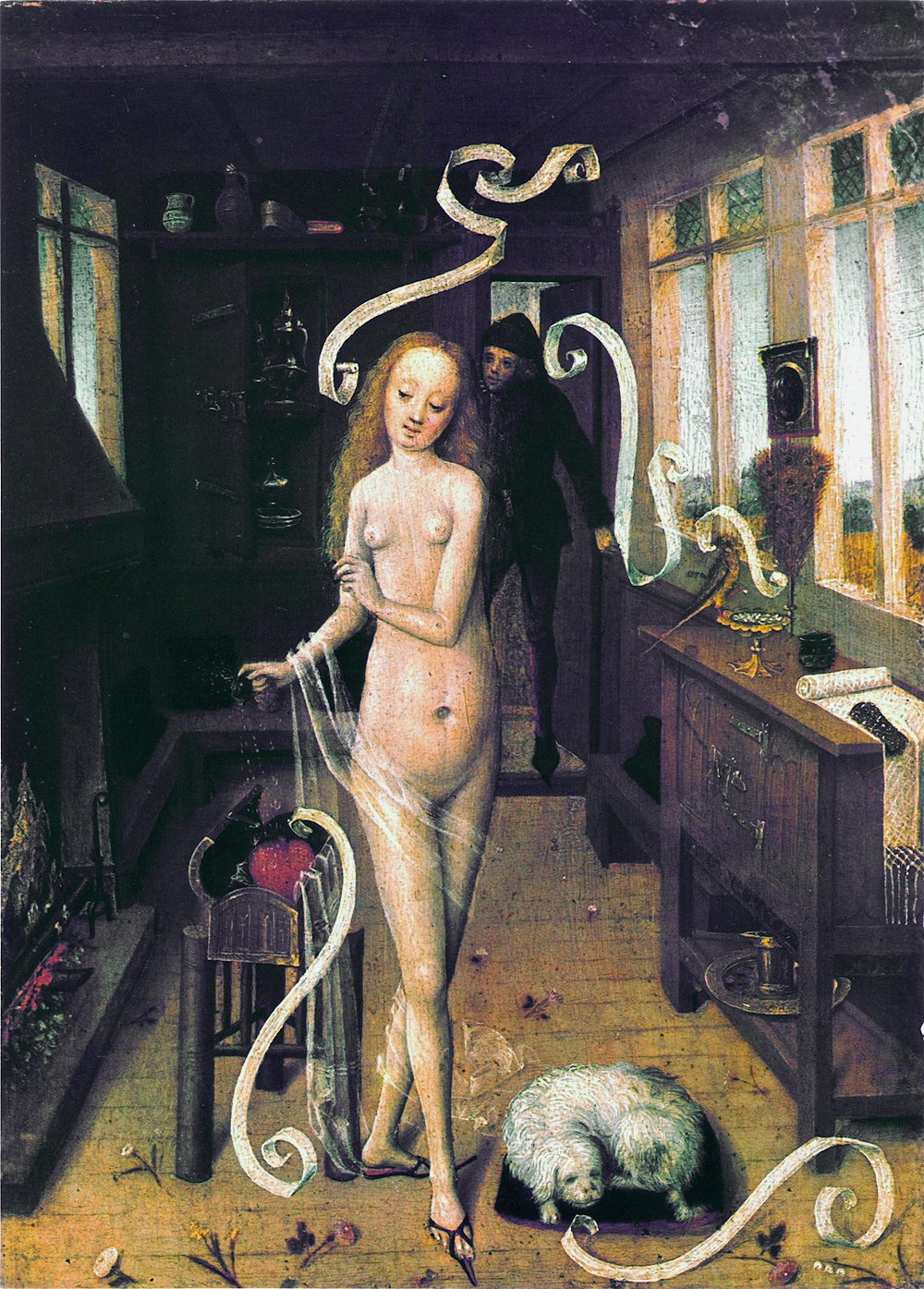
Der Liebeszauber, Gemälde des Meisters vom Niederrhein, 1470–1480
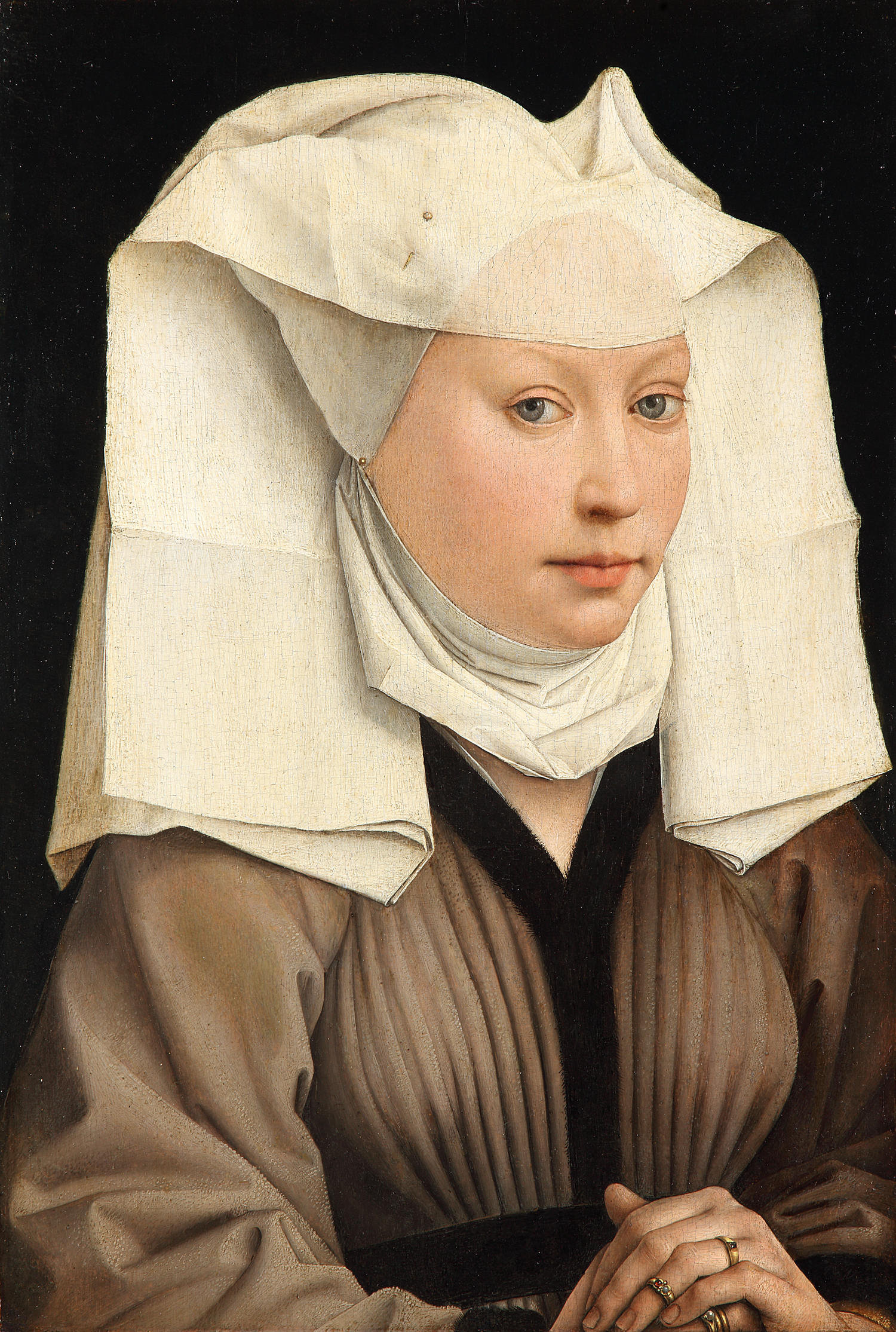
Rogier van der Weyden: Dame mit Flügelhaube, ca. 1440
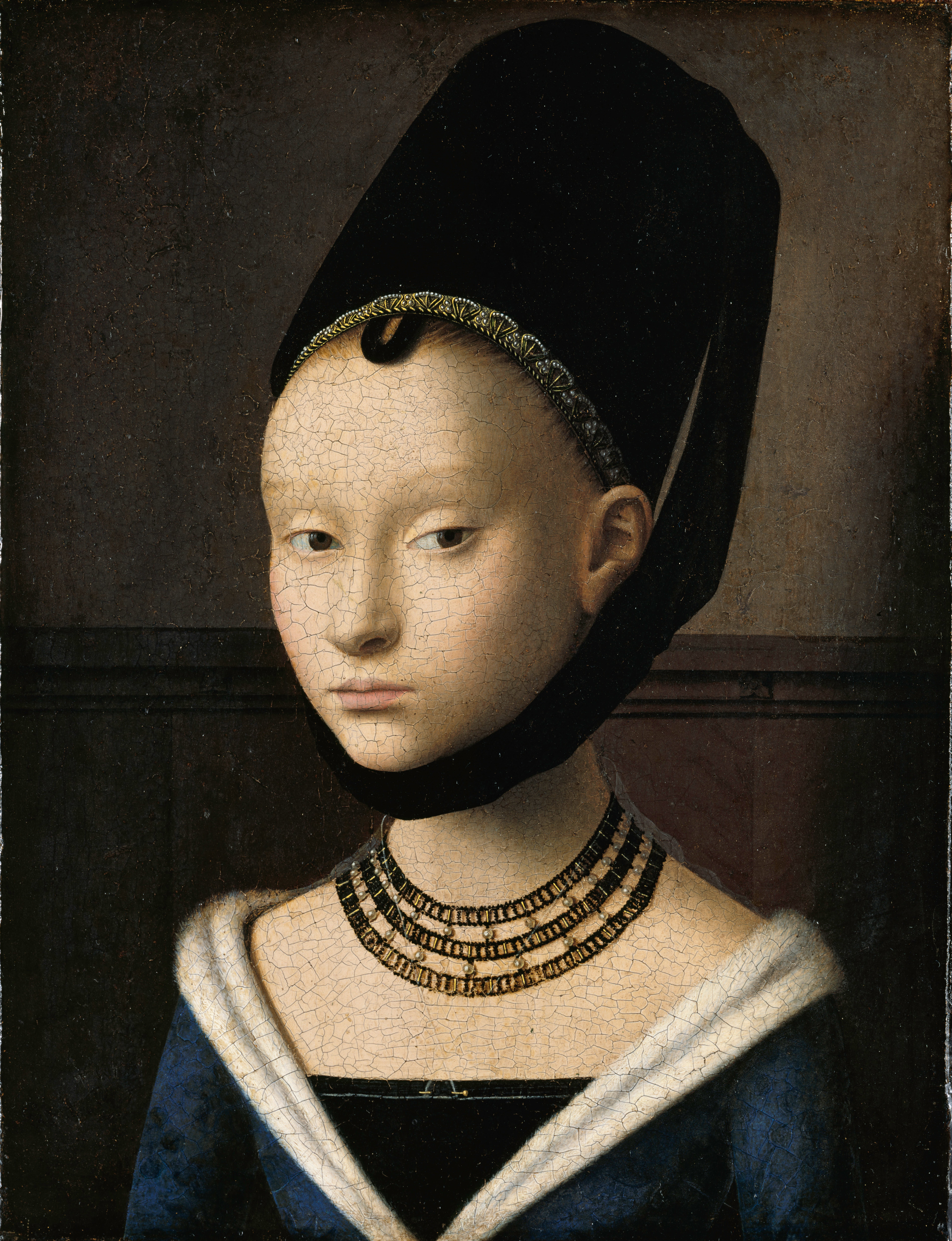
Mode der ausrasierten hohen Stirn im 15. Jahrhundert: Porträt eines jungen Mädchens von Petrus Christus, um 1470
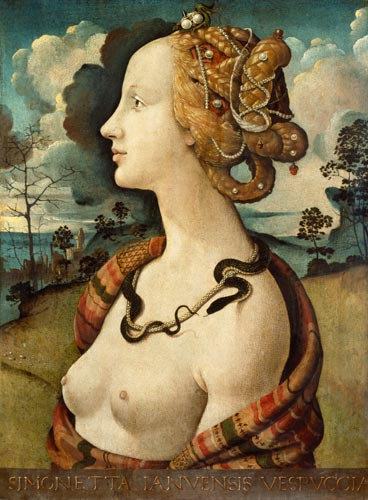
Auch in der italienischen Frührenaissance ist die hohe Stirn modern, dazu 'goldenes' Haar. Piero di Cosimo: Porträt der Simonetta Vespucci, ca. 1480
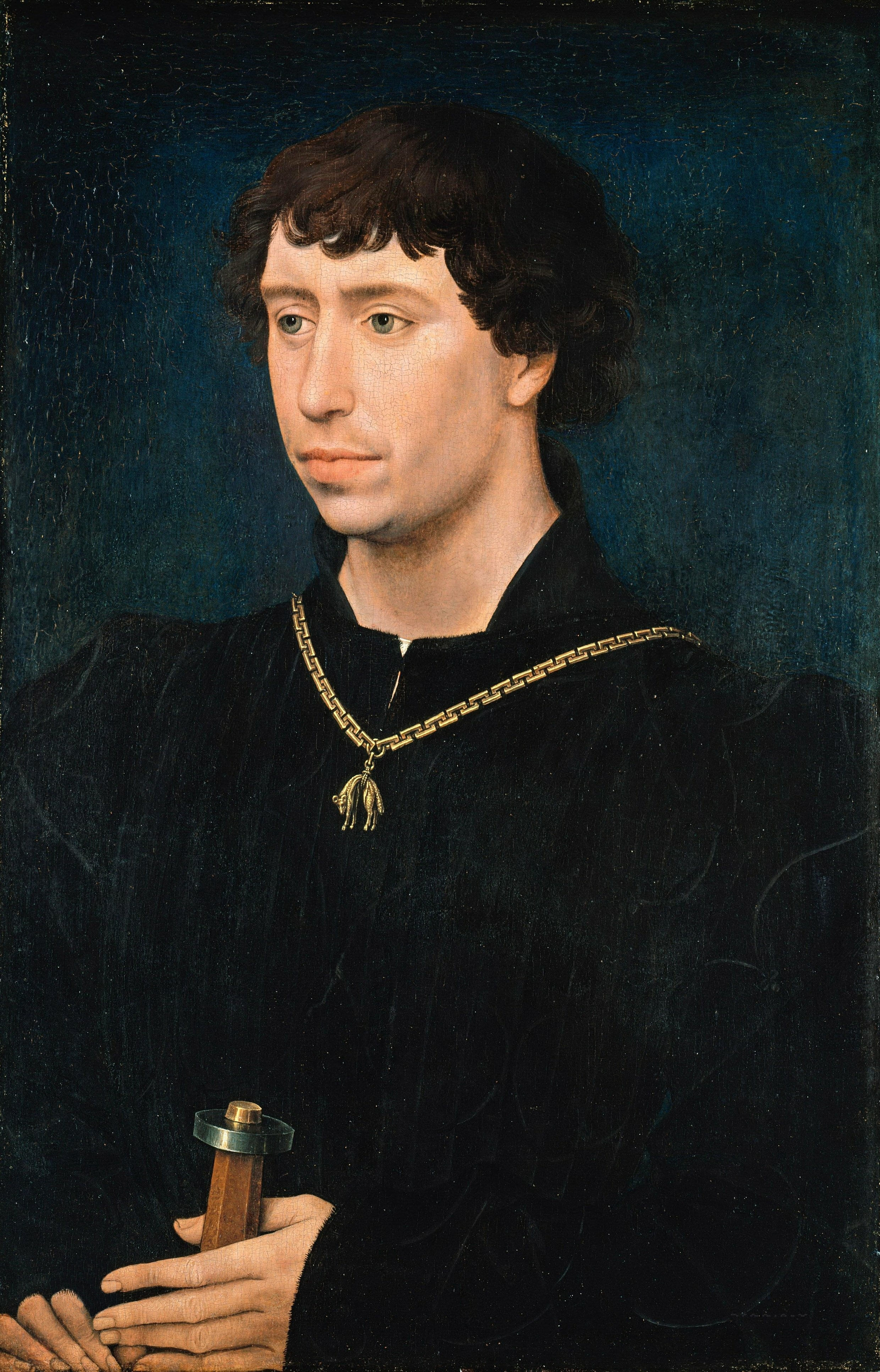
Rogier van der Weyden: Porträt von Karl dem Kühnen, 1460
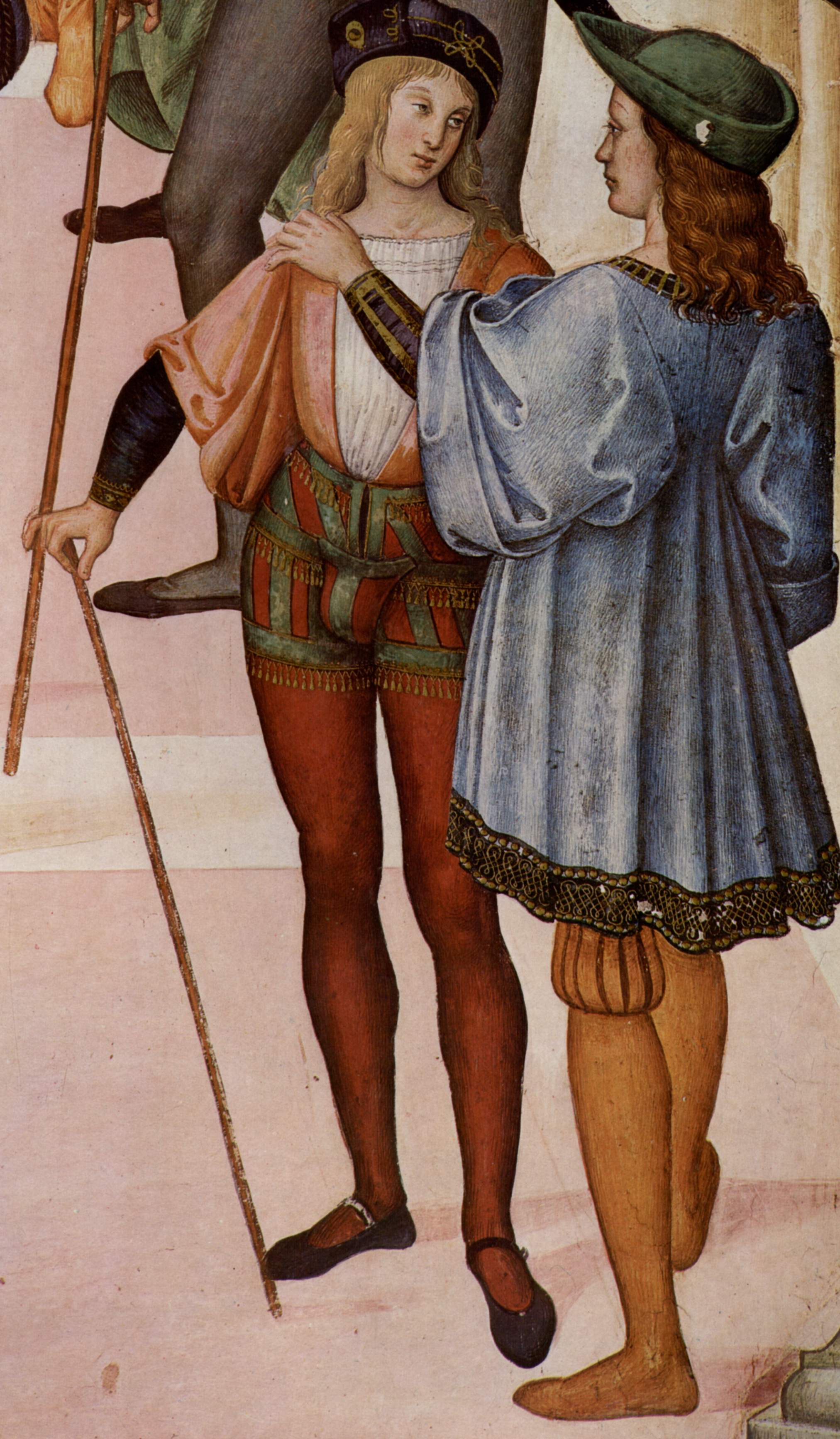
Zwei ephebenhafte Jünglinge mit langem Haar in Pinturicchios: Krönung Enea Silvio Piccolominis zum Dichter durch Friedrich III., Libreria Piccolomini, Siena, ca. 1502–1507

### Renaissance

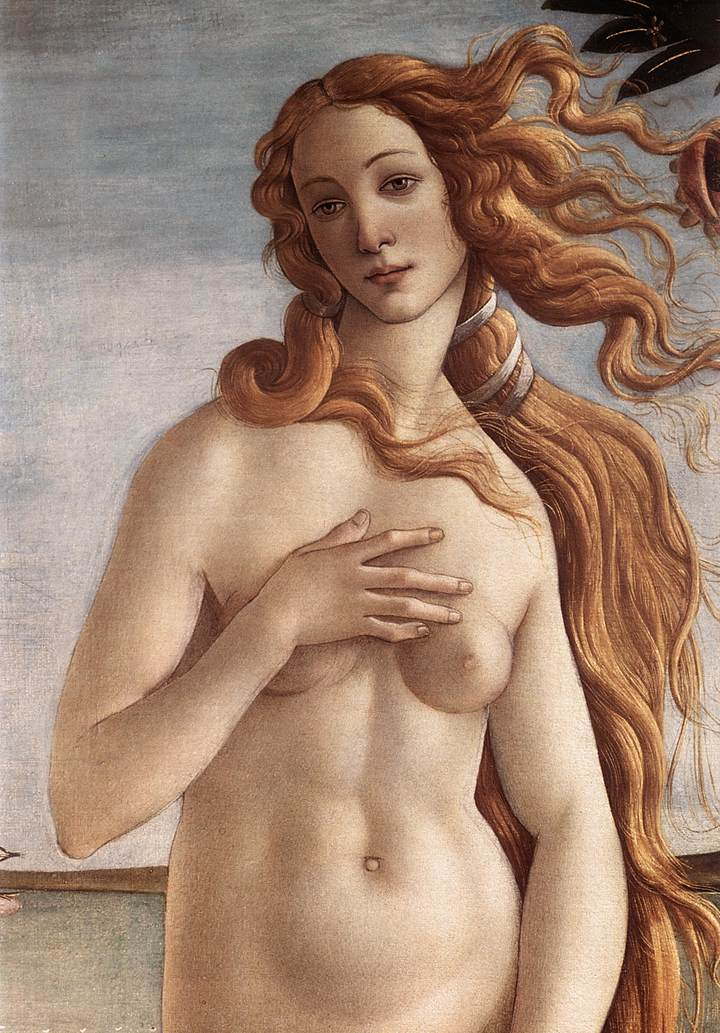
Renaissance: Detail aus Die Geburt der Venus von Sandro Botticelli, ca. 1485/86

Bereits in der Frührenaissance (15. Jahrhundert) kündigt sich in Italien ein Geschmackswandel an, der stark beeinflusst ist von der Antike und von einem zu dieser Zeit einsetzendem Interesse an antiken griechischen und römischen Kunstwerken bzw. Statuen. Das nun aufkommende Schönheitsideal sowohl bei Frauen als auch bei Männern ist anatomisch stimmiger als in der Gotik und entspricht vor allem auch den antiken Idealen – zumindest in der Kunst bleibt dies abgesehen von individuellen Abwandlungen und Idealen auch so bis weit ins 19. Jahrhundert.

Auch in der Modewelt der Hochrenaissance (ca. 1500/1510–1560) verschwindet das relativ ätherisch-schlanke Ideal der Spätgotik und Frührenaissance bei beiden Geschlechtern, man liebt nun etwas kräftigere Figuren. Die ideale Frauenfigur der Hochrenaissance ist tendenziell etwas fülliger (aber nicht dick), hat aber nur einen kleinen bis moderaten, hochsitzenden Busen. Im Gesicht werden kleine Zeichen der Wohlgenährtheit, wie etwa ein ganz leichtes Doppelkinn, durchaus geschätzt.

Nie war blondes, goldblondes oder rotblondes Haar so sehr in Mode wie zur Zeit der italienischen Renaissance (15. – 16. Jahrhundert), und niemals (seit der Antike) war Haarefärben so an der Tagesordnung. Um dem Ideal zu genügen, greift die (italienische) Frau von Stand zu allen möglichen Tinkturen, setzt ihr Haar tagelang der Sonne aus und flicht sich auch weiße und gelbe Seide ins Haar. Da die Haut gleichzeitig schneeweiß sein soll, wurde das Haar während solcher Sonnenbäder über einen breitkrempigen Hut verteilt, um Gesicht und Dekolleté sorgsam vor Verbrennungen und Bräunungen zu schützen. Die Wangen sollten leicht gerötet sein, der Mund weder zu klein noch zu groß und kirschrot. Die Augen hat man am liebsten dunkelbraun.
Der Mann der Hochrenaissance (erste Hälfte 16. Jahrhundert) ist kräftig und muskulös – breite Schulterpolster und Puffärmel unterstützen optisch diese Tendenz. Er trägt auch (Voll-)Bart und im Allgemeinen kurzes Haar (mit Ausnahmen vor allem bei jungen Männern). Die männliche Renaissance-Mode mit enganliegenden Beinkleidern stellt auch gewisse Anforderungen an schöne Beine.

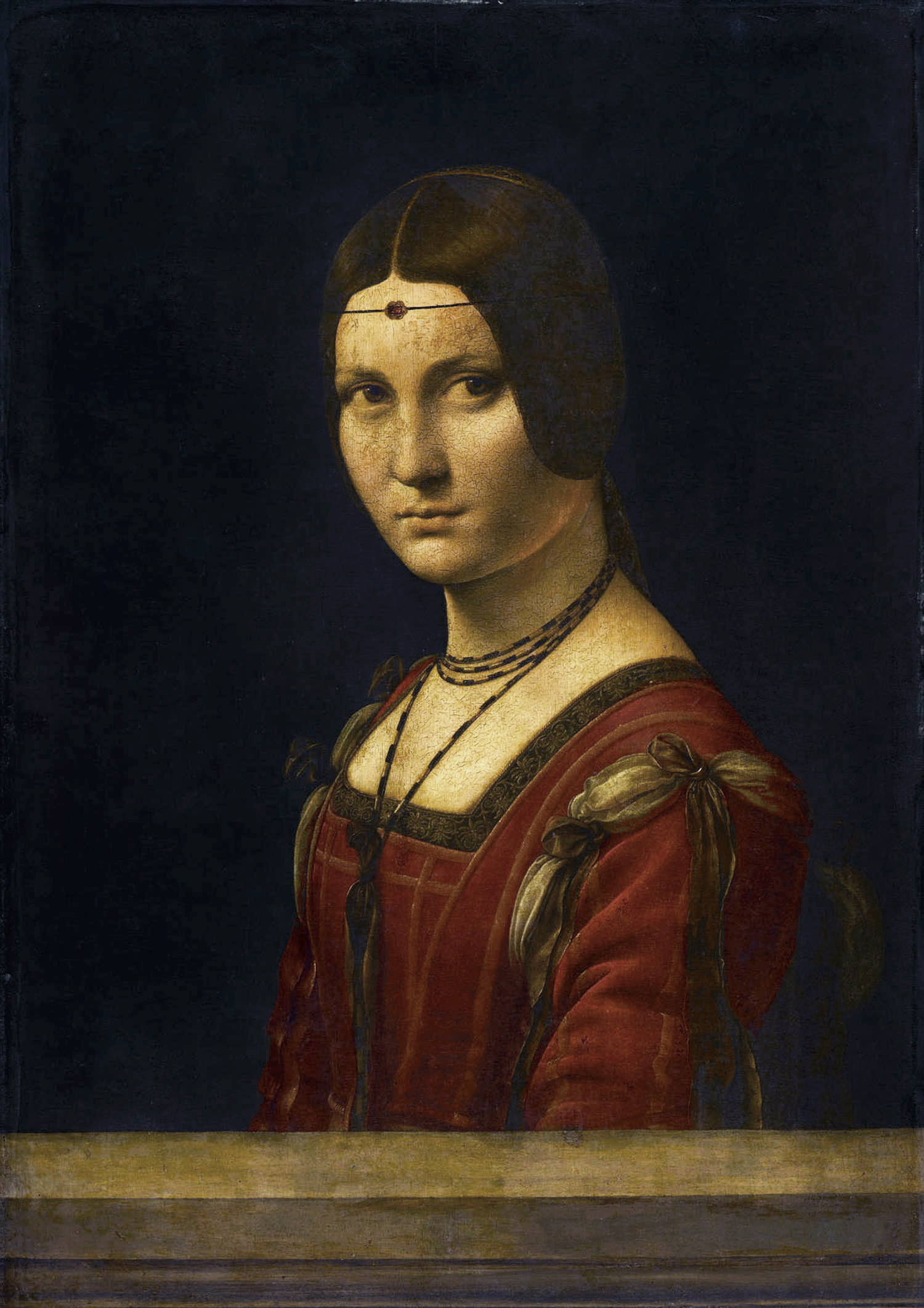
Leonardo da Vinci: La Belle Ferronnière, ca. 1495–1499
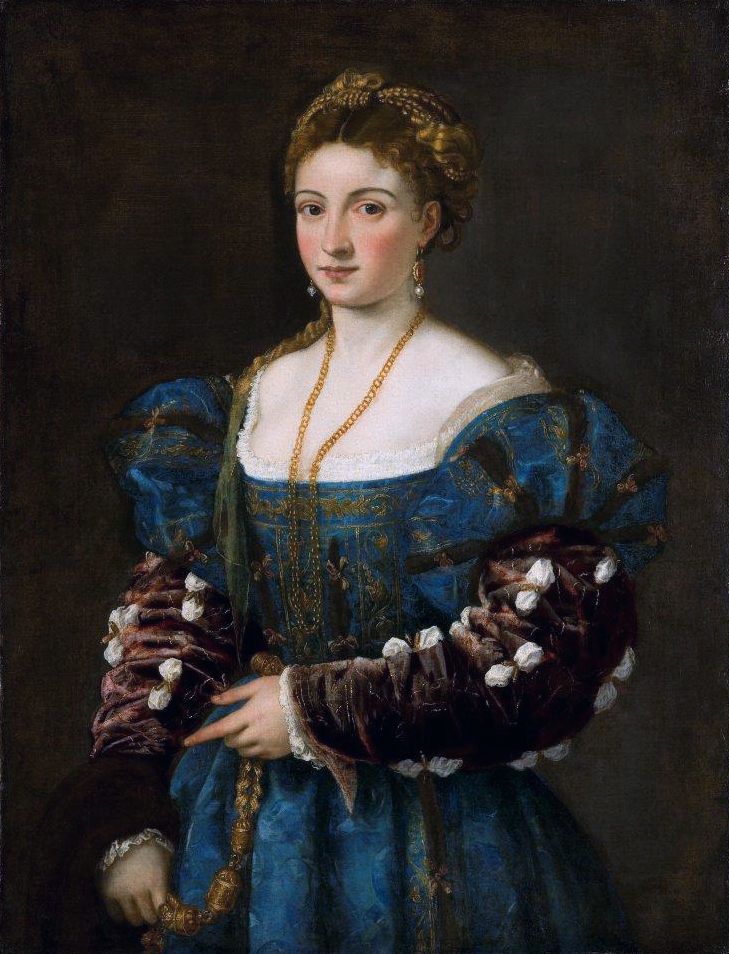
Tizian: La Bella, 1536
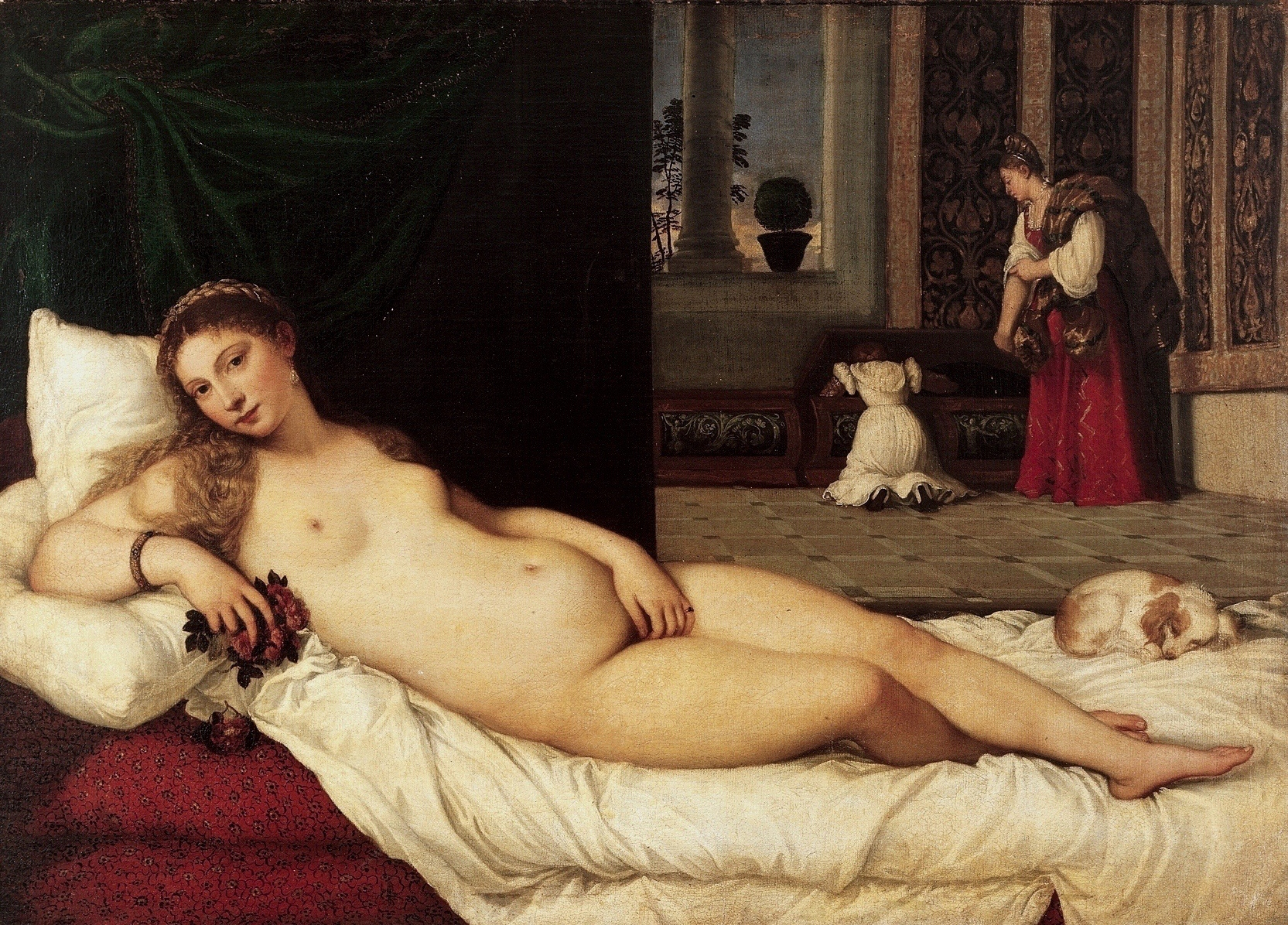
Tizian: Venus von Urbino, ca. 1538
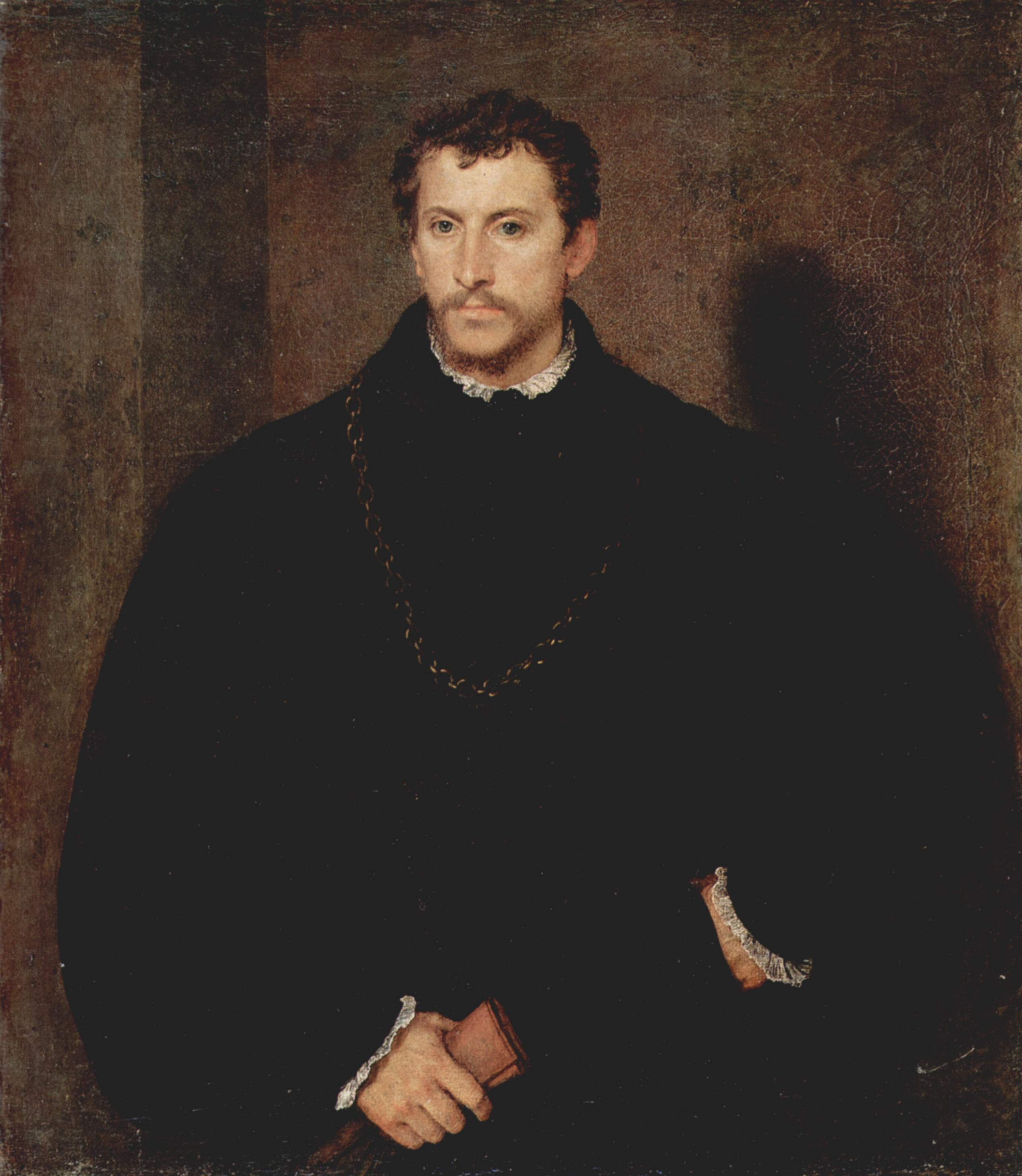
Tizian: Junger Mann, sogenannter Engländer (?), um 1545

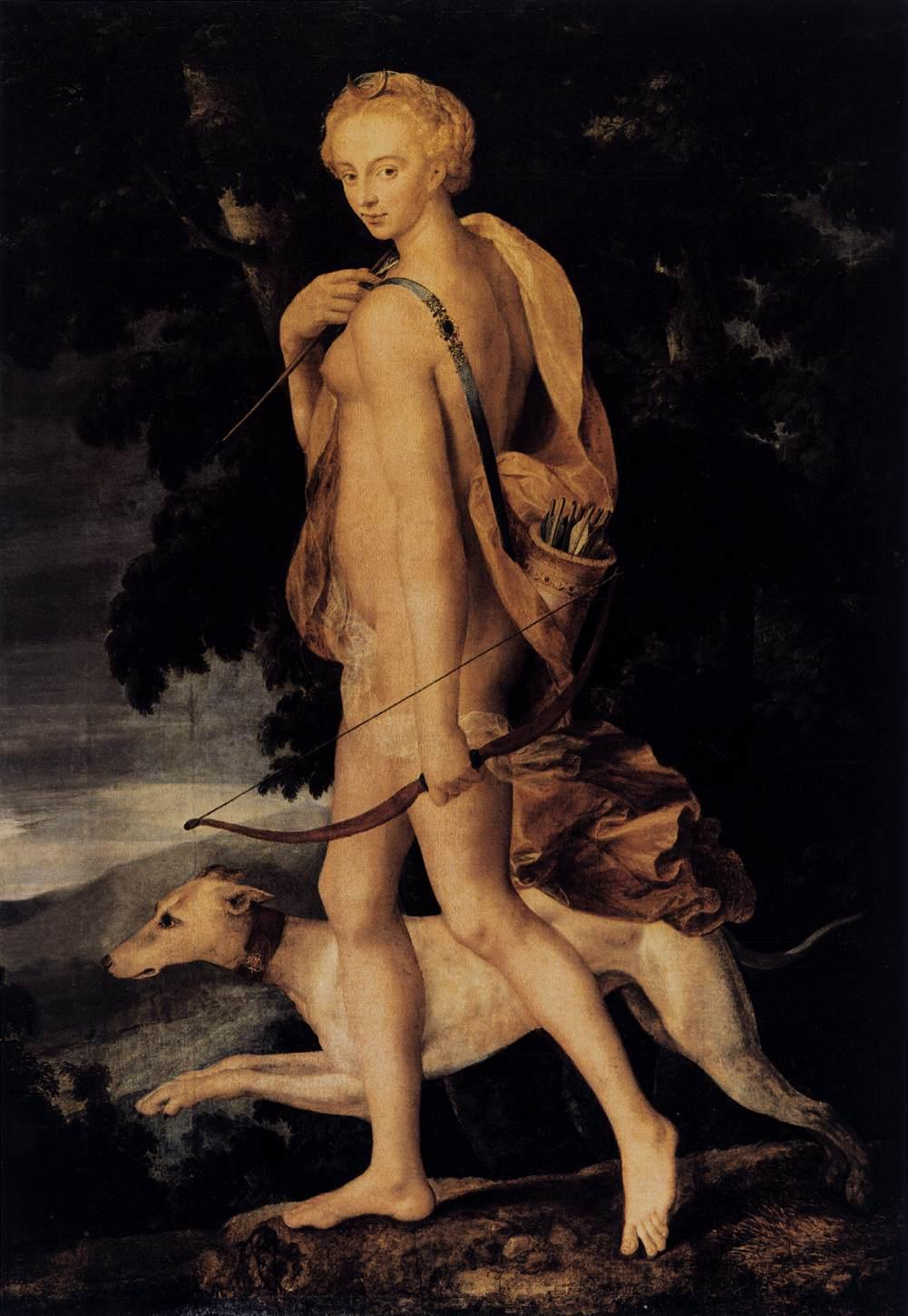
Schule von Fontainebleau: Diane de Poitiers als Diana, um 1550–1560

In der Mitte des Jahrhunderts wird Diane de Poitiers, die berühmte Maitresse Heinrichs II. von Frankreich, für ihre sagenumwobene Schönheit gefeiert. Die blonde Diane war zwanzig Jahre älter als ihr Geliebter, sah aber viel jünger aus, und versuchte ihr blendendes Aussehen und ihre 'ewige Jugend' durch rigorose Maßnahmen wie frühmorgendliche Ausritte zu Pferd, tägliche Bäder, Diäten und selbst die regelmäßige Einnahme von Gold (!) in flüssiger Form (aurum potabile) zu bewahren. Das Letztere führte allerdings auf Dauer zu einer Vergiftung, die mittlerweile wissenschaftlich nachgewiesen ist: 2008–2009 fand man bei einer wissenschaftlichen Analyse eines ihrer Haare 500-mal höhere Werte von Gold darin als normal, und auch erhöhte Quecksilberwerte. Sie wurde auch zu einer Muse der französischen Kunst in der Schule von Fontainebleau. Diese gehört zum sogenannten Manierismus, der ein Ideal von schlanken Körpern mit überlangen Gliedmaßen (Hals, Arme und Beine) vertrat (siehe auch: Bartholomäus Spranger, Hans von Aachen).

Während der Zeit der Gegenreformation und der spanischen Mode (ca. 1550–1610/20) setzt man bei beiden Geschlechtern allerdings tatsächlich wieder mehr auf hohe schlanke Silhouetten – trotz wattierter und ausgestopfter Ärmel, Hosen und Bäuche. Frauen tragen unter ihren langen Röcken sogar hohe Chopine (eine Art Kothurn) um größer und schlanker zu wirken. Ein stark geschnürtes Mieder sorgt für eine gerade Haltung, der Busen wurde dabei flach gedrückt. Der elegante Herr im späten 16. Jahrhundert hat kurzes Haar und häufig einen vornehm gestutzten Bart (sogenannter Henri IV.-Bart, oder Kombination aus Schnurr- und Kinnbart) – wegen der modernen hochgeschlossenen Halskrausen wäre ein allzu langer Bart kontraproduktiv. Schöne Männerbeine sind mehr denn je gefragt und werden zur Schau gestellt.

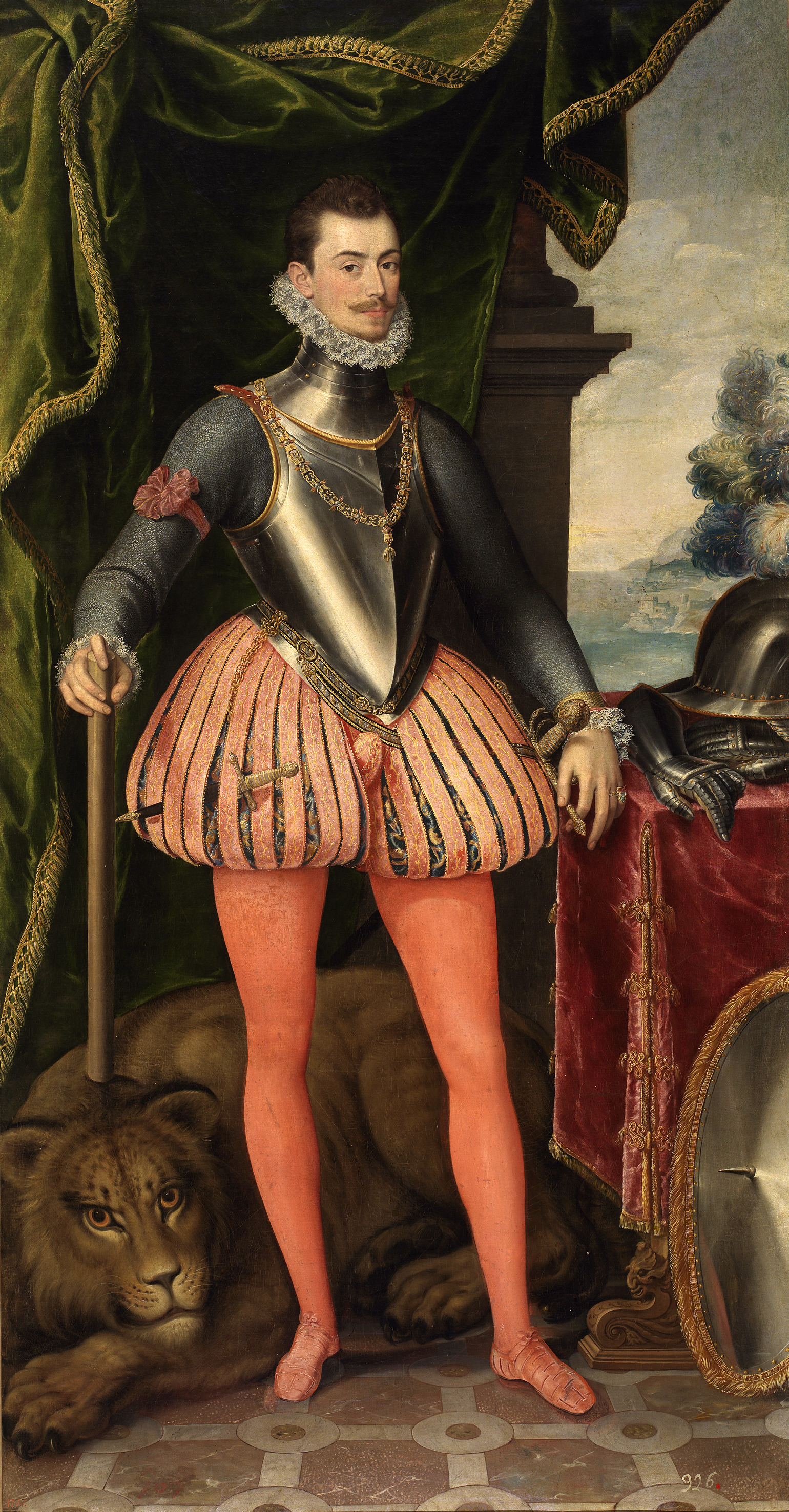
Anonymus oder Juan Pantoja de la Cruz (?): Don Juan d’Austria, um 1570
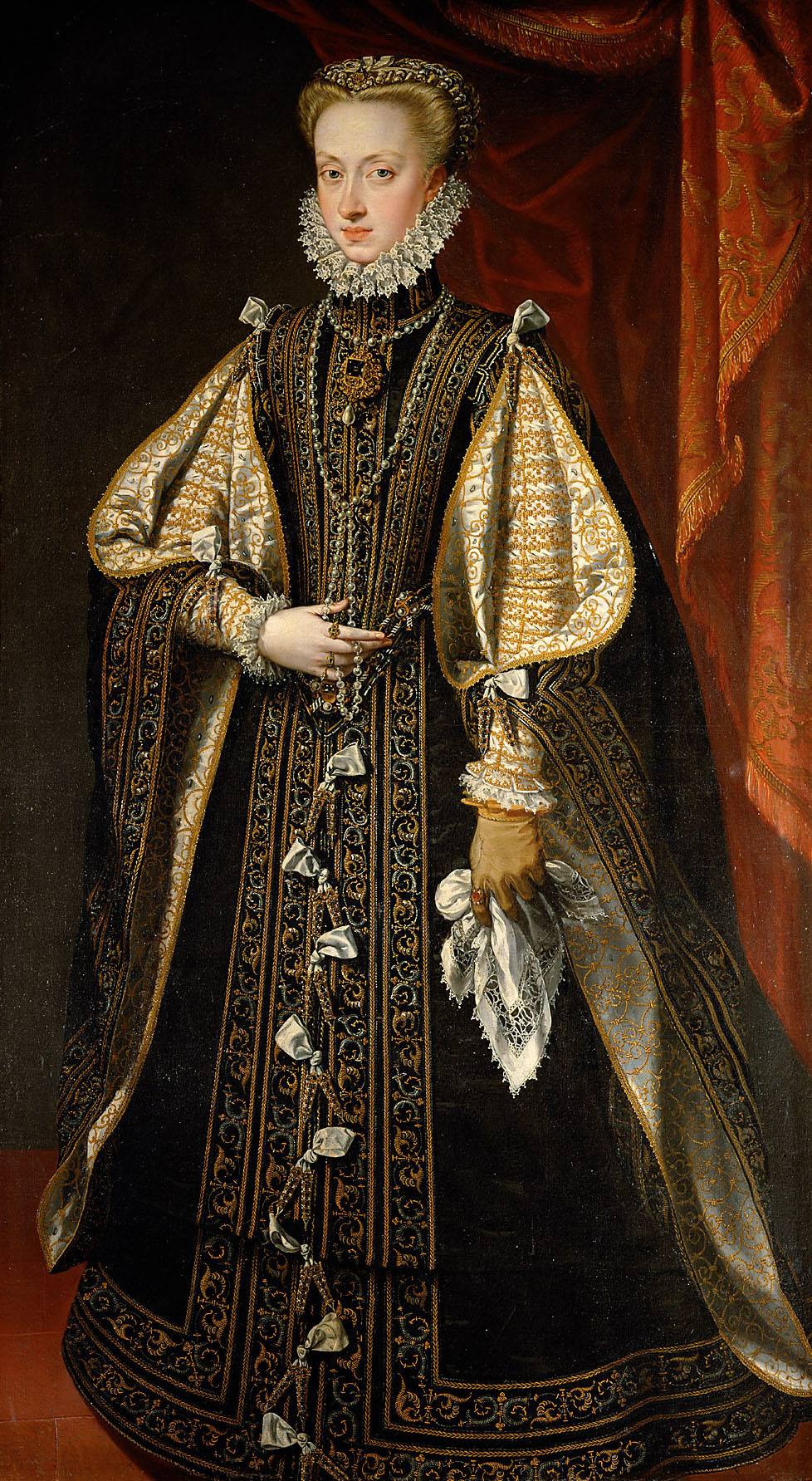
Alonso Sánchez Coello: Anna von Österreich, Königin von Spanien, 1571
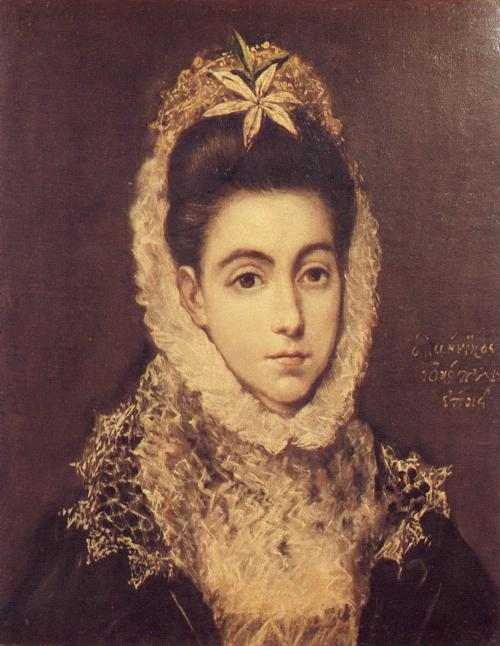
El Greco: Dame mit Lilie im Haar, ca. 1590–1600. Die Spanierin hat etwas Madonnenhaftes, auch die weiße Lilie symbolisiert Reinheit.

### Barock und Rokoko

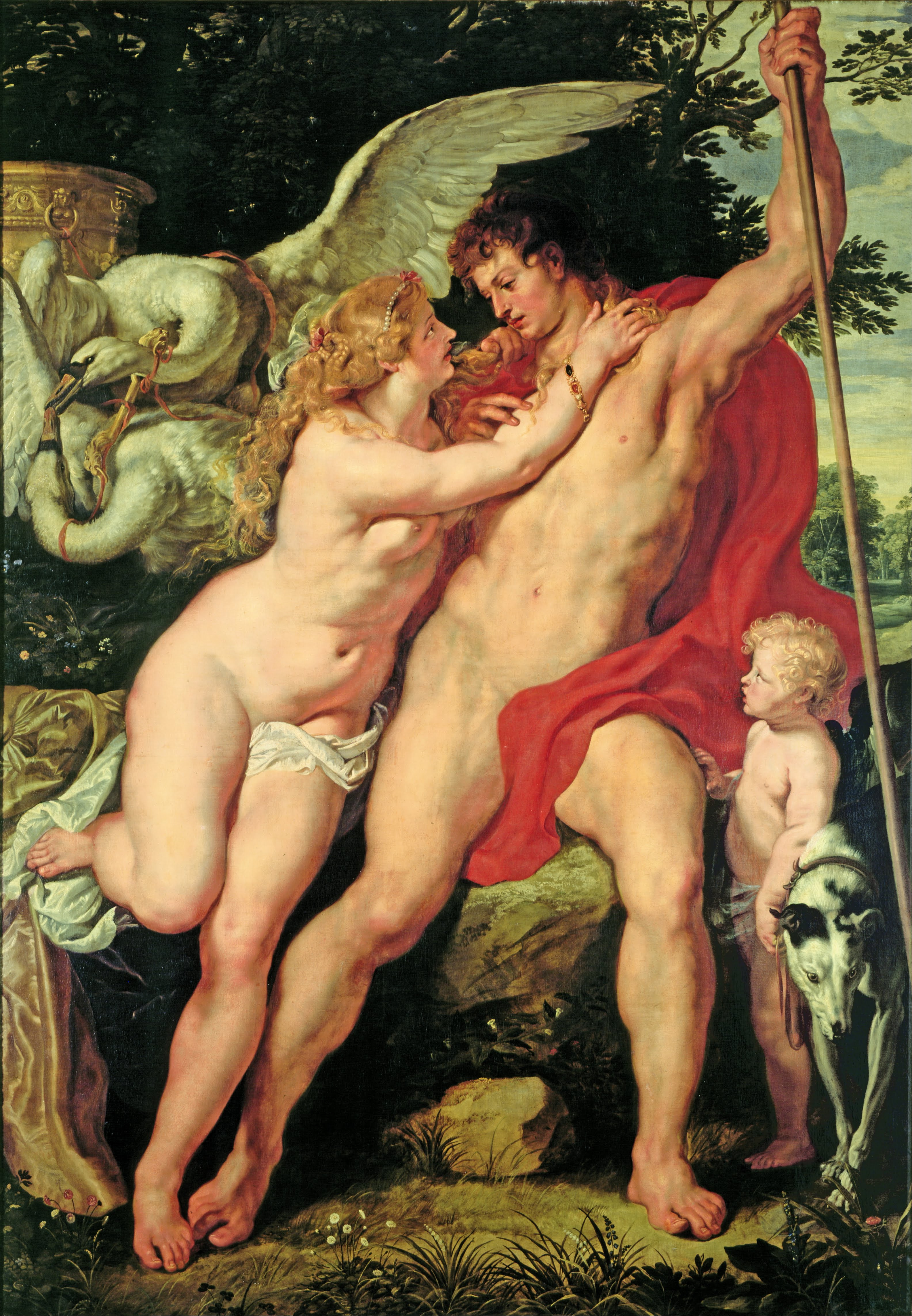
Peter Paul Rubens: Venus und Adonis, um 1610

Nach allgemeiner Ansicht standen im Frühbarock üppige Formen bei Frauen hoch im Kurs, die Mode zur Zeit des dreißigjährigen Krieges (1618–1648) kam jedenfalls bei beiden Geschlechtern einem fülligeren Körperbau sehr entgegen, da nun große, weich drapierte Stoffmengen und hoch angesetzte Taillen modern wurden (selbst bei Rüstungen!), die einen Hang zur Korpulenz kaschieren oder sogar vortäuschen konnten. Auf den Barockmaler Peter Paul Rubens, der berühmt ist für seine Darstellungen kräftig gebauter Frauen mit üppig überbordenden Rundungen, geht die Bezeichnung „Rubensfigur“ zurück; in späterer Zeit wurden auch die sogenannten „barocken Formen“ sprichwörtlich.

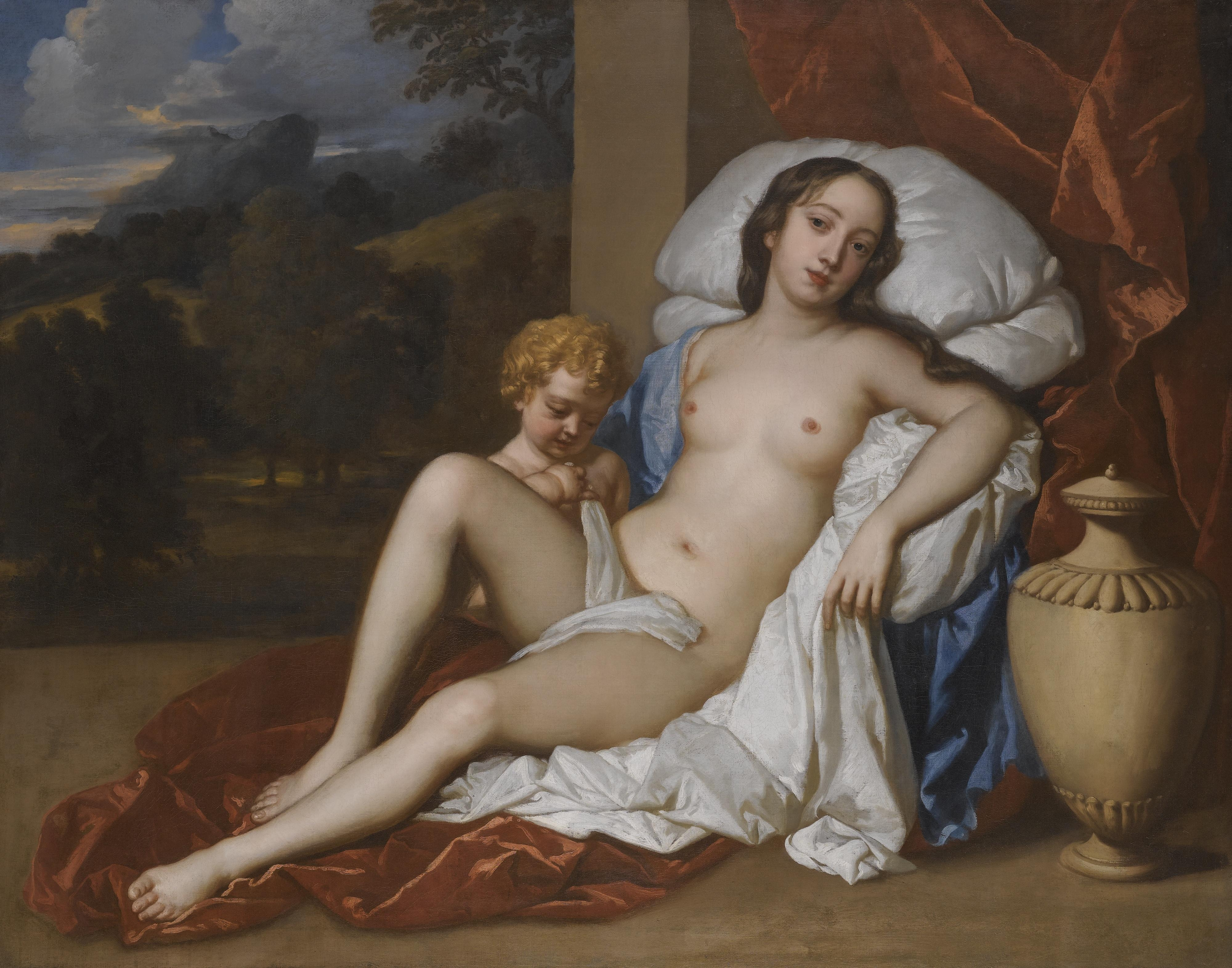
Peter Lely: Venus und Cupido, um 1665; möglicherweise ein Porträt von Nell Gwyn, einer berühmten Schauspielerin und Maitresse Charles II. von England.

Doch spricht vieles dafür, dass derart ausladende und kräftige weibliche Figuren eher ein individuelles – oder vor allem für Flandern und die Niederlande geltendes – Ideal waren, und keineswegs als allgemein geltendes Schönheitsideal gelten können, da andere Maler der Zeit, wie Guido Reni, Domenichino, Poussin, van Dyck, Peter Lely u. a., deutlich schlankere, wenn auch nicht 'magere', Damen malten. Auch die Mode-Stiche von Wenzel Hollar zeigen eher 'normal' schlanke Frauen, und keine Rubensfiguren. Ab mindestens 1660 – also ab dem Hochbarock – begann man außerdem in der eleganten französischen Mode unter Ludwig XIV., sehr schmale Taillen zu bevorzugen, die mit allzu großer Leibesfülle in der Realität nicht zu vereinbaren waren; die Silhouette war nun sogar insgesamt ziemlich schlank und hoch, auch der Rock zwar in den Hüften etwas gebauscht, aber insgesamt nicht besonders weit. Allerdings sollte gleichzeitig der Busen wohlgeformt (aber nicht zu groß) und die Schultern und Arme rund und weich sein – sichtbare Schulterknochen wurden als 'mager' eingestuft und waren nicht erwünscht. Überhaupt wurde sehr viel Wert auf die Schönheit von Hals, Dekolleté, Armen und Händen gelegt, da diese in der Mode zwischen ca. 1630 und 1790 zum großen Teil unbedeckt und ständig zu sehen waren.
Ab Mitte des 17. Jahrhunderts wird also für fast drei Jahrhunderte – mit der Ausnahme einiger Jahrzehnte nach der französischen Revolution und zu Beginn des 19. Jahrhunderts (sog. Directoire-Mode) – die 'Sanduhrform' zum Zeichen der idealen Weiblichkeit, die in dieser Extremform nur mithilfe von stark geschnürten Korsetten möglich wurde. Im Gegensatz zu den Frauen und zu anderen Epochen (Gotik/Frührenaissance, 19. Jahrhundert) durfte der barocke Herr gerne ein wenig Bauch haben, aber schöne Beine und besonders Waden waren aufgrund der Kniehosen mit anliegenden Seidenstrümpfen nach wie vor ein Trumpf, und wurden mithilfe von zierlichen Schuhen mit Schnallen oder Schleife und hohen Absätzen auch besonders vorteilhaft zur Geltung gebracht.
Im 17. Jahrhundert gab es mehrere Porträtsammlungen schöner Frauen, in denen die Ideale der Zeit vorgeführt wurden, so die Galerie schöner Hofdamen Ludwigs XIV. in Versailles, zu denen auch Porträts seiner Maitresse Madame de Montespan gehörten. Die sogenannten „Windsor Beauties“ ist eine ähnliche Reihe von Porträts englischer Hofdamen, die der Maler Peter Lely in den 1660er Jahren im Auftrage der Herzogin von York Anne Hyde ausführte. Der Kardinal Flavio Chigi ließ sich eine Galerie römischer Schönheiten (Stanza delle Belle) in seinem Familiensitz in Ariccia einrichten – unter den Porträtierten befanden sich Maria Mancini und ihre Schwester Ortensia, zwei ehemalige Mätressen Ludwigs XIV; Maria war inzwischen auch die eigene Geliebte des schönen Kardinals. Auch der bekannte Lebemann und Schöngeist Roger de Bussy-Rabutin umgab sich in seinem Exil auf Schloss Bussy-Rabutin mit einer ganzen Galerie von Bildnissen schöner Frauen aus seiner adeligen Bekanntschaft. Bei allen Beispielen handelte sich allerdings immer und ausschließlich um Bilder adeliger Damen aus einem höfischen Umkreis, es ging dabei nicht nur um ideale Schönheit, sondern auch um den sozialen Status und die Vornehmheit der Betreffenden.
Es fällt außerdem auf, dass keine Galerien 'schöner' Männer bekannt sind, stattdessen hatte z. B. der erwähnte Bussy-Rabutin auf seinem Schloss lange Galerien von Staatsmännern, Feldherren und Königen von Frankreich. Männer wurden also wegen anderer Qualitäten wie Kraft, Macht, Intelligenz geschätzt, sie mussten nicht unbedingt schön sein. Intelligenz und Esprit gehörten allerdings spätestens seit der Renaissance auch zum Repertoire der schönen Frau.

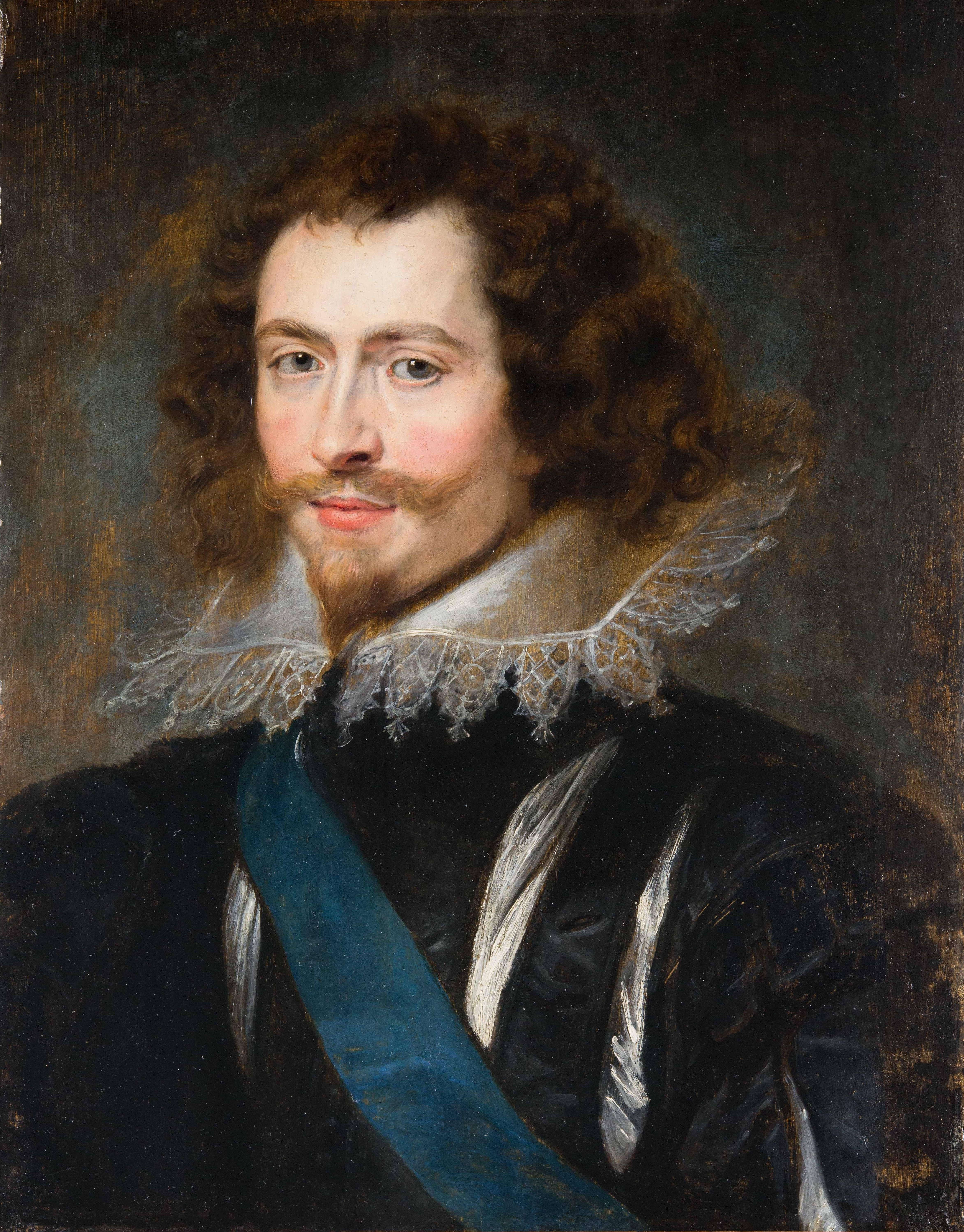
Rubens: George Villiers, 1. Duke of Buckingham, 1625. Der englische Herzog und Favorit Charles’ I. war anerkanntermaßen einer der schönsten Männer seiner Zeit.
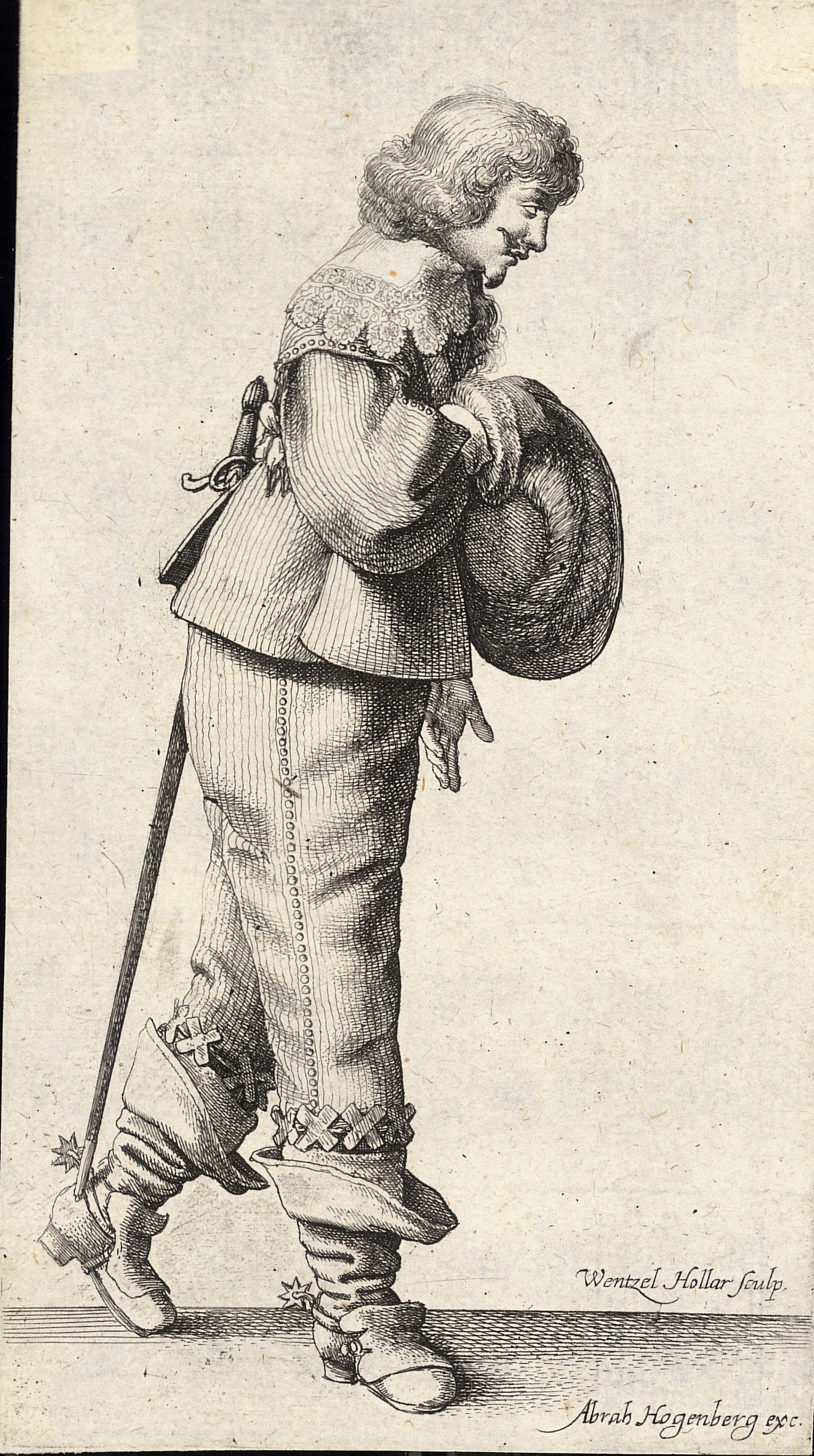
Wenzel Hollar: Edelmann der sich verneigt (The bowing gentleman), ca. 1630
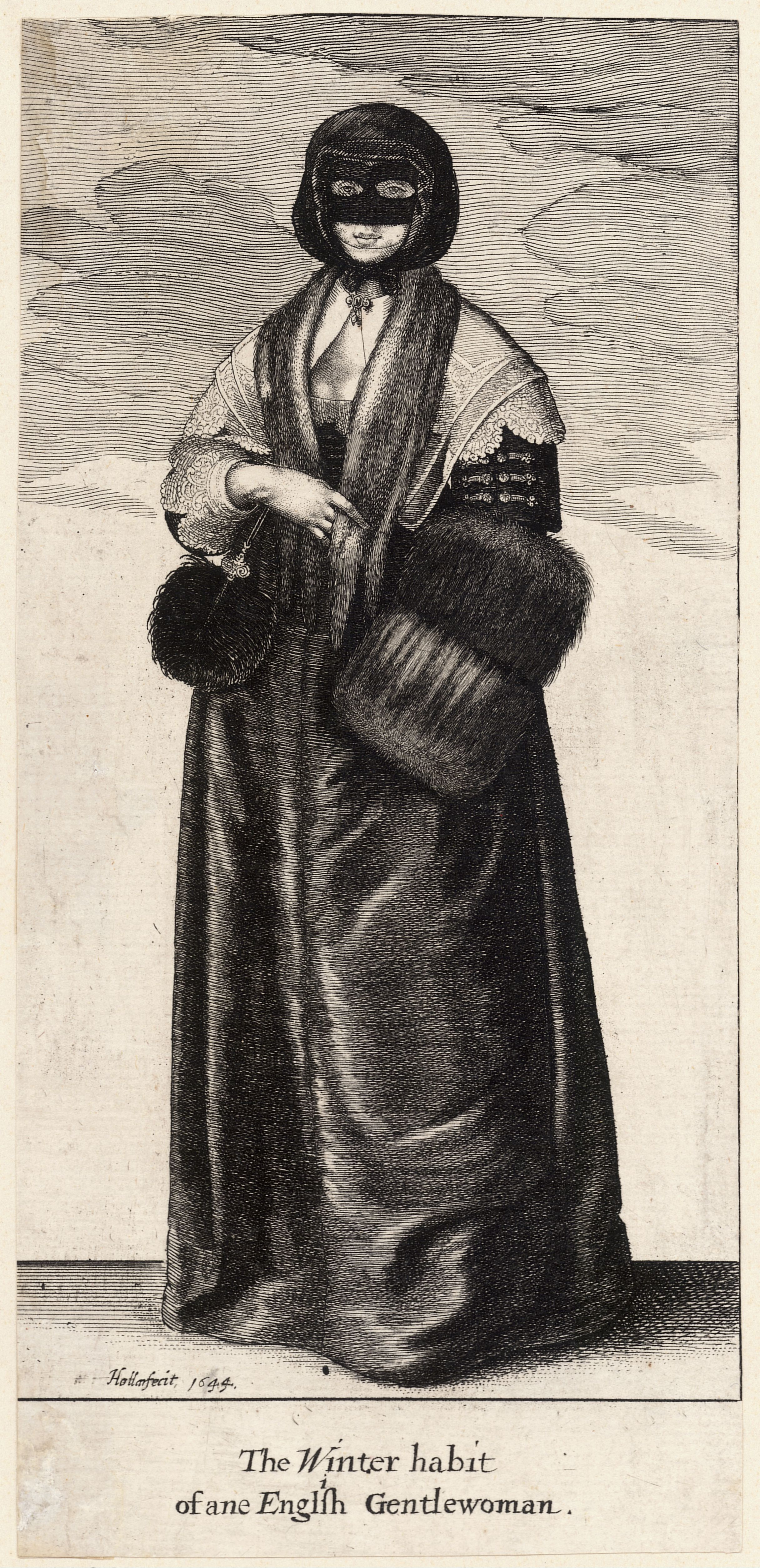
Wenzel Hollar: Englische Dame im Winter-Habit mit Muff und Maske, um 1630. Die Maske sollte die Haut gegen Kälte und Sonne schützen.
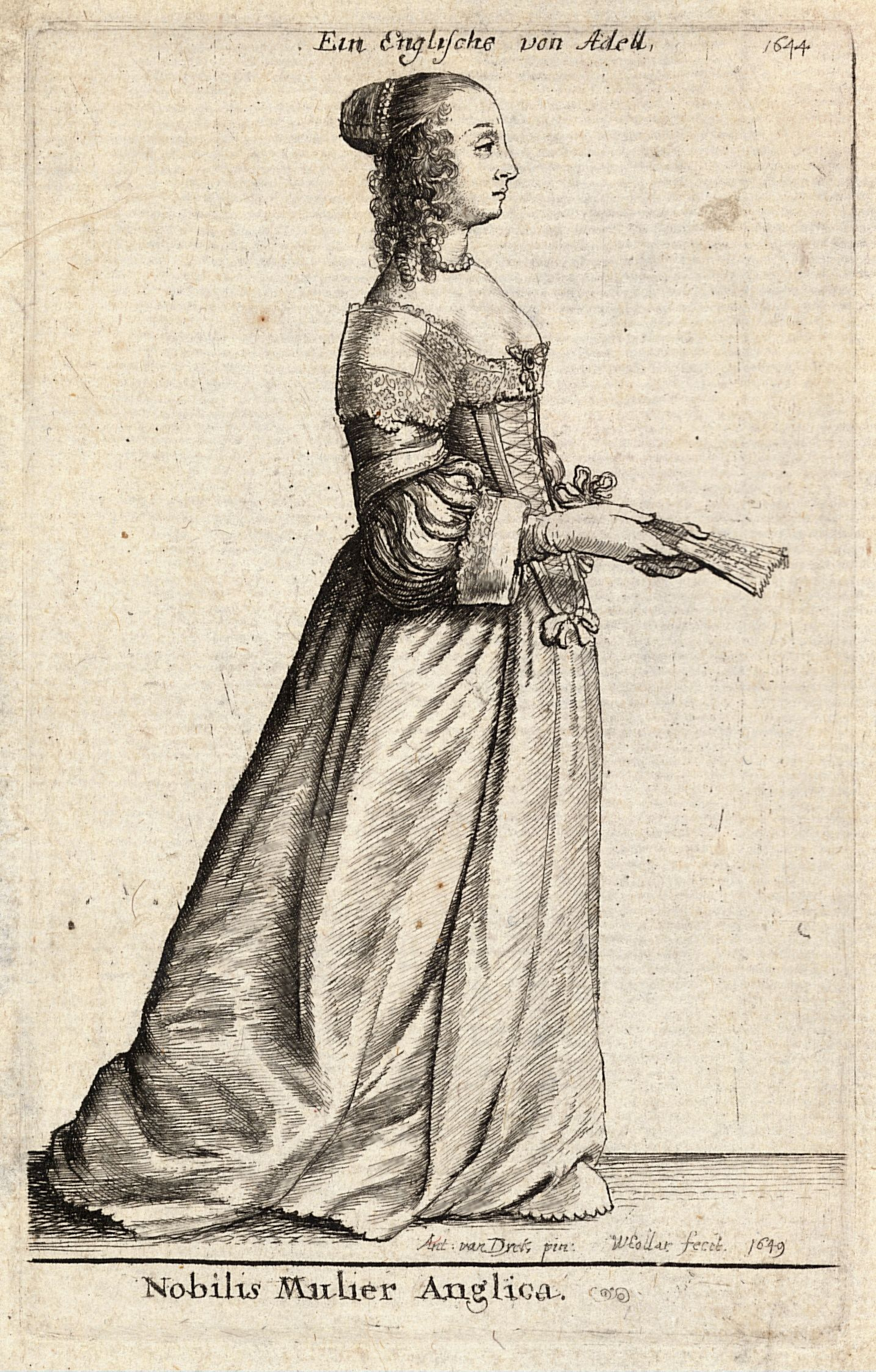
Wenzel Hollar: Ein Englische von Adell (sic), um 1650
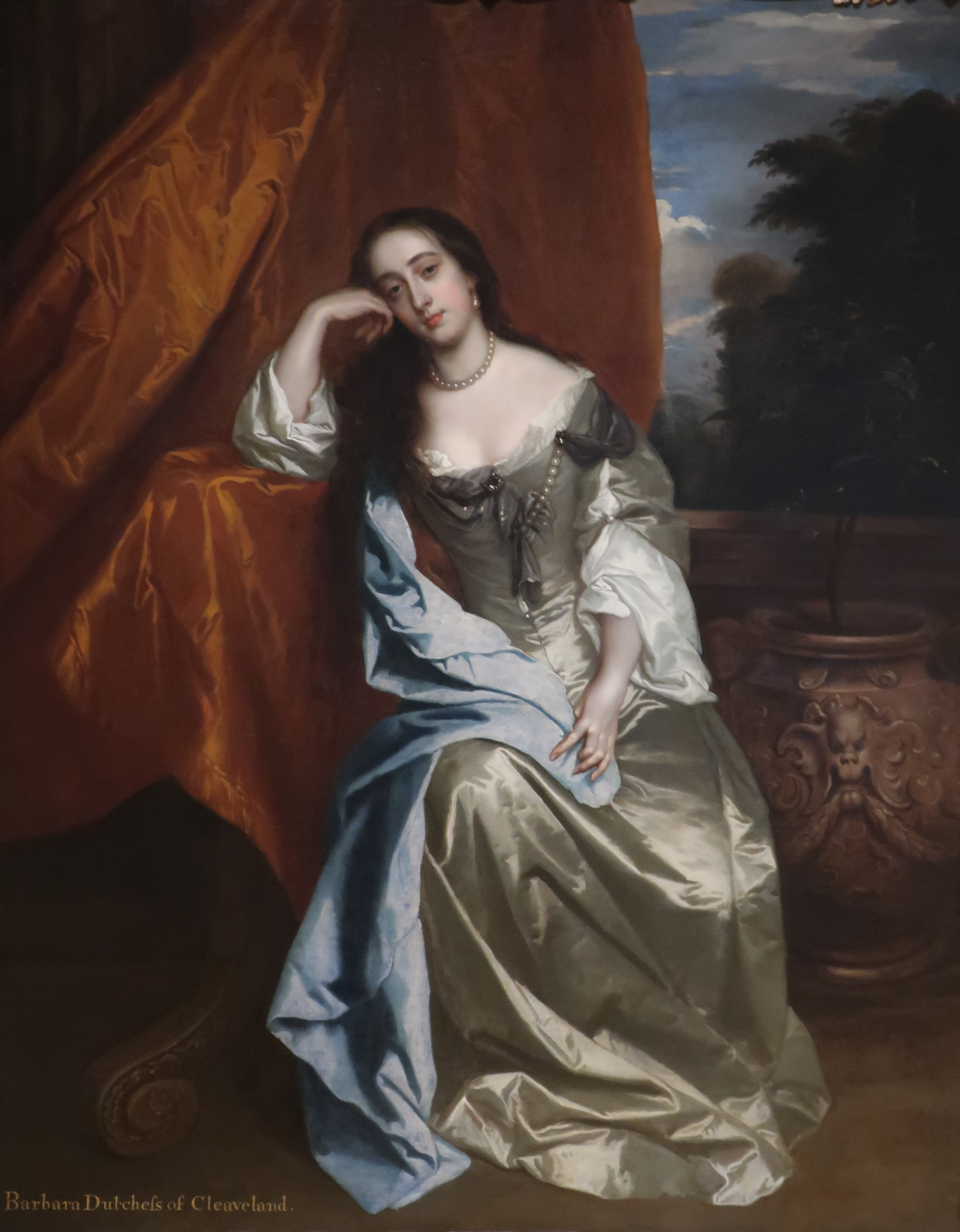
Barbara Villiers war die berühmteste Maitresse Charles II. von England. Porträt von Peter Lely, 1660er Jahre.
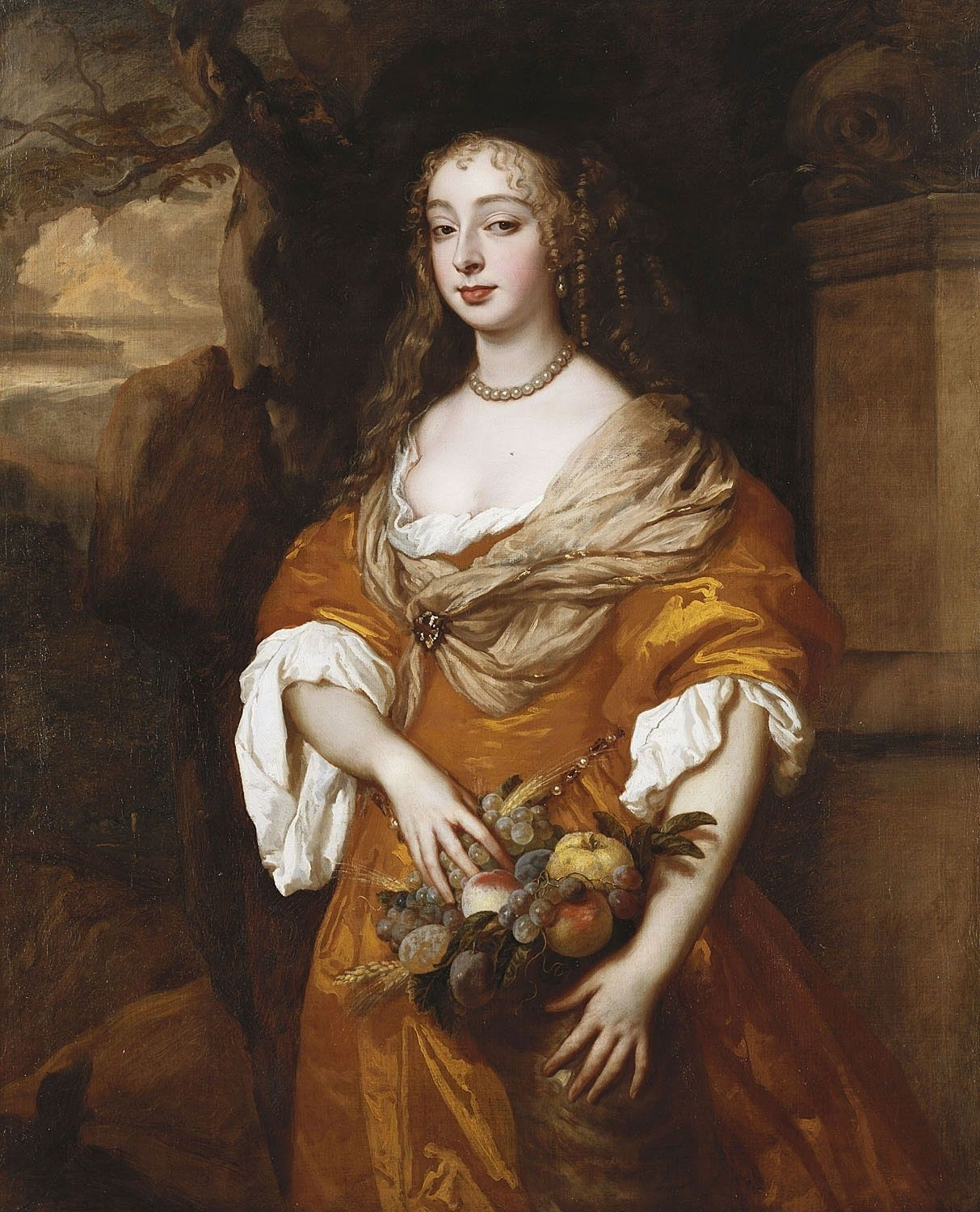
Jane Needham, verheiratete Mrs. Myddleton, wurde von John Evelyn als 'berühmte und in der Tat unvergleichliche Schönheit"[51] bezeichnet, weigerte sich jedoch die Geliebte Charles' II. zu werden. Dieses Porträt zählt zur Reihe der „Windsor Beauties“ von Peter Lely, ca. 1663–1665.

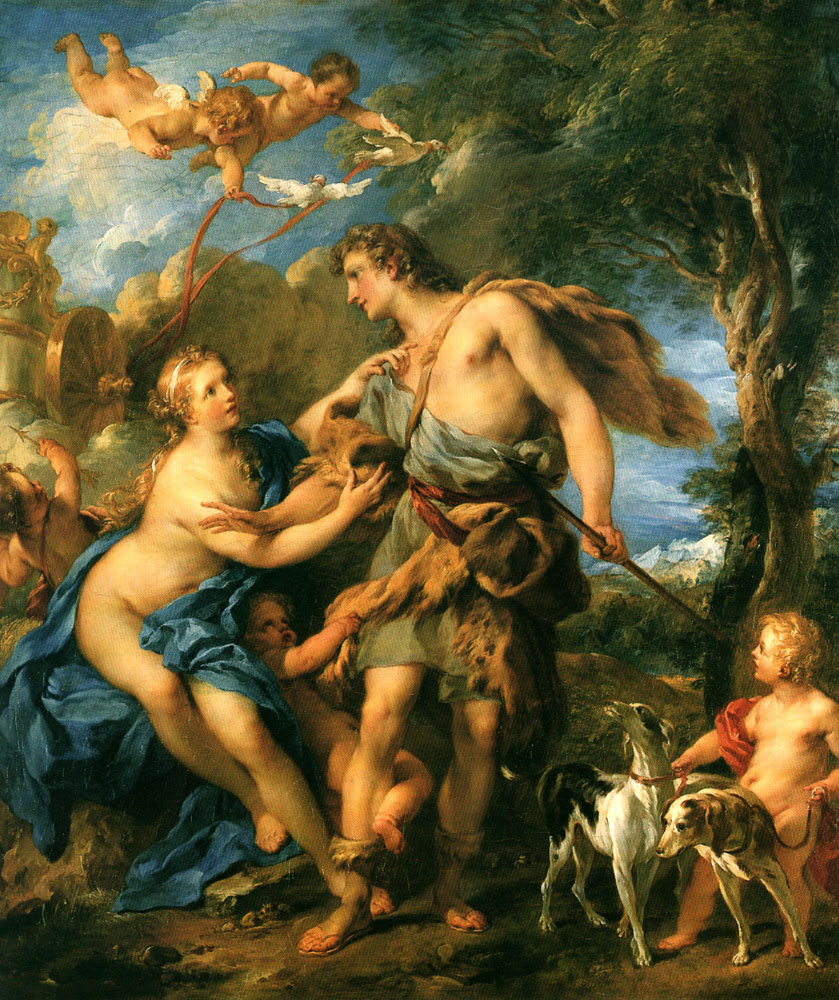
Francois Lemoyne: Venus und Adonis, ca. 1729. In der Welt der idealen Erotik und Schönheit ändert sich wenig...

Wie schon in den Jahrhunderten (bzw. Jahrtausenden) zuvor, war im gesamten 17. und 18. Jahrhundert weiße Haut modern, und wurde zum Teil mithilfe von Schminke – insbesondere dem lange bekannten und nicht ungefährlichen Bleiweiß – und Puder noch betont. In der Mitte des 17. Jahrhunderts schützten Damen ihre Haut nicht nur durch breitkrempige Hüte gegen die Sonne, sondern auch mit Masken, die aber auch gegen andere Witterungseinflüsse, wie winterliche Kälte, helfen sollten; es gab auch Sonnenschirme, die von Maria de Medici um 1600 am französischen Hof eingeführt wurden, und die gelegentlich von Pagen getragen wurden. Im Frühbarock galt dunkles Haar bei Frauen als schön, sogar Blondinen färbten sich ihr Haar mit einem schwarzen Puder dunkler. Männer trugen im Frühbarock oft gezwirbelte Schnurrbärte und Spitzbärte, die jedoch nach und nach kleiner wurden, bis um 1650/1660 nur noch ein kleiner dünner Schnurrbart stehenblieb, der um 1680 auch noch verschwand. Von da an war das glattrasierte Gesicht für den Mann über 100 Jahre lang Pflicht.

Im Barock liebte man langes lockiges Haar, sowohl bei Frauen, als auch bei Männern. Da diese Mode bei Männern immer extremer wurde und durchaus nicht ganz unproblematisch war (wegen der Tendenz zur Glatzenbildung), kam unter Ludwig XIV. um 1670 die Allongeperücke auf, die eine überbordende und lange Lockenpracht vortäuschte. Ab dem frühen 18. Jahrhundert wurden die Perücken weiß gepudert, sie wurden jedoch nach dem Tode Ludwigs XIV. (1715) nach und nach kleiner, bis nur noch die typische kleine Rokokofrisur mit seitlich aufgesteckten Locken und hinten zusammengefasstem Haar übrigblieb. Auch die Frauen puderten sich ihr Haar vom 18. Jahrhundert an weiß, und im Spätbarock kamen gepuderte Perücken auf, die zunächst klein waren und etwa ab 1765 anwuchsen – bis zu ungeheuren Dimensionen um 1780.
Der Schönheitsaufwand war also bei Männern und Frauen im späten 17. und gesamten 18. Jahrhundert immens, nahm allerdings bei den Frauen im Rokoko extreme Züge an, als auch noch Reifröcke (Panier) modern wurden, die die geschnürte Taille optisch winzig erscheinen ließen. Es war außerdem besonders in der französischen Aristokratie des 18. Jahrhunderts üblich, dass man sich stark schminkte und Schönheitpflästerchen (Mouches) auflegte: Es soll vorgekommen sein, dass Frauen für einen Ball soviel Schminke, Puder und Rouge auflegten, dass ihr eigener Mann sie nicht erkannte. Insgesamt kann das Ideal des Spätbarock und Rokoko (ca. 1720–1790) mit gewissem Recht als puppenhaft bezeichnet und mit den Figuren des Meißner Porzellan verglichen werden.

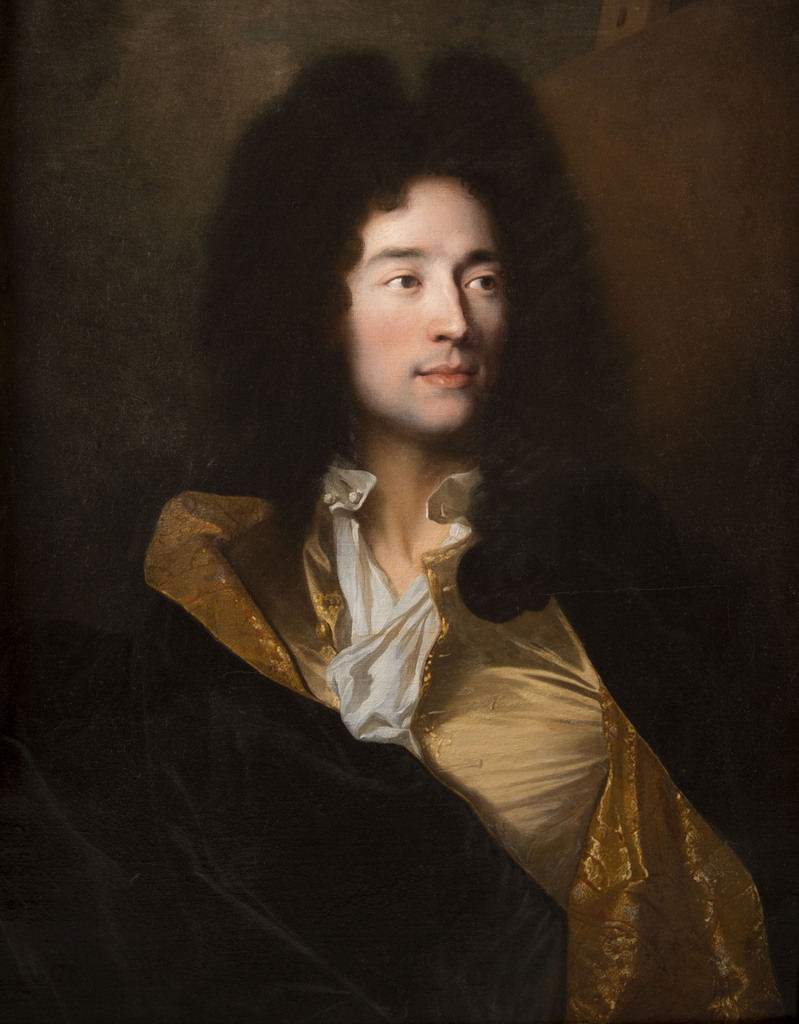
Hyacinthe Rigaud: Porträt von Gaspard Rigaud, ca. 1691. Der elegante Herr in der Ära Ludwigs XIV. trägt eine große Allonge-Perücke.
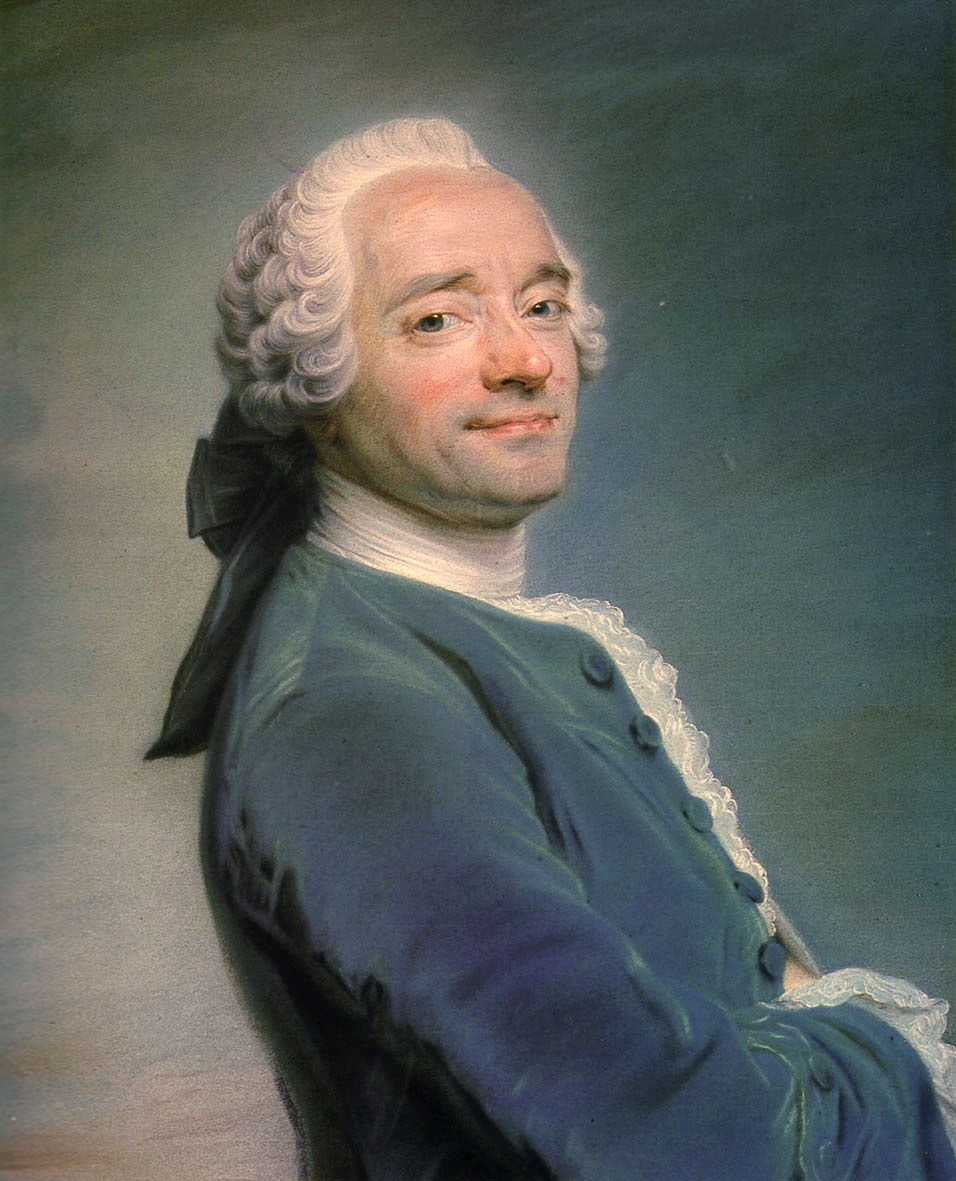
Maurice Quentin de La Tour: Selbstportrait, um 1750. Über 50 Jahre später trägt der Maler eine typische gepuderte Rokoko-Perücke mit Schleife.
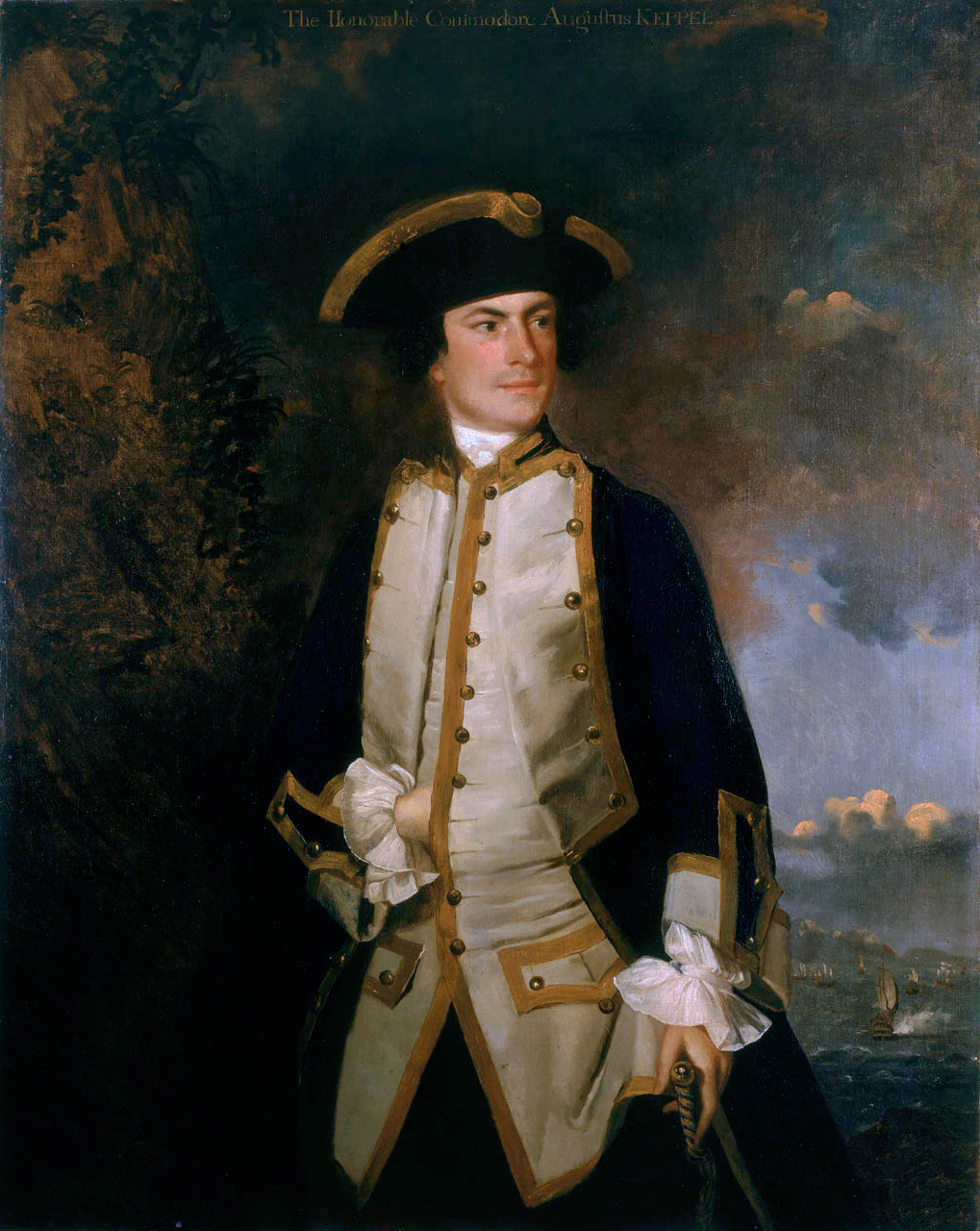
Joshua Reynolds: Augustus Keppel, 1749. Doch auch im Rokoko geht es zuweilen ohne Perücke.
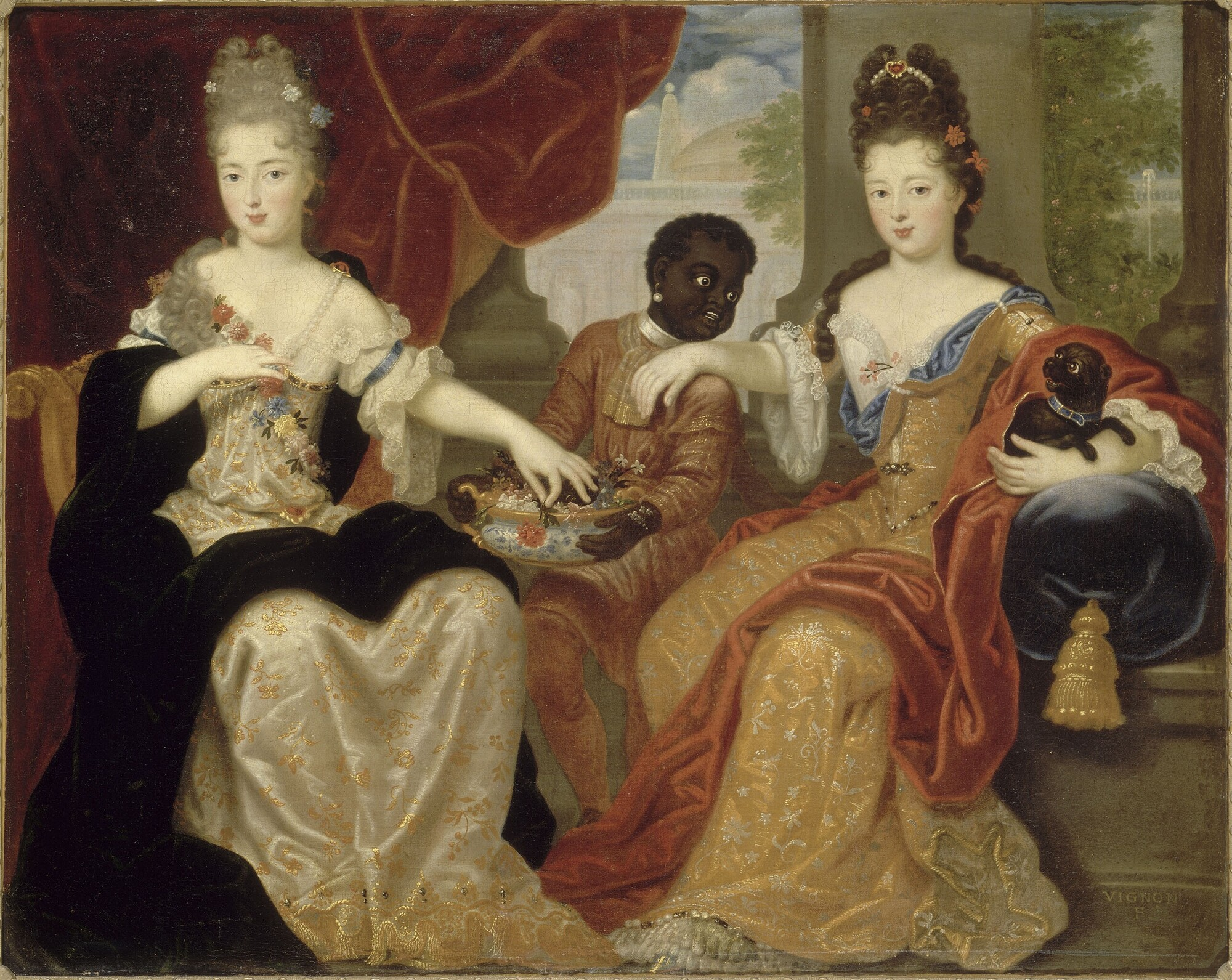
Philippe Vignon: Mademoiselle de Blois und Mademoiselle de Nantes (Töchter Ludwigs XIV. und der Madame de Montespan), um 1691
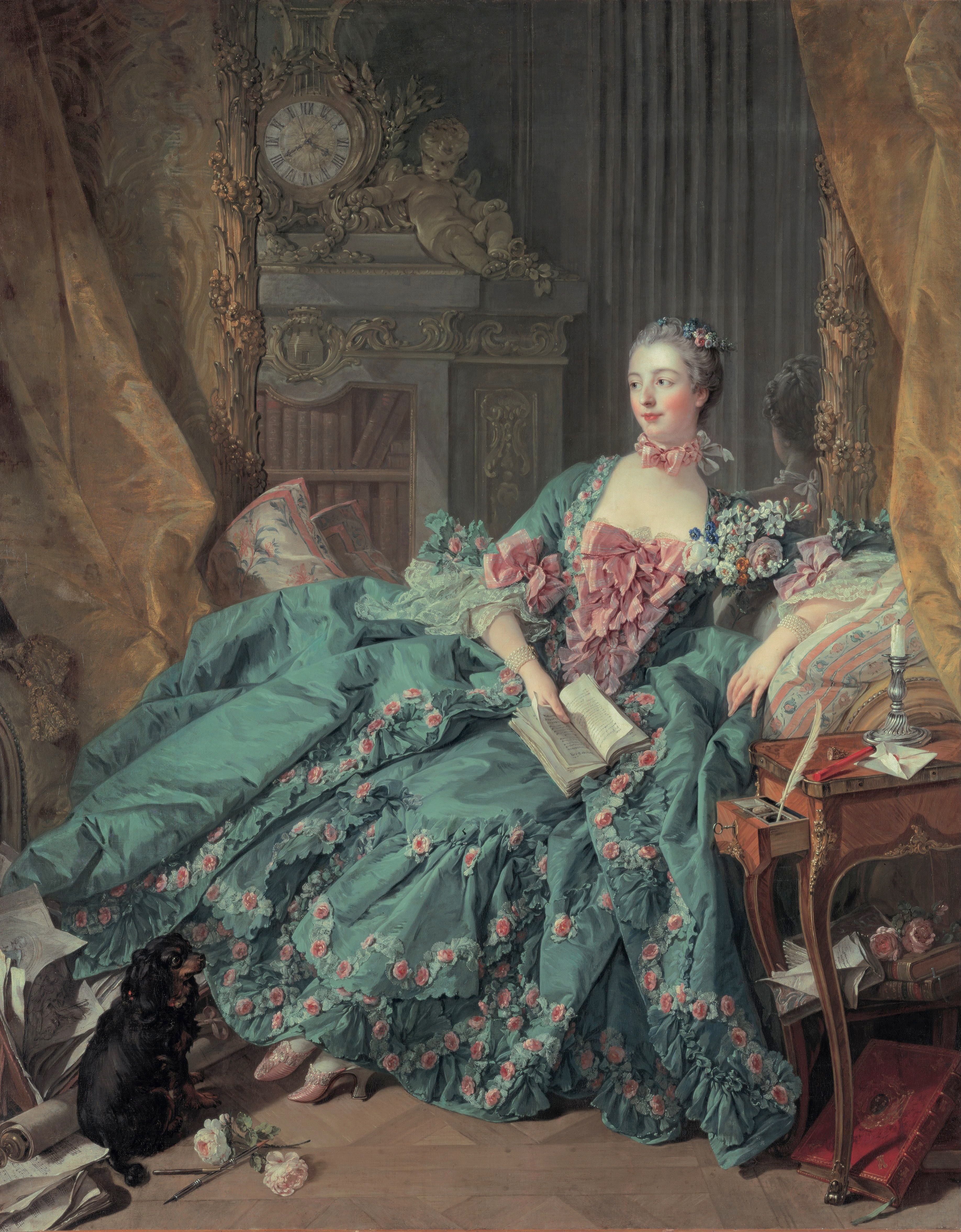
François Boucher: Madame de Pompadour, 1756. Die Maitresse und Freundin Ludwigs XV. galt als eine der schönsten und entzückendsten Frauen der Welt.
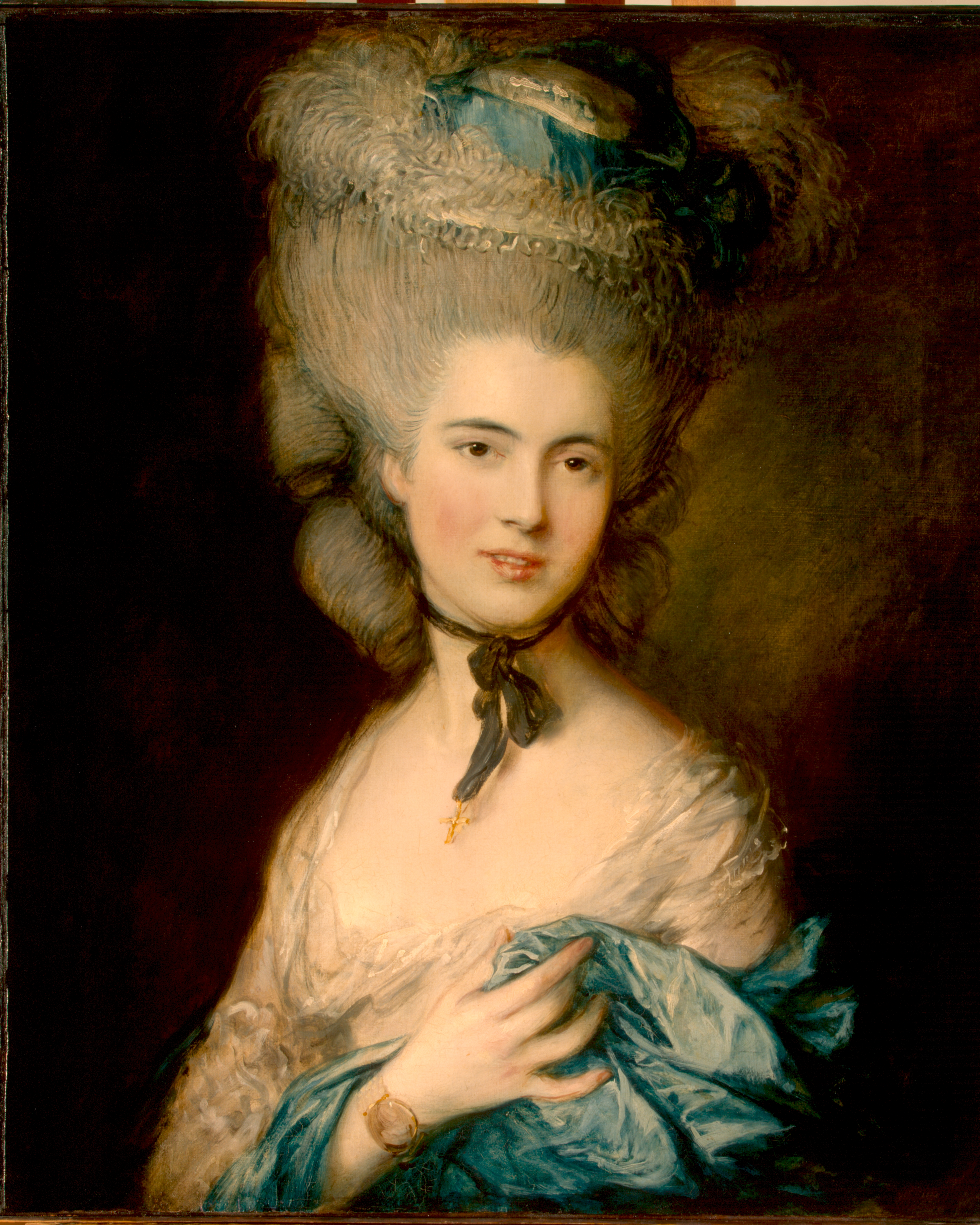
Thomas Gainsborough: Dame in Blau, um 1780

### 19. Jahrhundert

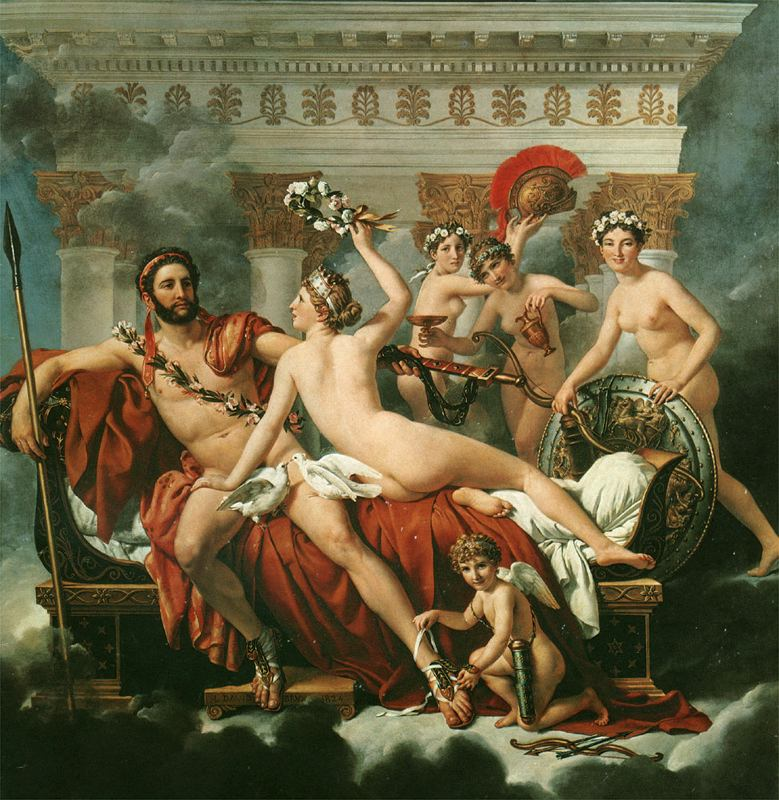
Jacques-Louis David: Mars von Venus entwaffnet, 1824

Nach 1790, also ab der französischen Revolution, und im frühen 19. Jahrhundert orientierte man sich stark an der griechischen und römischen Antike, der man allerdings in der Welt der Kunst auch vorher schon folgte. Doch nun wurde die Damenmode selber griechisch, und das Erscheinungsbild besonders der Frau so natürlich wie seit Jahrhunderten nicht mehr. Perücken und selbst das Korsett kamen aus der Mode, die Taille rutschte nach oben, die Kleider wurden schmal. Doch war das Schönheitsideal gerade wegen der Natürlichkeit (!) nach wie vor ein schlanker und wohlgeformter Leib, der jedoch nicht mager sein sollte, mit 'wohlgeformten' Schultern und Busen, und nach wie vor weiße Haut. Bei Frauen kam zum ersten Mal überhaupt in historisch dokumentierten Zeiten (und in Europa) eine (relative) Kurzhaarfrisur auf, wenn möglich mit Locken. Daneben war aber nach wie vor langes Haar modern, das man zu griechisch anmutenden Frisuren und Knoten hochsteckte. Auch bei Männern verschwand die Perücke und es kam um 1790 der sogenannte „Tituskopf“ auf, nach antikem Vorbild und ebenfalls mit gelocktem Haar.
Für Frisuren wurde im 19. Jahrhundert noch immer viel Zeit verwendet, besonders bei den Frauen. Zur Zeit von Restauration und Biedermeier um 1820 bis 1850 waren ausgesprochen komplizierte Frisuren mit seitlichen Locken und hochgestecktem Haar modern, die sich tendenziell am Barock des 17. Jahrhunderts orientierten, und auch Korsett und Reifrock (diesmal als Krinoline) – also die übersteigert weibliche Sanduhr-Figur – kamen in etwas anderer Form wieder in Mode. Die weiße Haut wurde noch bis weit ins 20. Jahrhundert durch breite Hüte und zierliche Sonnenschirme vor Sonnenschäden geschützt. Im Gegensatz zum Rokoko galt Schminke (Make-up) als moralisch bedenklich, was sich erst wieder in den 1920ern ändern sollte. Helle und pastellene Farben, und insbesondere auch Weiß unterstrichen die im wahrsten Sinne des Wortes „reine“ Weiblichkeit.

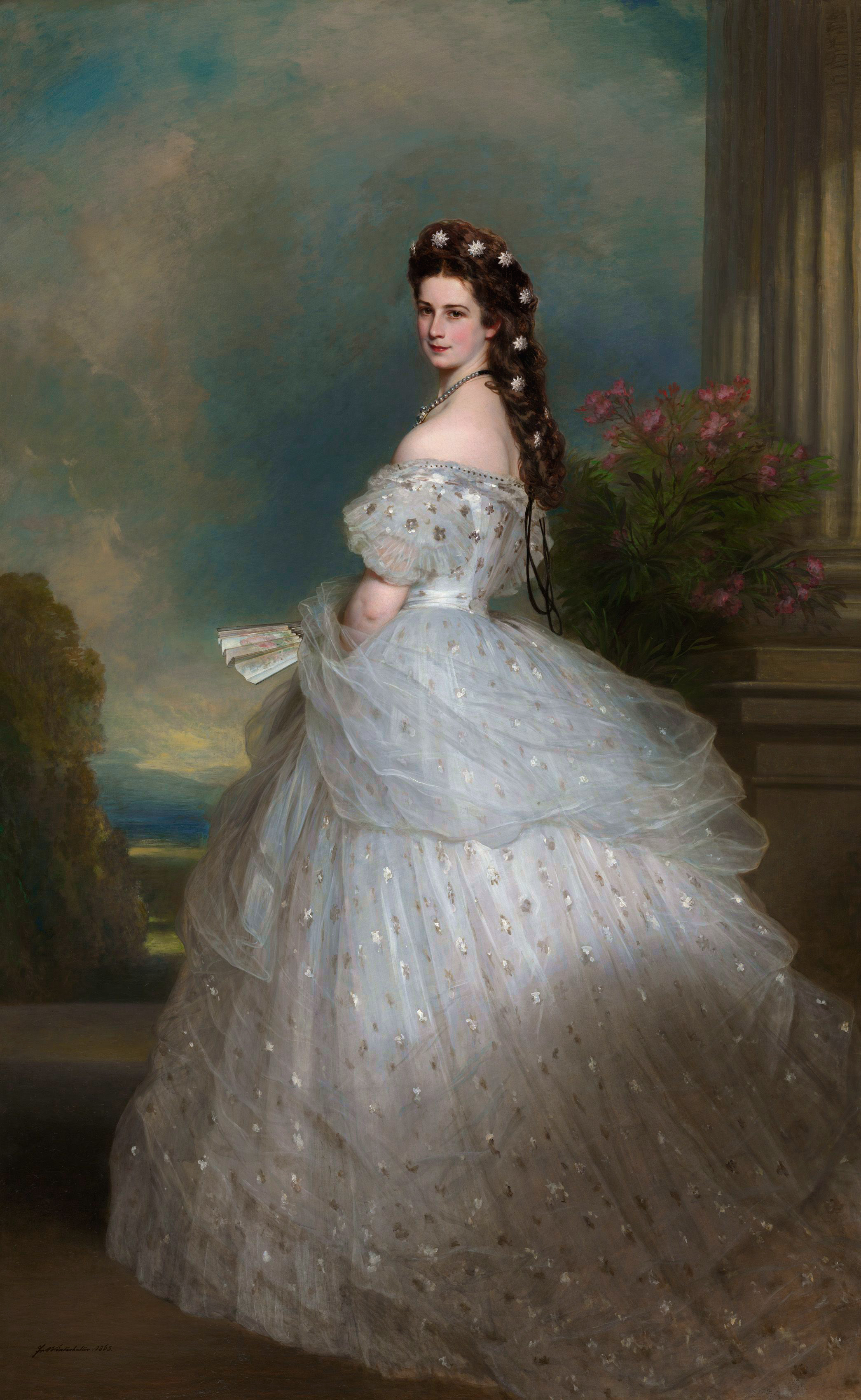
Kaiserin Elisabeth von Österreich („Sissi“) betrieb einen unerhörten Schönheitskult und wurde auch von außen zu einer Art Idol stilisiert. Gemälde von Franz Xaver Winterhalter, 1865

Aus dem 19. Jahrhundert sind einige bedenkliche Fälle von auf die Spitze getriebener Schlankheit bekannt: so löste der Fall einer 23-jährigen Dame der Pariser Gesellschaft Entsetzen aus, die man gerade noch wegen ihrer schmalen Taille bewunderte, als bekannt wurde, dass sie nur zwei Tage später verstarb, weil durch das starke Schnüren des Korsetts ihre Leber von drei Rippen durchbohrt war (!).
Auch die österreichische Kaiserin „Sissi“ betrieb einen wahren Schönheitskult, der viele Stunden am Tag beanspruchte, und sowohl rigide Diäten (z. T. mit Ochsenblut) als auch exzessiven Sport beinhaltete, der besonders für eine Frau ihrer Zeit vollkommen ungewöhnlich war. Allein das Frisieren und Flechten ihrer knielangen Haarpracht zu einer sehr individuellen aufwendigen Frisur dauerte 2 Stunden. Sie galt als eine der schönsten Frauen ihrer Zeit und wurde sehr bewundert, doch stieß ihre extreme – in Wahrheit magersüchtige – 'Schlankheit' und Sportlichkeit auch auf Befremden und Unverständnis.
Kaiserin Sissi bewunderte jedoch auch die Schönheit anderer Frauen und legte sich eine ganze Kollektion von Bildern schöner Frauen an, darunter auch ihre Schwester „Néné“. Schon ihr Onkel Ludwig I. von Bayern war ein so großer Verehrer weiblicher Schönheit, dass er sich eine heute berühmte Schönheitengalerie anlegte, für die er die 36 schönsten Frauen malen ließ, die er finden konnte – wobei es ihm völlig egal war, ob es sich um ein einfaches Bauernmädchen, eine Bürgerin oder eine Frau des Hochadels handelte. Auch folgte die Auswahl keineswegs einem völlig einseitigen Ideal, sondern umfasste ganz unterschiedliche Typen von Frauen, sowohl blauäugige Blondinen als auch dunkeläugige Brünette, und selbst die rothaarige Wilhelmine Sulzer; und es waren auch Ausländerinnen aus England, Italien, Griechenland und Irland darunter, und auch eine Dame von jüdischer Abstammung (Nanette Kaulla). Wichtig war dem König allerdings, dass die abgebildeten Damen einen „untadeligen Lebenswandel“ pflegten, Schönheit war für ihn untrennbar mit Tugend verbunden, und er nannte beispielsweise die zuerst gemalte Auguste Strobl: „die Schönste, die Tugendhafteste, die je geboren“.
Im 19. Jahrhundert wurde der Unterschied der Geschlechter besonders stark betont, dadurch dass es bei den Herren zunehmend als unmännlich galt, sich allzu sehr herauszuputzen. Im Gegensatz zu den Damen wurde die Herrenmode schon nach der Revolution praktischer, einfacher, die Farben dunkler – ein Einfluss des Bürgertums, das sich auch vor der Revolution schon weniger farbenfreudig als der Adel präsentiert hatte: „Der Mann schien auf das Recht auf Schönheit verzichtet zu haben und vor allem die Zweckmäßigkeit zu suchen.“ Waren in Romantik und Biedermeier bis etwa 1830 zumindest noch bunte Farbtupfer wie bestickte Westen üblich und auch raffiniert gewelltes oder gelocktes Haar, trugen Männer schon ab ca. 1820 fast nur noch unauffällige dunkle Farben. Im 19. Jahrhundert kam es zu einer Blüte des Militärs, und Herren aus Adelskreisen (wie z. B. Kaiser Franz Joseph I.) trugen sehr oft Uniformen, die auch in der Taille leicht geschnürt waren. Männer hatten vorwiegend kurzes Haar, dafür kamen ab den 1830er Jahren nach mehreren Jahrhunderten Pause auch wieder Vollbärte auf – zum Teil in beachtlicher Größe und Länge.

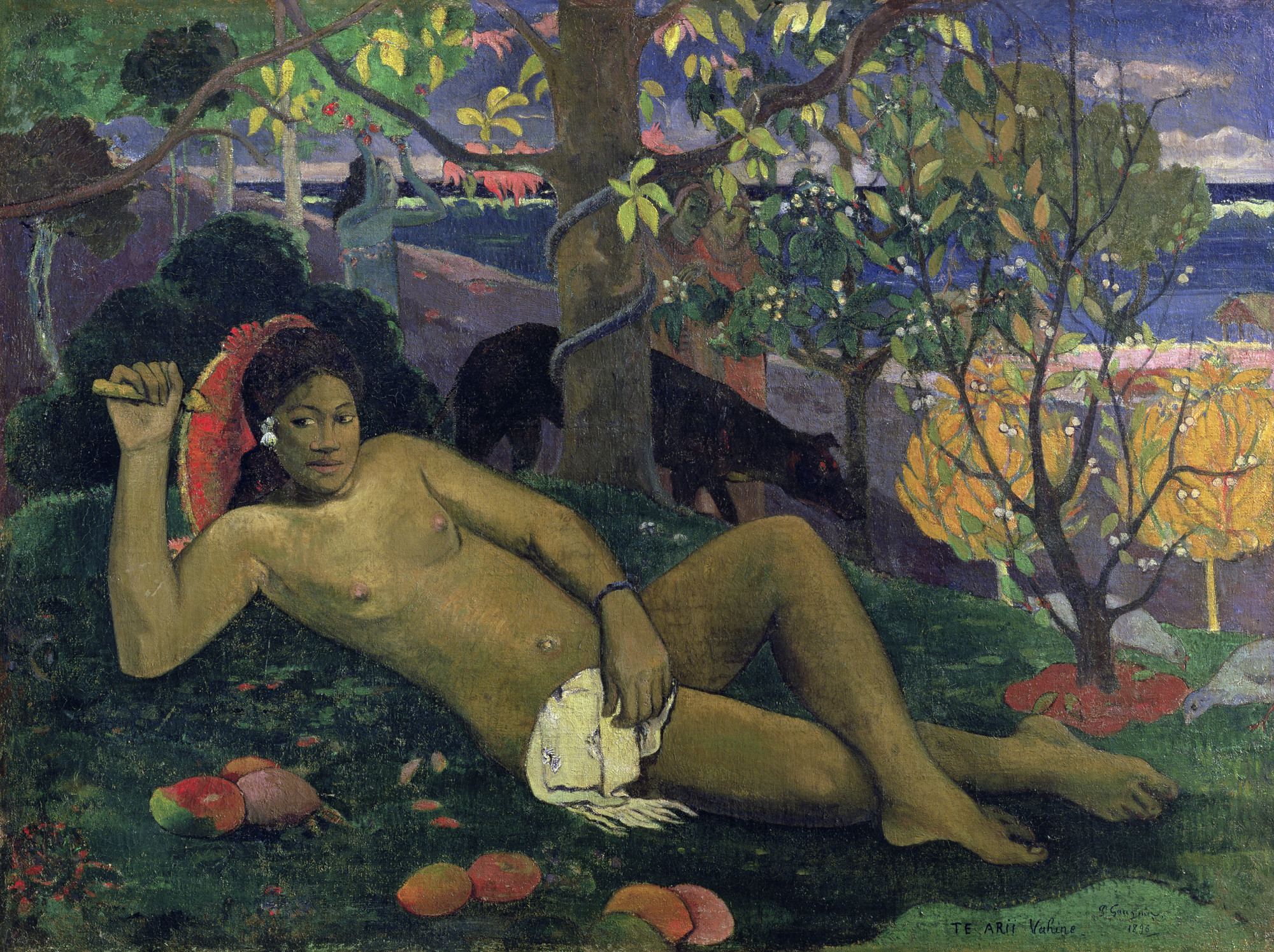
Paul Gauguin: Te arii vahine, 1896

Im 19. Jahrhundert setzte ein gewisses Interesse am Orient und an fremden Kulturen ein. Dies führte zum Teil auch zu einem Interesse an exotischer Schönheit, die jedoch meist in Form von reinen Fantasien, wie der Großen Harems-Odaliske von Ingres, dargestellt wurden und ein europäisches Schönheitsideal zeigen. Erst gegen Ende des Jahrhunderts tauchen im Werk von Paul Gauguin, der Jahre seines Lebens in Peru, auf Martinique und in Polynesien lebte, Frauen aus völlig anderen Kulturen mit dunkler Haut auf, die auch als schön dargestellt werden. Es war jedoch um 1900 sehr ungewöhnlich, dass ein europäischer Maler eine dunkelhäutige polynesische Frau wie in Gauguins Te arii vahine praktisch als Venus darstellte.

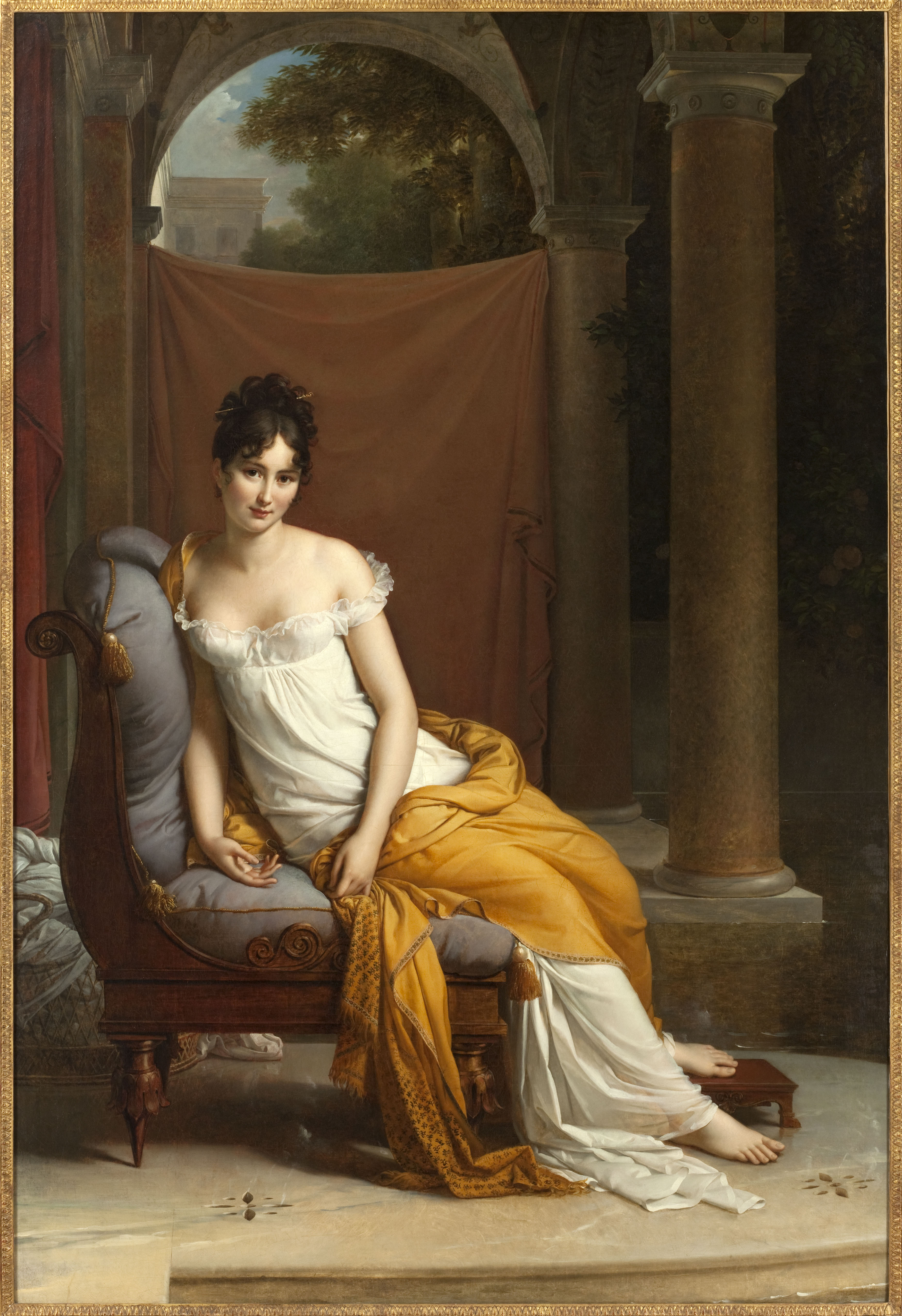
François Gérard: Porträt der Madame Récamier, 1805. Die Dargestellte war eine berühmte Salondame und anerkannte Schönheit im Paris des Empire.
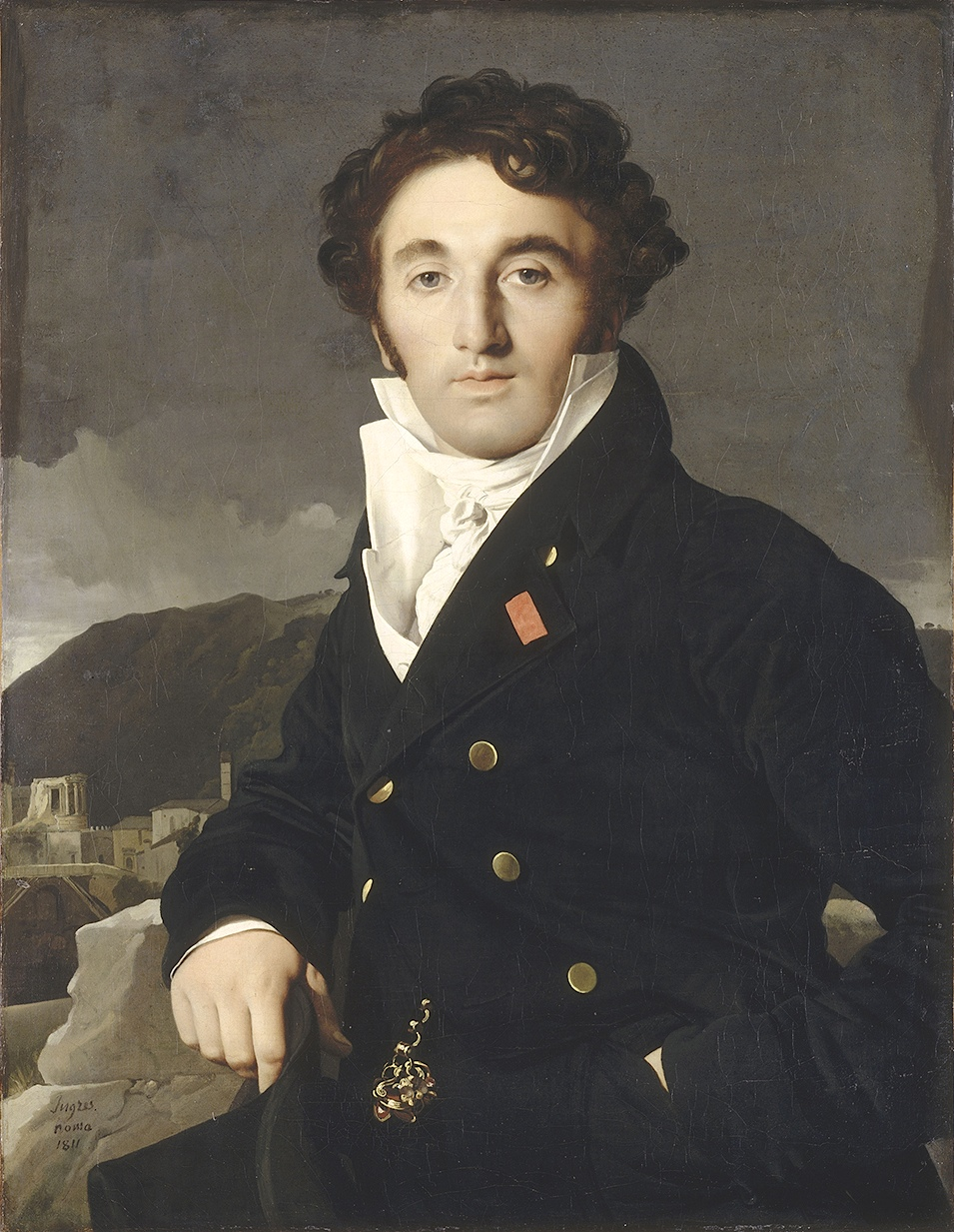
Jean-Auguste-Dominique Ingres: Charles-Joseph-Laurent Cordier, 1811
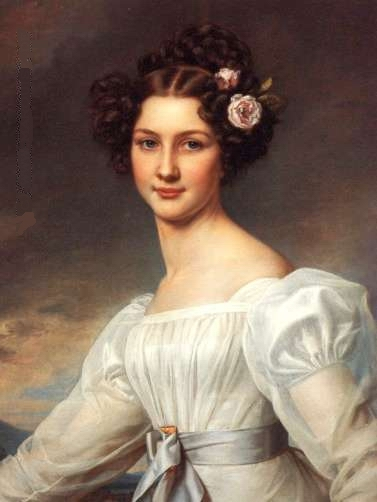
Joseph Karl Stieler: Auguste Strobl, 1827. Dies ist die erste Dame, die Ludwig I. von Bayern für seine Schönheitengalerie malen ließ (heute: Schloss Nymphenburg). Es ist auch ein Beispiel für einen sogenannten 'Schwanenhals'.
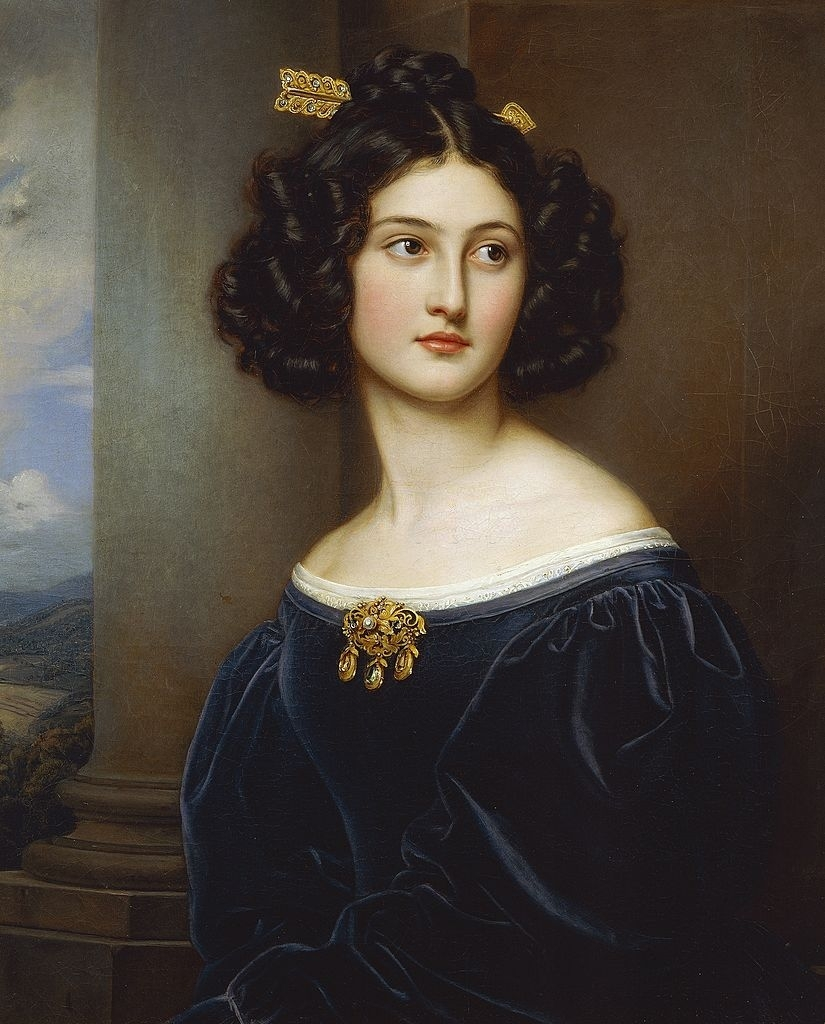
Joseph Karl Stieler: Nanette Kaulla, 1829. Ein weiteres Porträt aus der Schönheitengalerie Ludwigs I.
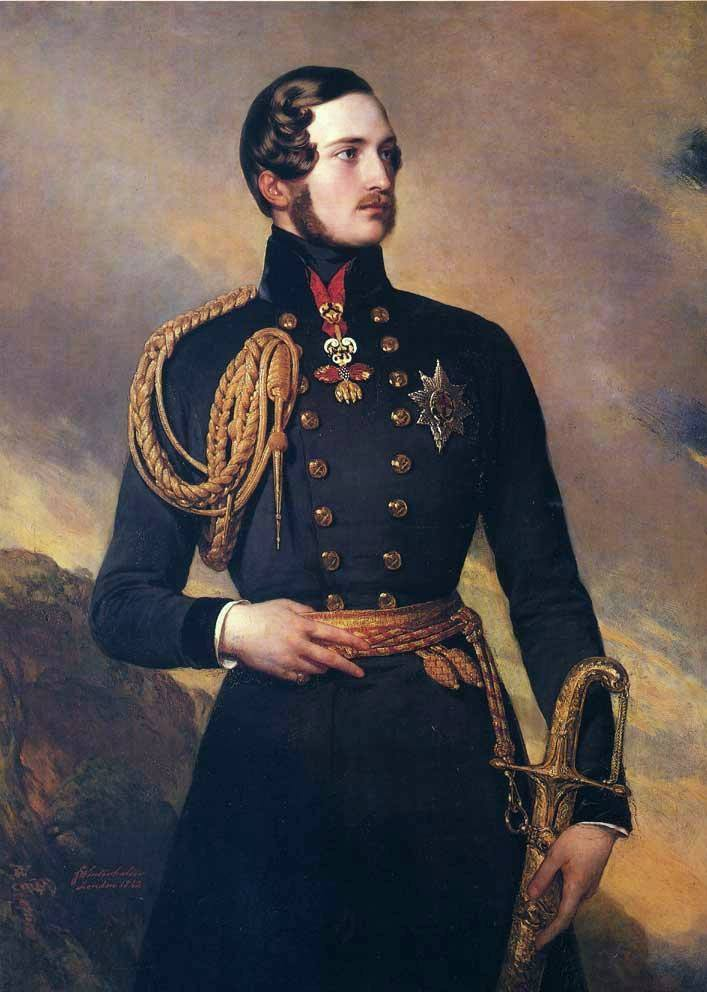
Franz Xaver Winterhalter: Prinz Albert von Sachsen-Coburg und Gotha, 1842. Der Gemahl der englischen Königin Victoria entsprach vollkommen dem Bild männlicher Schönheit. Perfekter Wuchs und Haltung wurden auch bei Männern durch eine leicht geschnürte Taille unterstrichen.
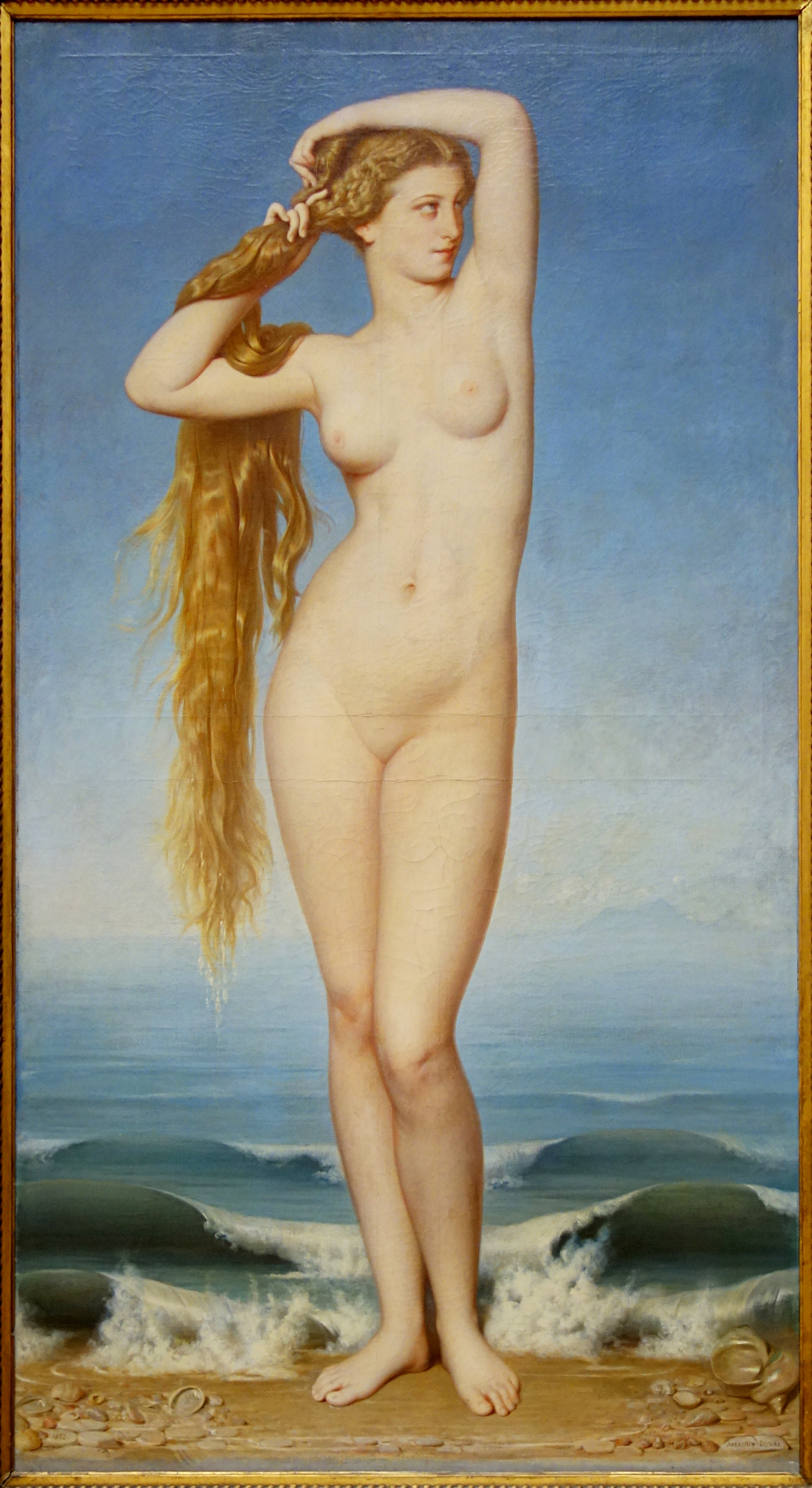
Weibliches Schönheitsideal im späten 19. Jahrhundert: La Naissance de Venus, 1862

### 20. Jahrhundert

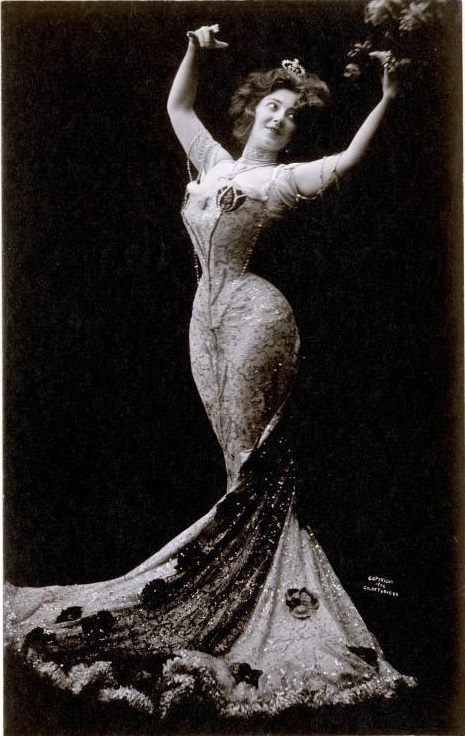
Anna Held in Sanduhrform, um 1900

Schon gegen Ende des 19. Jahrhunderts setzt eine aus Amerika importierte sportliche Bewegung ein, durch die nach und nach ein grundlegender Wandel in der Wahrnehmung des Körpers einsetzt. Hinzu kommen gesundheitliche Überlegungen und emanzipatorische sowie revolutionäre Bestrebungen, die das ganze 20. Jahrhundert bestimmen sollten. Dazu gehört auch eine gleichzeitig immer stärker werdende öffentliche Badekultur mit Urlaubsreisen an die See – und mit einer immer freizügiger werdenden Bademode, die in der Erfindung und Verbreitung (nach 1950) des anfangs als schamlos geltenden Bikini und der Freikörperkultur (FKK) gipfelt. Der menschliche Körper wird also im 20. Jahrhundert plötzlich in einem Maße öffentlich sichtbar, es entsteht eine Körperbetontheit, die zwangsläufig auch Auswirkungen auf die Welt der Schönheitsideale hat.
Doch nach der Jahrhundertwende (im Grunde jedoch erst nach 1910) kommt zunächst das Korsett langsam außer Gebrauch, nachdem schon lange von Ärzten auf gesundheitliche Folgeschäden hingewiesen worden war. Stattdessen kam das sogenannte Reformkleid auf, das natürlichere Körperformen und freiere Bewegungen propagierte (unter anderem durch den Modeschöpfer Paul Poiret).
Ebenfalls eine Revolution war das allmähliche Heraufrutschen des Kleidersaums der Frauen, der in den „Goldenen Zwanziger Jahren“ nur noch bis unters Knie reichte – zum ersten Mal zeigten Frauen damit ihre Knöchel und Waden. Dieser potentiell erotische Effekt wurde allerdings zunächst durch eine ansonsten eher unweibliche (oder unvorteilhafte) sackartig weite Silhouette ohne Taille und mit einem durch einen Leibgürtel flachgedrückten Busen konterkariert, obwohl in der Zwischenkriegszeit auch runde, frauliche Formen noch gefragt waren. Der völlig neue Typus der Garçonne hatte als Zeichen ihrer emanzipierten Befreiung auch kurzgeschnittene Haare, dazu einen roten Schmollmund und schwarz umrandete Augen, wie sie zuvor nur im Orient bekannt und gepflegt wurden. Nach wie vor war auch ein blasser Teint modern, der immer noch mit Sonnenschirmen beschützt wurde. In südlicheren Ländern wie Spanien oder Portugal verwendete man Sonnenschirme noch mindestens bis 1960.

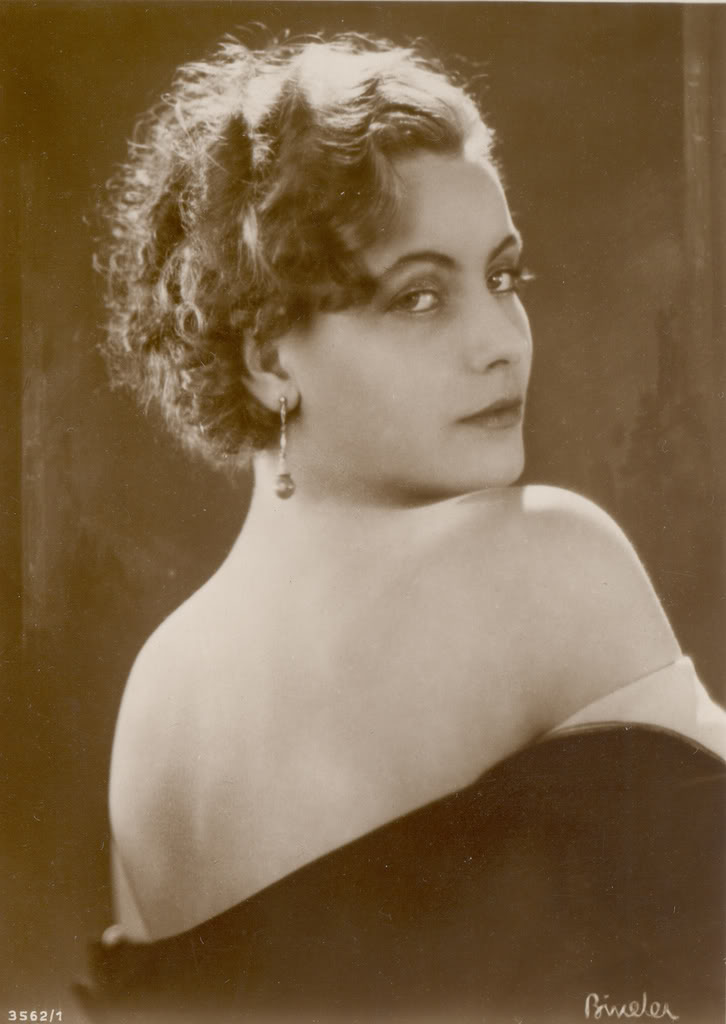
Greta Garbo 1925, von Alexander Binder

Zu wahren Idolen, die auch einen weltweit spürbaren Einfluss auf die Welt der Schönheitsideale hatten, stiegen schon ab den 1910er Jahren und noch mehr in den 1920ern und 1930ern die Stars des neuen Mediums Film auf. Weltweit als geradezu mythische Schönheit gefeiert und als Vorbild entsprechend einflussreich war vor allem die „göttliche“ Greta Garbo. Diese war zu Beginn ihrer Karriere in Schweden noch eher rundlich und etwas übergewichtig, wurde aber vor ihrem ersten amerikanischen Film (1926) vom Hollywoodstudio gezwungen abzunehmen, und verwandelte sich in einen neuen und als modern empfundenen Typus einer schlanken, ätherisch eleganten, leicht androgynen Frau. Neben ihrer Schauspielkunst wurde die Garbo für die makellose Vollkommenheit ihrer Gesichtszüge bewundert, und sie war stilbildend u. a. für Schauspielerinnen wie Joan Crawford, Marlene Dietrich und Katharine Hepburn, und „mit der Zeit“ sahen ihr „selbst die Schaufensterpuppen in den Warenhäusern … ähnlich“.
Schon seit dem Beginn des Jahrhunderts begann sich – zunächst noch fast unterschwellig – mit der Jugendbewegung das Ideal eines schlanken, jugendlichen, durch Sport geformten Körpers auszubreiten. Dies wurde – neben der „Blond und Blauäugig“-Ideologie – zwischen 1933 und 1945 auch von den Nationalsozialisten sehr propagiert und sollte sich besonders in der zweiten Jahrhunderthälfte durchsetzen und zu einem bestimmenden Ideal werden. Auch der Teint sollte jetzt einer 'gesunden' und 'natürlichen' Sonnenbräune entsprechen, was sich für Frauen allerdings erst ab ca. 1950 wirklich durchsetzen konnte – nicht zuletzt wegen der ebenfalls für größere Bevölkerungsschichten ganz neuen Sitte, in den Urlaub zu fahren, und in der Sonne einem (luxuriösen) Müßiggang zu frönen. Die Sonnenbräune galt (und gilt) also nicht nur als schön, sondern sehr oft auch als sichtbarer Beweis, dass man sich einen Urlaub leisten kann.
Nach dem Zweiten Weltkrieg setzte zunächst eine gewisse Renaissance der üppigen weiblichen Formen ein, die durch enge, die Taille einschnürende Korsette noch mehr betont wurden – also der althergebrachte Typus 'Sanduhr'. Dabei wurde auch ausdrücklich ein großer Busen zum Ideal, und durch entsprechende BHs noch betont. Dies wurde idealtypisch von berühmten Filmstars wie Rita Hayworth, Marilyn Monroe, Gina Lollobrigida, Sophia Loren und Brigitte Bardot (u. a.) verkörpert – die man umgangssprachlich auch als 'Sexbomben' (englisch: bombshell) bezeichnete. Das Ideal der extremen Kurven bei gleichzeitiger 'Superschlankheit' dieser Männer-Idole war allerdings für die normale Frau nicht erreichbar – die sich mit dem leicht vulgären Image der fast ausschließlich auf Sexualität und Verführung von Männern ausgerichteten Sexbombe meist auch gar nicht identifizieren konnte oder wollte.

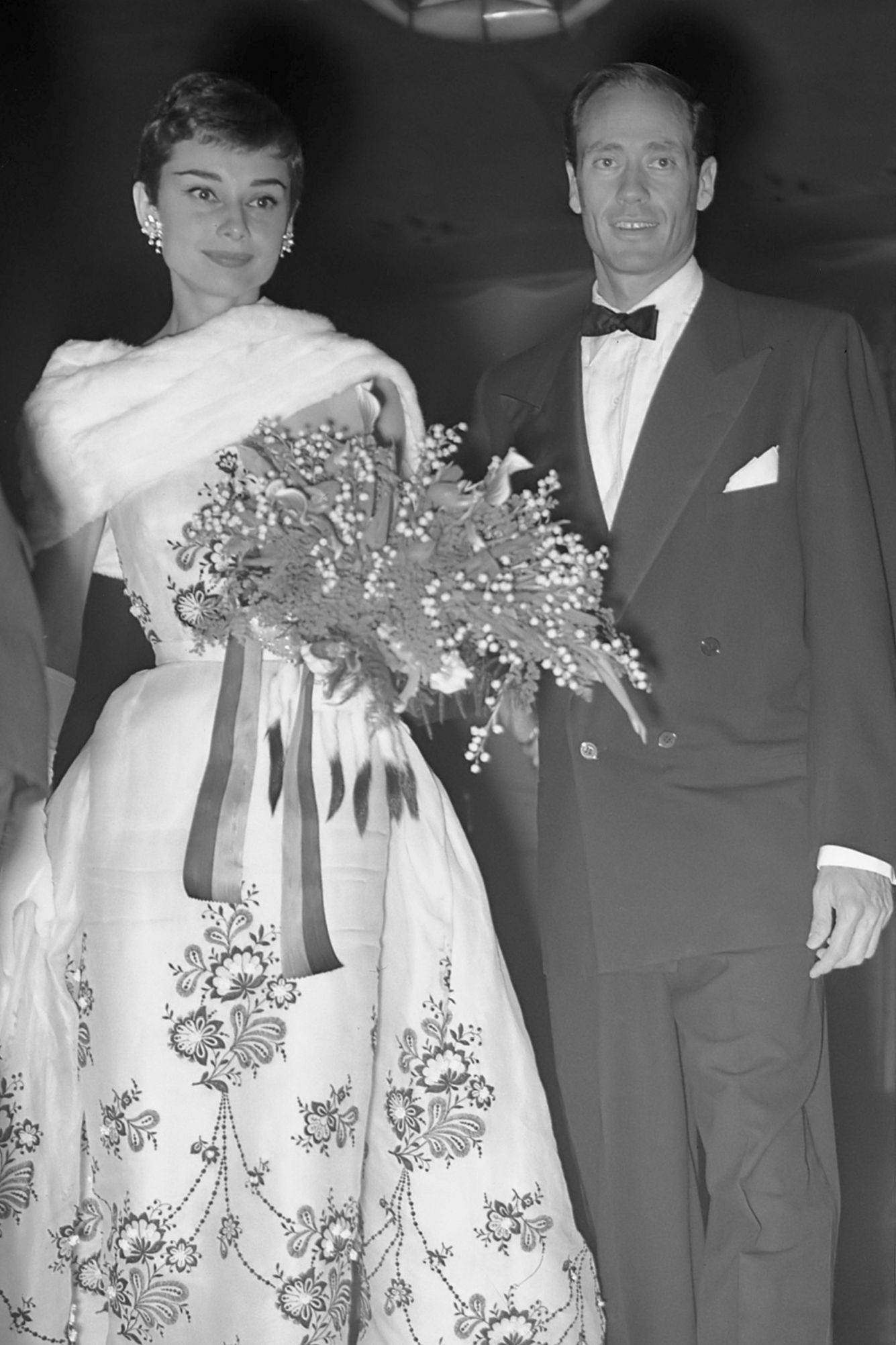
Audrey Hepburn mit Mel Ferrer, 1954

Gleichzeitig gab es allerdings im Film der 1950er und 1960er Jahre auch eine Art Gegenbild eines jugendlich-schlanken, eleganten und nobleren Typus, der weniger auf Sex ausgerichtet war und auch von Frauen als Identifikations- und Schönheitsmodell eher akzeptiert wurde. Berühmte Vertreterinnen waren die später zur Fürstin von Monaco aufgestiegene Grace Kelly, Deborah Kerr, und in Europa auch die noch bis Anfang der 1980er Jahre tätige Romy Schneider oder Catherine Deneuve. Zu diesem Schönheits-Typus gehörte vor allem auch die Schauspielerin Audrey Hepburn, die jedoch gleichzeitig einen Sonderfall darstellte, weil sie von Natur aus überschlank, beinahe 'mager', war, nur einen kleinen Busen besaß und knochige Schultern hatte. Doch wurde sie durch ihr romantisch-geistsprühendes und entzückendes Wesen in ihren Filmen, und wegen ihrer Grazie und Anmut (sie war ursprünglich Balletttänzerin) überraschend zu einer Ikone der Schönheit und Eleganz, auch durch den Modeschöpfer Hubert de Givenchy.
Nach dem Ende der Glanzzeit von Hollywood spätestens 1970 suchte und fand die Welt der Schönheit ihre Vorbilder auch in der Welt der Aristokratie und des internationalen Jetsets mit Frauen wie Soraya, der Exkaiserin von Iran, oder der monegassischen Prinzessin Caroline, die beide zumindest aus einer nordeuropäisch-deutschen Perspektive halb-exotische Modelle darstellten, die das Ideal einer südländischen Mittelmeer-Schönheit mit Sonnenbräune fördern halfen – zusammen mit den italienischen Schauspielerinnen Gina Lollobrigida, Sophia Loren, Claudia Cardinale oder Ornella Muti. Diese Tendenz wurde Anfang der 2000er durch die immense Popularität von den 'Latino'-Schönheiten Jennifer Lopez – die mit bauch- und (z. T.) hüftfreien Outfits auch die Mode beeinflusste –, sowie Salma Hayek und der Spanierin Penélope Cruz fortgesetzt.

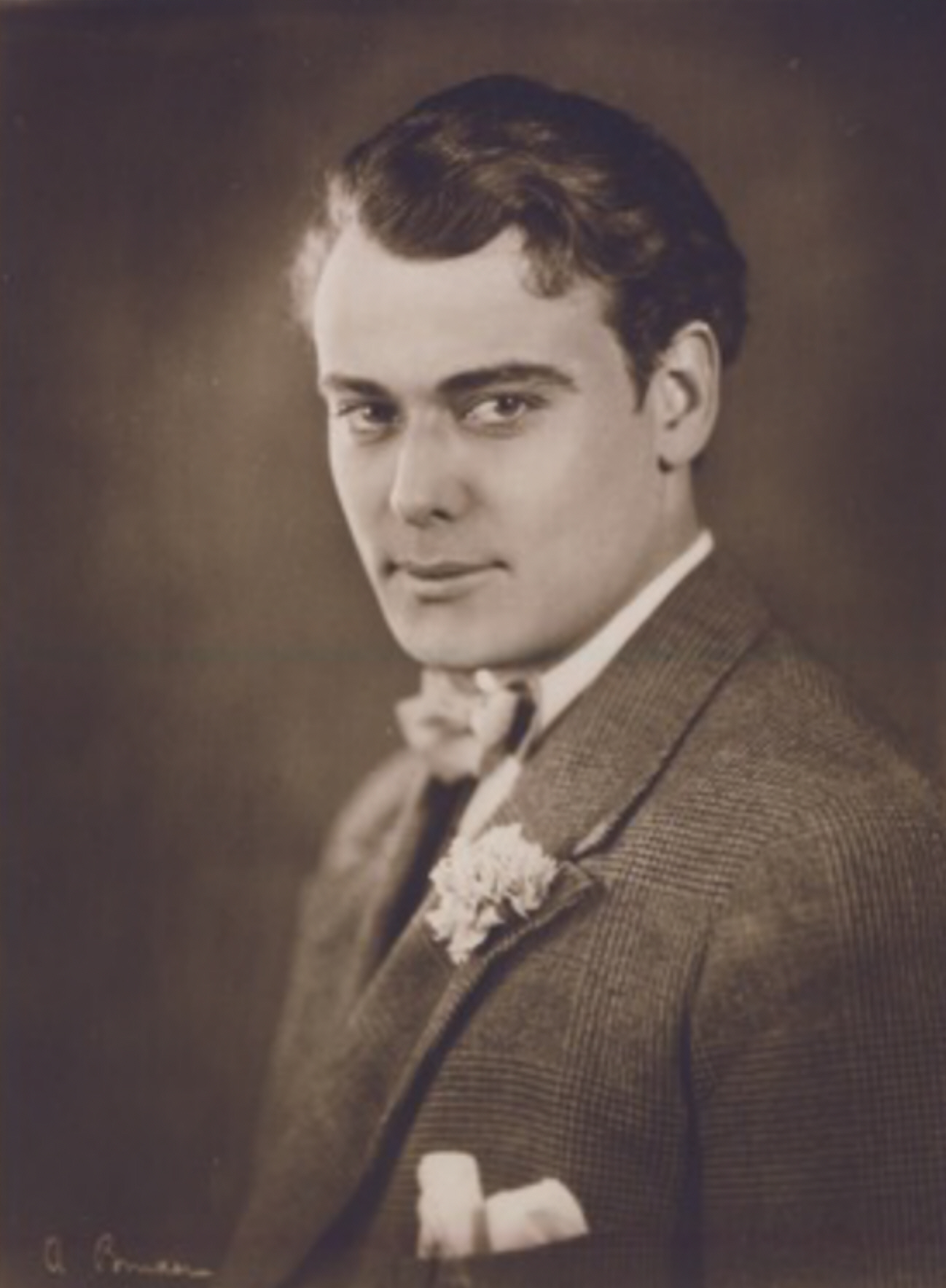
Der schwedische Schauspieler Nils Asther, vor 1929

Neben diesen weiblichen Ikonen der Schönheit spielte gerade im (Hollywood-)Film auch männliche Schönheit und/oder Attraktivität eine wichtige Rolle und prägte den Zeitgeschmack, der sich dabei insgesamt allerdings als wesentlich konstanter oder einseitiger zeigte. Von dem Frauenschwarm der 1920er Jahre Rudolph Valentino, über Männer wie Nils Asther, Cary Grant, Gregory Peck, Laurence Olivier, Errol Flynn, Robert Taylor, Rock Hudson, Omar Sharif, Marcello Mastroianni, Pierce Brosnan, Richard Chamberlain bis hin zu George Clooney dominierte bei allen individuellen Unterschieden und trotz unterschiedlichster Herkunft der 'klassische' dunkelhaarige Elegant. Es gab auch einige Herren vom blonden Typus wie Brad Pitt, doch stellten sie eher eine Ausnahme dar.
In der Modewelt der 1960er Jahre werden die Röcke der Damen so kurz, dass die Knie sichtbar werden, bis schließlich der Minirock die gesamten Beine freilegt. Da sich in der Bademode und Urlaubskultur gleichzeitig der Bikini durchsetzt, wurde zum ersten Mal überhaupt in historisch dokumentierten Zeiten der Unterleib der Frau öffentlich sichtbar, und zumindest von jungen Frauen fast ständig zur Schau gestellt. Das Gleiche gilt auch für die in den 1970er Jahren immer populärer werdende Damenhose. Die beschriebenen modischen Entwicklungen forderten beinahe zwangsläufig eine schlanke Figur, und tatsächlich wurde Mitte der 1960er Jahre das englische Model (und spätere Schauspielerin) Twiggy sehr bekannt und zu einer Stil-Ikone, die wie schon Audrey Hepburn überschlank war. Durch diese Ausnahmefrauen – die selber keineswegs über ihre große Schlankheit begeistert waren – und die beschriebenen Modetendenzen wurde nach und nach eine Entwicklung eingeleitet, die bis heute andauert: in der Modewelt entstand das Ideal des überschlanken Mannequins, das spätestens ab ca. 1980 außerdem die für eine Frau ungewöhnliche 'Ideal'-Größe von ca. 1,80 m erreichte. Allerdings rückten erst in den 1980er und 1990ern und nur einige vereinzelte 'Supermodels', wie Cindy Crawford, Linda Evangelista, Naomi Campbell oder Claudia Schiffer, zu einem Medien-Ruhm auf, der sie zu Ikonen machte. Da in der Mode-Branche auch mit Körpermaßen für Brust-, Taillen- und Hüftumfang in Zentimeter gearbeitet wird, kam für Frauen ein 'Ideal' auf, das manchmal mit der Formel 90-60-90 umschrieben wird (gerechnet auf ca. 1,80 m Körpergröße !). Eine bedauerliche Folge davon ist leider, dass auch heute noch (Stand 2018) viele Models, die von Natur aus gar keine derart ungewöhnlich schlanke Veranlagung besitzen, sich auf ein Gewicht herunterhungern, das weit unter ihrem gesunden Idealgewicht liegt. Dies kann zu tragischen Essstörungen wie Magersucht oder Bulimie führen. Magersucht soll es auch schon im Alten China gegeben haben und aus dem 19. Jahrhundert ist auch der oben beschriebene Fall der Kaiserin Sissi bekannt (siehe oben).

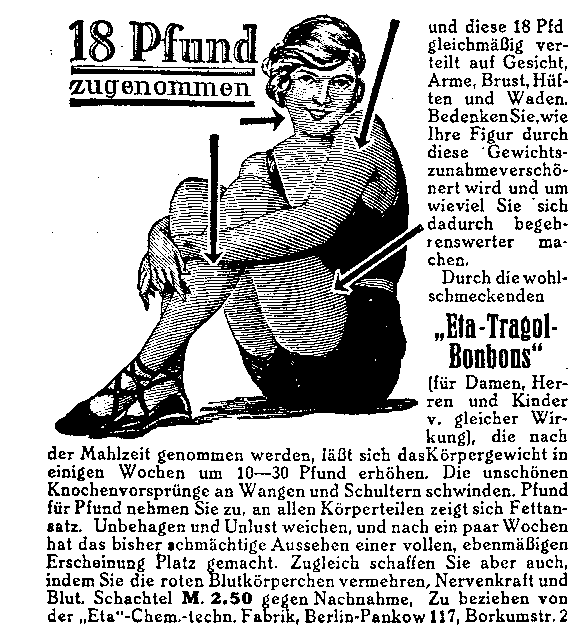
Noch in den 1920er Jahren galten auch in Deutschland allzu große Magerkeit als Manko, rundlichere Formen als attraktiver. Werbung für Pillen zum Zunehmen für 'magere' Personen, um 1922

Als ein Höhepunkt der körperbetonten modernen Sport-Welle war in den 1980er Jahren zeitweise Bodybuilding sehr verbreitet; Nachwirkungen davon sind bis heute zu spüren, so ist bei Männern auch die Vorstellung vom „Waschbrettbauch“ ein modernes Schönheitsideal.
Nie wurde die Haarfarbe so sehr zum Objekt scheinbar beliebig austauschbarer modischer Schönheitsideale wie im 20. und 21. Jahrhundert. Seit den 1950er Jahren wurde mit 'wasserstoffblonden' Leinwandidolen wie Marilyn Monroe, Brigitte Bardot, Grace Kelly u. a. blond gefärbtes Haar modern. In geringerem Maße trugen auch einige künstliche Rothaarige wie Maureen O’Hara, Deborah Kerr u. a. zum Trend von gefärbtem Haar bei. Jedenfalls ist seit dieser Zeit vor allem Blond so modern und verbreitet, wie (vermutlich) selbst in der römischen Antike und der Renaissance nicht. In der zweiten Hälfte des 20. Jahrhunderts wurde das Haarefärben durch die chemische Industrie nach und nach so perfektioniert, und es kam eine so große Palette verschiedener natürlich wirkender Farbnuancen auf den Markt, dass von einem Boom gesprochen werden kann. Ergrautes Haar ist seit dem späten 20. Jahrhundert weniger sichtbar als jemals zuvor. Nach 1990 wurde sogar für Männer Haarefärben normaler.

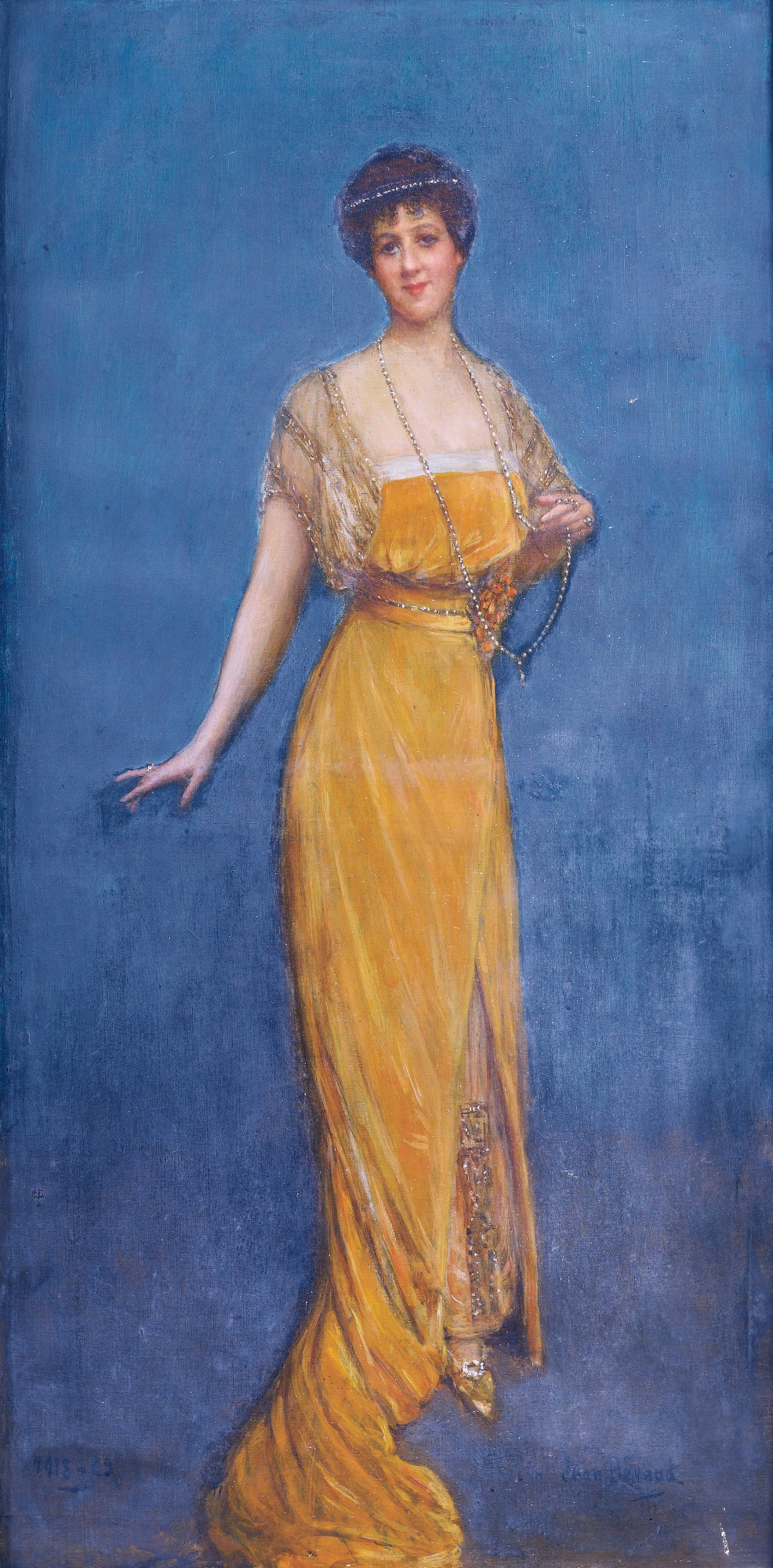
Jean Bérau: Blanche Ulman, um 1913
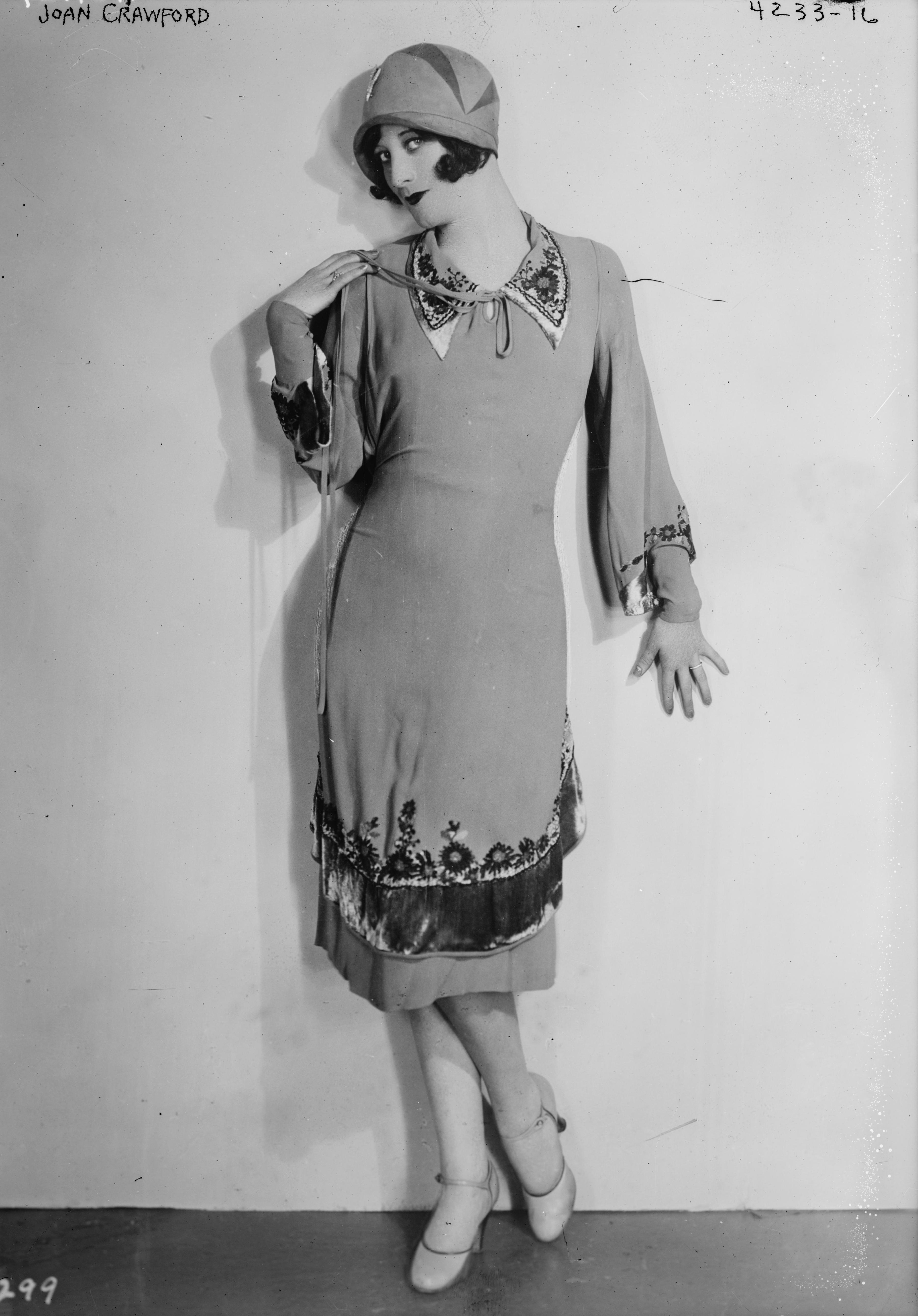
Joan Crawford im typischen Flapper-Look, 1927
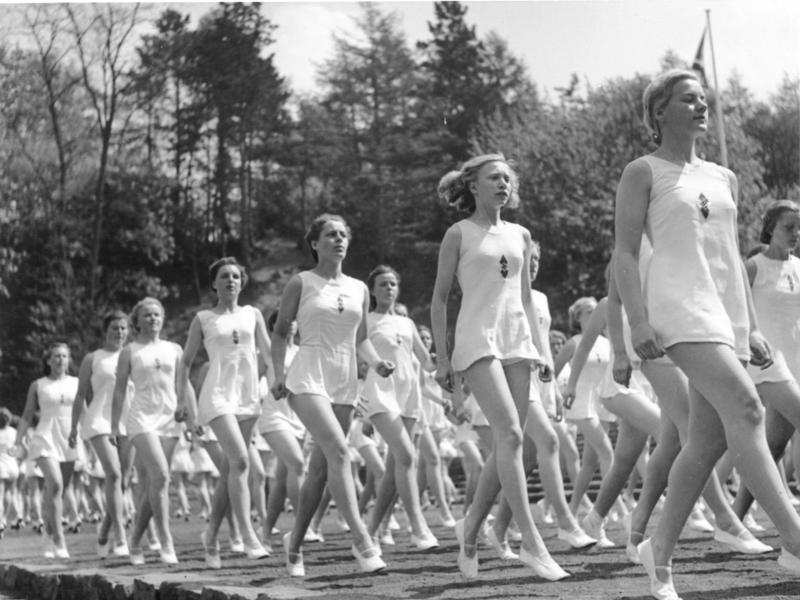
Nationalsozialismus: BDM-Mädchen bei einer Gymnastikvorführung, 1941
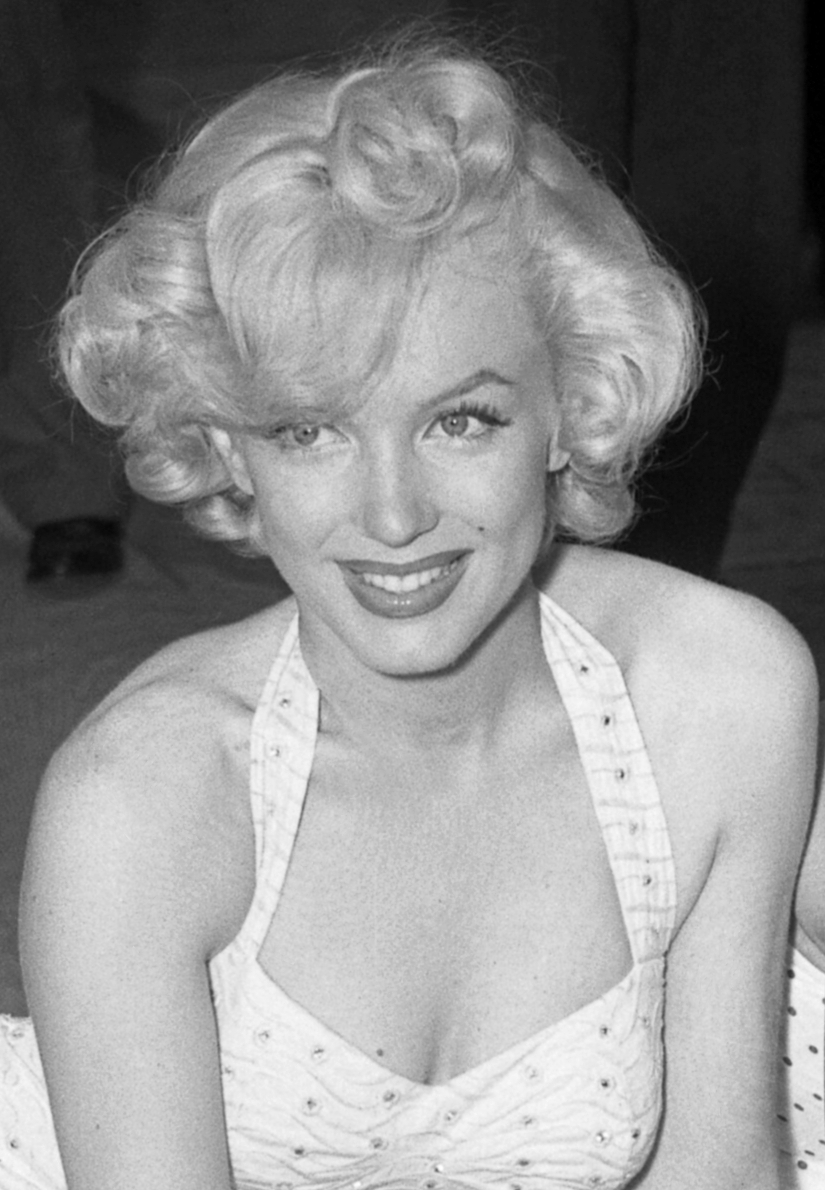
Marilyn Monroe, 1953

### 21. Jahrhundert

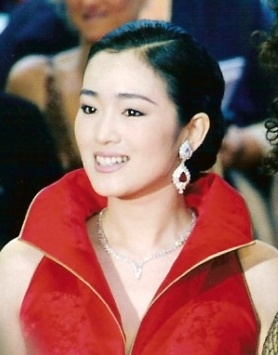
Gong Li beim Cannes Film Festival, 1998. Die chinesischstämmige Schauspielerin wurde ab 1990 auch im Westen berühmt u. a. durch Filme wie Rote Laterne und Lebewohl, meine Konkubine.

Seit dem letzten Viertel des 20. Jahrhunderts und noch mehr zu Beginn des 21. Jahrhunderts begann sich das Schönheitsideal zu diversifizieren, wie viele andere gesellschaftliche Ideale auch. Verantwortlich dafür ist auch eine kulturelle Globalisierung. Gab es schon Ende des 19. Jahrhunderts durch die Weltausstellungen oder durch einzelne Künstler wie Gauguin Berührungen mit exotischen Kulturen und fremden Schönheitsidealen, so bot und bietet die Welt des Films und Fernsehens und der Medien seit dem 20. Jahrhundert die Möglichkeit, dass breiten Massen einzelne Persönlichkeiten aus anderen Ländern und Kulturen und von ganz anderer und verschiedener Herkunft plötzlich zu geliebten und verehrten Vertrauten im eigenen Wohnzimmer werden. So gab es zu Beginn des 21. Jahrhunderts eine Welle der Begeisterung für indische Bollywood-Filme, in der sich eine bereits zuvor bekannte Begeisterung für exotische Schönheit zeigt. Solche Entwicklungen wurden und werden gleichzeitig durch die modernen Reise-Möglichkeiten gefördert, die es relativ vielen Menschen ermöglichen, mit fremden Ländern und Kulturen und der Schönheit der dort lebenden Menschen noch direkter in Berührung zu kommen. Hinzu kommt die Durchmischung auch der europäischen Länder mit Emigranten verschiedener Herkunft.
Es hat sich schon seit dem 20. Jahrhundert eine Tendenz abgezeichnet, dass die Mode weniger enge Grenzen setzt, als dies in den Jahrhunderten zuvor der Fall war. Das eigene Aussehen ist gerade heute bis zu einem gewissen Grad eine Sache der Wahl. So ist z. B. die modische Farbpalette für Männer seit ca. 1990 wieder wesentlich bunter geworden als zwischen ca. 1850 und 1980. Obwohl die Modebranche sich nach wie vor bemüht, auch für Haarfarben Modewellen zu kreieren, ist es heutzutage (Stand 2018) eine Frage der Wahl, ob man sich die Haare färbt und welche Farbe dabei gewählt wird; auch Tätowierungen der Haut – die besonders nach 2000 modern wurden und ebenfalls eine Übernahme exotischer Schönheitsideale darstellen – sind eine Frage der Wahl. Auch gibt es seit dem 20. Jahrhundert eine eigene Mode für „Übergewichtige“.
Ausgelöst durch Filmschauspielerinnen wie Joan Collins oder Jane Fonda entstand in der westlichen Welt seit den 1980er Jahren auch eine Tendenz, dass Frauen, die über 40 oder 50 sind, nicht mehr unbedingt als alt eingestuft werden (wie zuvor), sondern immer noch attraktiv und schön sein können; dass dies teilweise eine gewisse Disziplin (Diäten, Sport), und Tricks (Haarefärben, Make-up) erfordert, und dass es natürliche Grenzen gibt, liegt auf der Hand.
Im Jahr 2025 legte Ada Borkenhagen – Magdeburger Professorin und Spezialistin für körperoptimierende Verfahren – unter dem Titel Bin ich schön genug? ihr Buch über moderne Trends der Körpermodifikation vor. Auf Basis der Geschichte weiblicher Schönheitsideale widmet sie sich dem aktuellen Schönheitsempfinden und beschreibt den Weg von Schönheitsidealen zu krankhaften Störungen. Es geht ihr unter anderem um die Frage, welchen Einfluss soziale Medien und die dort vertretenen Schönheitstrends einerseits und der dortige Druck zur Selbstoptimierung andererseits auf Selbstbild und Wohlbefinden des Menschen haben. Im Bemühen, die aktuellen Trends zu verstehen, fragt Borkenhagen, ob Schönheitsoperationen glücklich machen oder auch zur Sucht werden können. Zum Schluss widmet sie sich der Frage, was die Zukunft bringen könnte.